# Huila
Huila es uno de los treinta y dos departamentos que conforman la República de Colombia. Su capital y ciudad más poblada es Neiva. Está ubicado al suroeste del país, en la región andina.
Su organización territorial comprende cuatro subregiones: Subnorte, Subcentro, Subsur y Suboccidente. Cuenta con 37 municipios y 128 centros poblados. Su economía genera el 1.62% del PIB colombiano. De acuerdo con el DANE, posee una población estimada (2025) de 1.205.318 habitantes correspondiente al 2,2% de la participación en la población total.
Fue creado por la Ley 46 del 29 de abril de 1905, constituido por la provincia de Neiva y la del sur, pertenecientes al antiguo Estado Soberano del Tolima. El 15 de junio del mismo año, inició su vida independiente bajo la administración de Rafael Puyo Perdomo.

## Toponimia

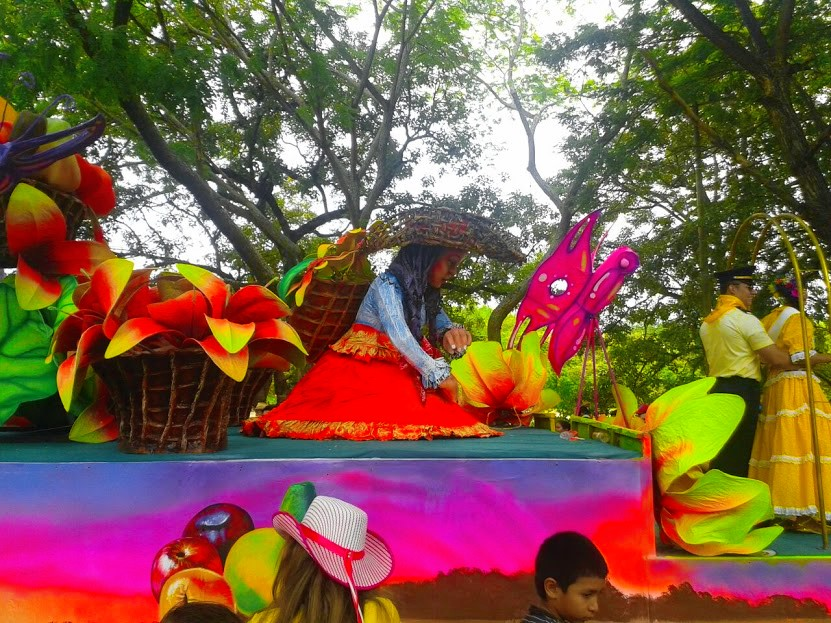
Manifestaciones de la cultura Opita, durante el Festival del Bambuco.

El nombre del Huila es definido de modos distintos por diversos autores: 
Entre las definiciones más aceptadas está la del profesor Gerardo Reichel Dolmatoff, quien asegura que la palabra es de origen quechua, la cual significa "Anaranjado". Otra teoría es la que atribuye la palabra Huila a la lengua Páez, con el significado de "Montaña Luminosa". Sea cual sea su origen, lo cierto es que el departamento debe su nombre a una de las más altas cumbres andinas, el Nevado del Huila, que desde el occidente domina majestuosamente todo el territorio.

## Gentilicio
El gentilicio de las personas oriundas o habitantes del departamento del Huila es huilense u opita. Este último es una expresión empleada generalmente para designar al hombre procedente u oriundo del departamento, en el extremo sur del río Magdalena. Opita, a diferencia del gentilicio huilense, comporta un sentido esencialmente cultural, como quiera que define al habitante huilense en sus características más tradicionales.
En efecto, ante el encuentro con alguien en un mismo camino, por ejemplo, lo acostumbrado era decir "opa" sin llamar a la persona por el nombre. En algunas zonas del departamento aún se emplea esta expresión de saludo, que como lo indica el Diccionario de la Lengua Española (1994) es una voz para levantar, ¡aupa!, ¡upa!

## Símbolos

### Bandera

Bandera del Huila.

Mediante el Decreto 333 de 1952, se creó la bandera departamental, compuesta por tres franjas individuales iguales, blanca superior, verde central y amarilla inferior.
- Blanco: Simboliza las cumbres nevadas del Huila y la honradez de sus moradores.
- Verde: Representa la exuberancia de la tierra y la esperanza de un mejor porvenir. Sobre esta franja, habrá un palenque que recuerda las gestas gloriosas de nuestros antepasados.
- Amarillo: Significa el despertar de la espiga, hija del esfuerzo y el trabajo.

### Escudo

Emblema del Escudo del departamento del Huila.

El escudo fue creado mediante decreto n.º 080 y definida su descripción mediante decreto n.º 468 de 1957 y está compuesto por los siguientes elementos:
- Orla de Oro: Simboliza nobleza, magnanimidad, riqueza, poder, luz, constancia y sabiduría.
- Estrella: Imagen de felicidad, grandeza, verdad, luz, majestad y paz.
- Gules: Simboliza la sangre derramada por los hijos del Huila, en aras de la patria y heráldicamente denota también fortaleza, victoria y alteza.
- Nevado del Huila: Una de las máximas cumbres andinas, mostrando cuatro cimas o picos, nevado que da nombre a su territorio.
- Sol de Oro: Disco rodeado de 16 rayos, mitad rectos mitad ondeados puestos alternadamente.
- Plata: Insignia de pureza, integridad, obediencia, firmeza, vigilancia y elocuencia.
- Sol: Significa verdad, unidad, claridad, gracia, majestad, abundancia y riqueza.
- Río Magdalena: Divide en dos partes igualmente el departamento del Huila.
- Timbre: Simboliza la nobleza de la sangre de los hijos del Huila.
- Lambrequines: Hojas de acanto blasonadas de gulas de oro.

### Himno
Mediante Decreto n.º 122 del 8 de febrero de 1996, fue adoptado como himno oficial y símbolo patrio del departamento la creación musical Alma del Huila, del compositor Luis Alberto Osorio.

## Historia

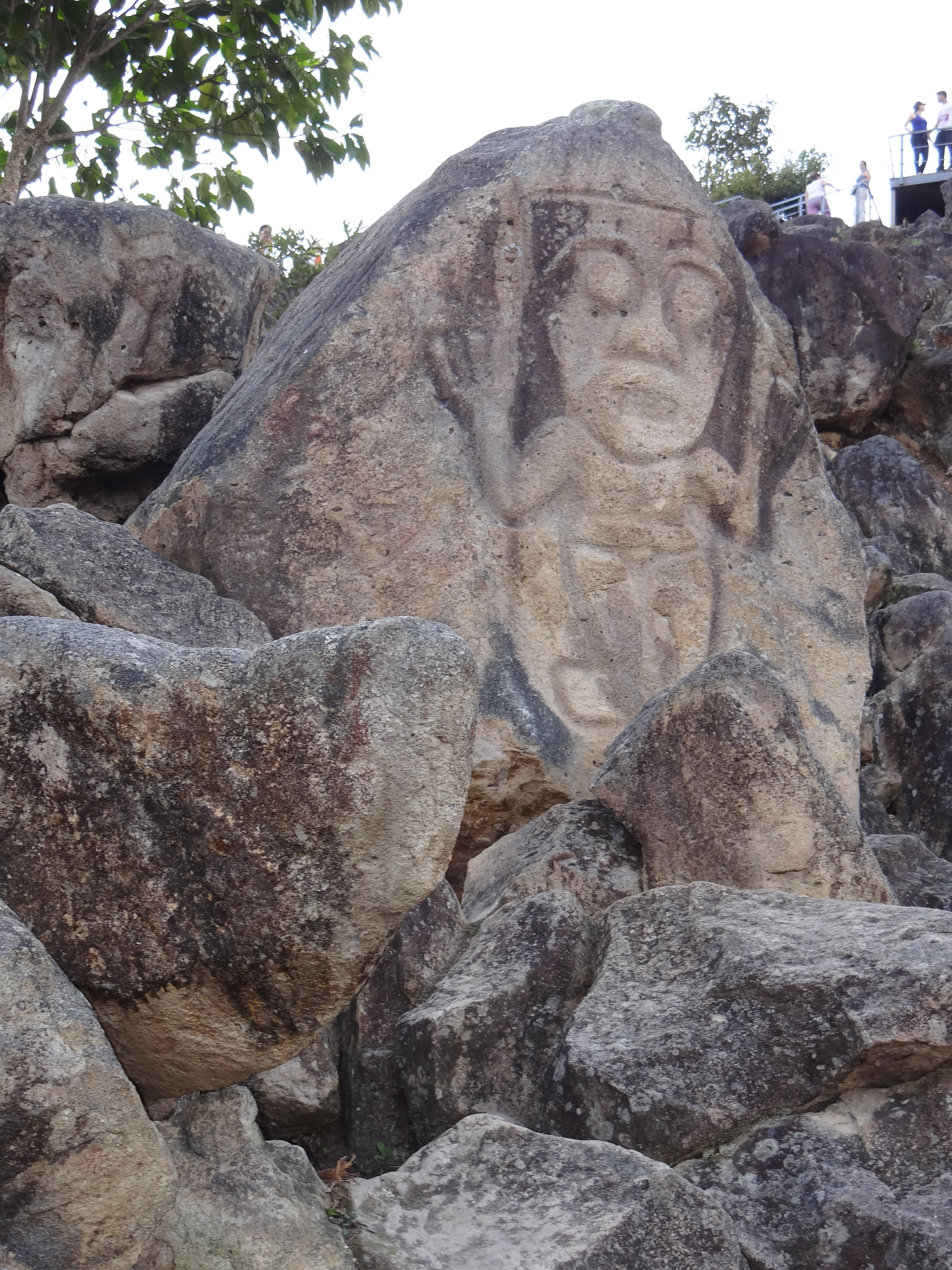
"La Cháquira" Sitio que permitió a la Cultura Agustiniana establecer un calendario agrícola y ritual

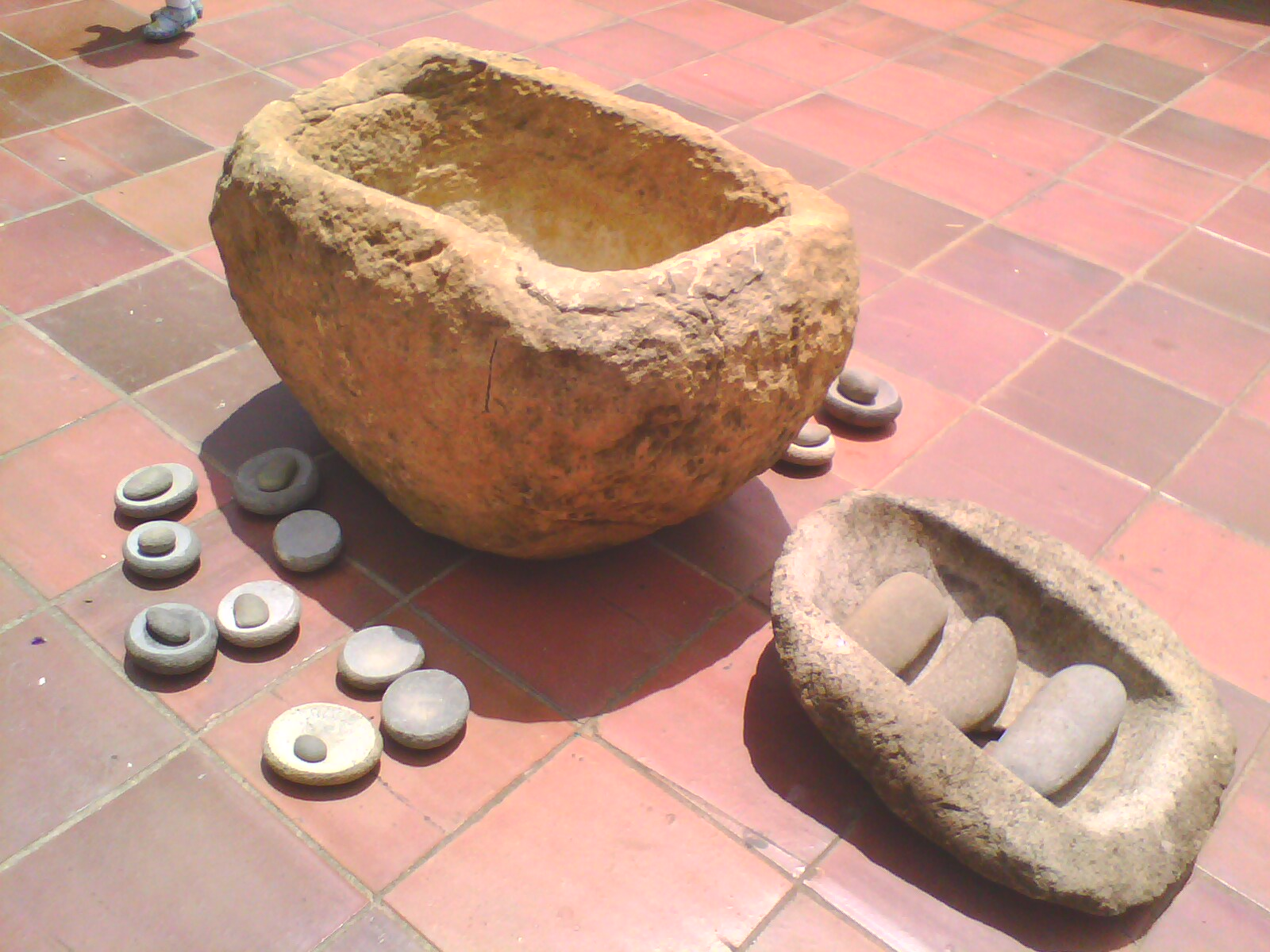
Pilones de piedra de Cultura Agustiniana en el Sur del Huila.

El tiempo comprendido entre las primeras noticias de habitantes en este territorio y la llegada de los españoles se puede dividir en tres períodos: Formativo, Clásico Regional y Reciente. Durante el Periodo Formativo, el cual va hasta el siglo I a. C., el territorio del actual departamento del Huila estaba integrado a una amplia región que incluía parte del también hoy departamento del Tolima y buena porción de la Amazonía. El período siguiente, el Clásico Regional, se prolongó hasta el siglo VIII; durante él se desarrolló la cultura San Agustín (Uyumbe o ullumbe), de cuyo grado de desarrollo nos habla aún la sorprendente estatuaria de los parques arqueológicos de San Agustín e Isnos, los hallazgos de Saladoblanco y La Argentina y los interesantes estudios de científicos que han localizado la frontera social de dicha cultura más abajo del municipio de Garzón. Al norte, la presencia aborigen quedó manifiesta en la Cultura del Valle Alto del Río Cabrera, llamada comúnmente Santana, y expresada en significativas obras de piedra y cerámica que pueden apreciarse en el Museo que poseen. El Período Reciente abarca desde el siglo VIII hasta la llegada de los españoles. Lamentablemente, los planteamientos sobre la frontera cultural entre yalcones, paeces y pijaos, posibles primitivos pobladores del departamento, es una hipótesis que aún no ha sido investigada por los arqueólogos.

### Época precolombina
La historia del Huila está sostenida en el legado de la cultura San Agustín, situada entre los años 1000 AC y 1650 DC. La importancia de esta cultura fue reconocida por la UNESCO, que en 1995 les confirió a los parques arqueológicos de San Agustín, Alto de Los Ídolos y Alto de Las Piedras, la dignidad de Patrimonio Cultural de la Humanidad. La región estaba poblada por numerosas comunidades indígenas: en el norte habitaban los pijaos, en el sur los andaquíes y yalcones, en el occidente los paeces y en el oriente los tamas.

### Conquista española

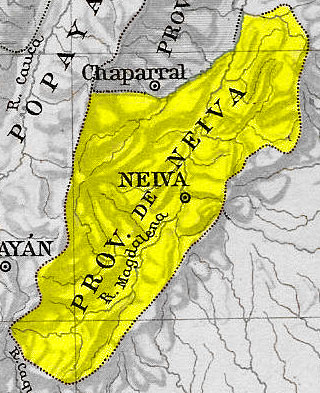
Territorio de la provincia de Neiva en 1810, mismo que se proclamó independiente como Estado Libre de Neiva en 1814.

La primera expedición que logró atravesar la cordillera y llegar al valle del alto Magdalena, estaba comandada por Sebastián de Belalcázar: en tanto Gonzalo Jiménez de Quesada llegó por el norte; los españoles tuvieron que enfrentar a los aborígenes, que desde ese momento libraron violentas luchas para defender su territorio; entre estas contiendas se destaca la que sostuvo contra el conquistador Pedro de Añasco, la Cacica Gaitana, quien se rebeló porque su pueblo estaba siendo desposeído de sus tierras y obligado a pagar tributos a los españoles; como ella se opuso a que Añasco convirtiera en su servidor a Timanco, su hijo, aquel ordenó que el muchacho fuera quemado vivo en presencia del pueblo para que sirviera de escarmiento. Para vengarse de Añasco y de sus soldados, Gaitana comenzó una fuerte lucha que le permitió vencer a su enemigo; una vez vencido le sacó los ojos y lo condujo así por todo el pueblo. A pesar de las valientes y numerosas luchas, los grupos indígenas del Huila fueron exterminados por las tropas españolas.
Durante la colonia se fundaron pueblos de indios y mestizos y se crearon haciendas ganaderas de amplia extensión; también se dio inicio a la explotación cauchera, con la posterior construcción de nuevas vías y poblados. El territorio hizo parte de la enorme provincia de Popayán hasta 1610, año en que se creó la provincia de Neiva, creada una vez que los pijaos fueron sometidos y las autoridades españoles aseguraron el libre tránsito entre Santafé y los pueblos del macizo Colombiano.

### sigloXIX

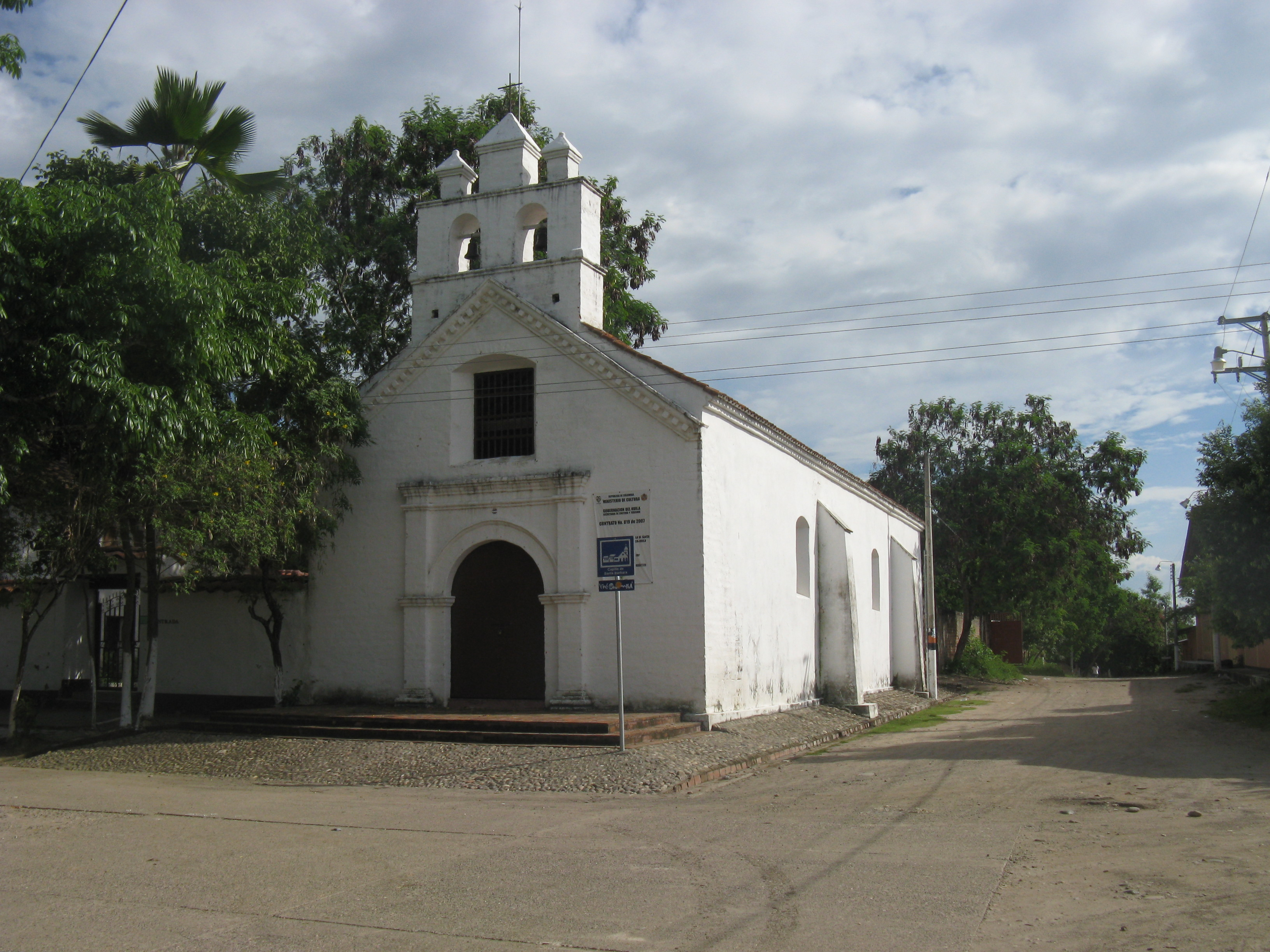
Capilla Santa Bárbara en Villavieja, antigua capilla jesuita.

Dado que el camino real que comunicaba a Santafé con el sur recorría casi toda la provincia, permitía a las comunidades estar al tanto de los procesos políticos, sociales y económicos que se experimentaban en las ciudades más importantes del Virreinato e inducía a sus habitantes a tomar partido frente a dichos procesos. Hacia finales del siglo XVIII la provincia de Neiva contaba con una ciudad, Neiva, y se reconocían como villas a las poblaciones de Timaná, La Plata y Purificación, lo que daba cuenta del desarrollo que tenía la provincia.
Ya en la época de la independencia hizo parte de las Provincias Unidas de la Nueva Granada como el Estado Libre de Neiva; dicho estado proclamó su independencia el 8 de febrero de 1814 con representantes de Neiva, La Plata, Timaná y Purificación, quienes se reunieron en convención con el fin de redactar una Constitución para el Estado Libre y la cual fue expedida el 23 de septiembre de 1814 y revisada el 31 de agosto de 1815; sin embargo los ejércitos neivanos cayeron en 1816, cuando los españoles retomaron control sobre el territorio.
Luego de ser reconquistado y ser nuevamente independizado, el territorio huilense hizo parte del departamento de Cundinamarca (Gran Colombia) entre 1819 y 1831, año en que nuevamente se recobró la provincia de Neiva y pasó a formar parte de la República de la Nueva Granada. Durante más de 20 años no se variaron sus límites hasta 1857 en que se creó el Estado Soberano de Cundinamarca y se le agregó a este; esto fue así hasta 1861, cuando pasó a la jurisdicción del Estado Soberano del Tolima.

### Creación del departamento
La creación del departamento del Huila data del año 1905 en el cual inicialmente el ministro de Gobierno, Bonifacio Vélez, propuso el 25 de abril de 1905 a la Asamblea Nacional Constituyente y Legislativa la creación de tres departamentos y en uno de sus artículos dispuso la creación del Departamento de Neiva, con capital en la ciudad del mismo nombre, formado por las provincias de Neiva y el Sur. Al darse el tercer debate, el 27 de abril de dicho año el doctor Quijano Wallys, propuso que se denominará Huila en vez de Neiva, a la nueva entidad, la cual se creó por medio de la ley 46, expedida el 28 y sancionada el 29 de abril del mismo año. El Huila inició vida administrativa el 15 de junio de 1905 bajo la dirección de su primer gobernador, el doctor Rafael Puyo Perdomo.

## Geografía

### Ubicación
El departamento del Huila está localizado al suroccidente de Colombia, entre los 3°55′12″ y 1°30′4″ de latitud norte (entre el nacimiento del río Riachón, municipio de Colombia y el pico de la Fragua, municipio de Acevedo), y los 74°25′24″ y 76°35′16″ de longitud al oeste del meridiano de Greenwich (entre el Alto de Las Oseras, municipio de Colombia y el páramo de Las Papas, municipio de San Agustín).
| Noroeste: Tolima (Parque nacional natural Nevado del Huila) | Norte: Tolima                                                                       | Nordeste: Cundinamarca y Bogotá, D.C. (Parque nacional natural Sumapaz) |
| Oeste: Cauca (Ríos Paez y Narváez)                          |                                                                                     | Este: Meta                                                              |
| Suroeste: Cauca (Macizo Colombiano)                         | Sur: Límites entre Cauca y Caquetá (Parque nacional natural Cueva de los Guácharos) | Sureste: Caquetá                                                        |

### Área

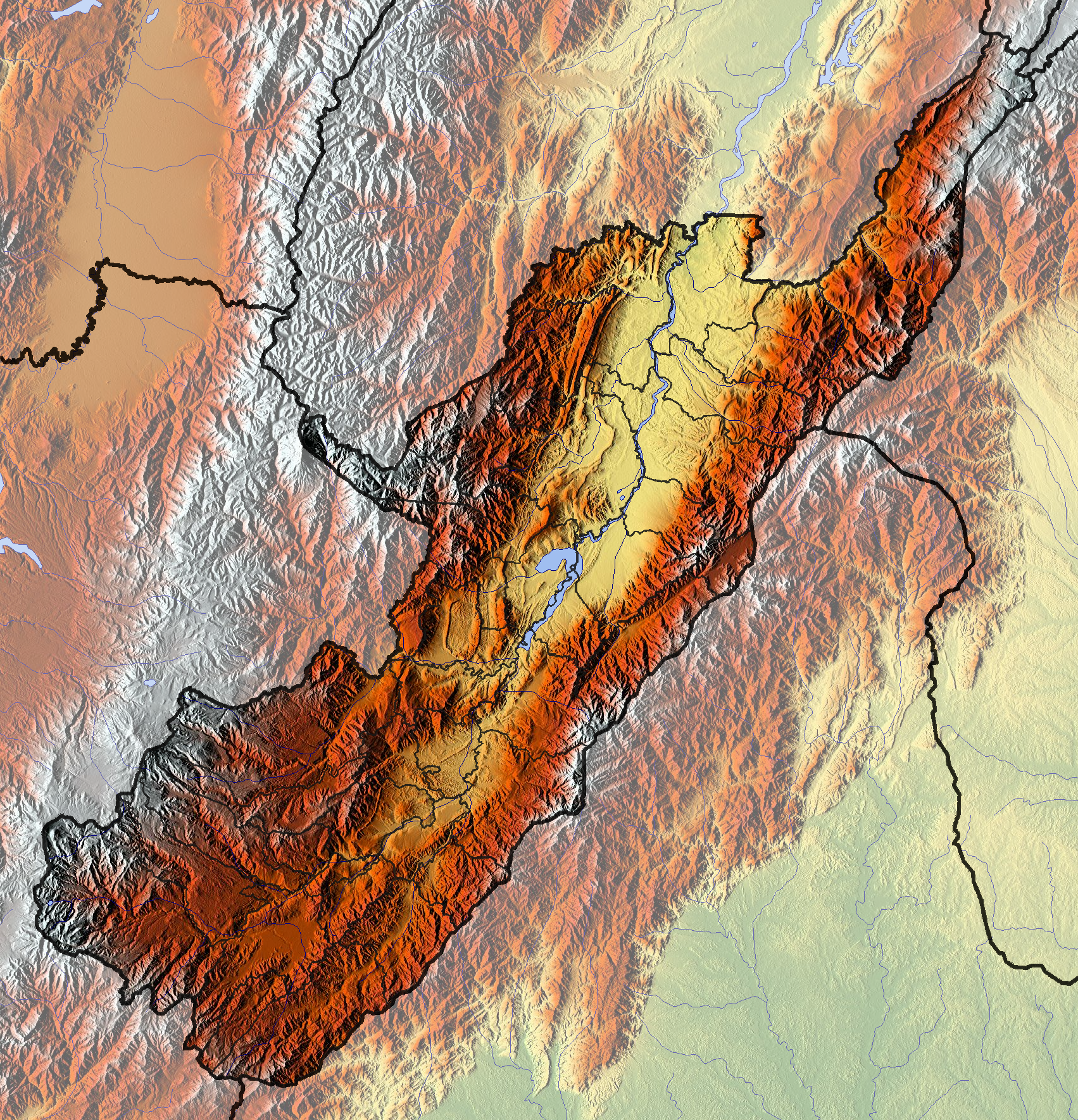
Mapa físico del Huila.

Según el Instituto Geográfico Agustín Codazzi, la superficie del Huila comprende 19.890 km² que corresponde tan solo a un 1.74 % de la superficie total del país. Comparada con la superficie de los demás departamentos, ocupa el 26° lugar, por encima de Caldas, Atlántico, Quindío, Risaralda y Sucre.

### Clima
El departamento cuenta con una amplia variedad de climas en razón a la diversidad de pisos térmicos y como resultado de la interacción de factores tales como la temperatura, la luminosidad solar, la pluviosidad, la humedad relativa y los vientos. El 28,3 % de la superficie departamental corresponde a clima cálido, el 40 % a clima medio, el 23,2 % a clima frío y el 8,6 % a clima muy frío.
Así las más altas son alrededor de 35 °C en el desierto de la Tatacoa, le siguen los climas de las regiones cálidas de los valles de Neiva, Aipe y Villavieja con 28 °C, medidos en su parte más baja. Hacia el sur se encuentran todos los climas y una gran variedad de suelos que facilitan la diversidad y extensión de la producción agrícola y ganadera; allí predomina el clima templado, con una temperatura media de 24 °C; y puntos fríos están las cumbres montañosas del Nevado del Huila, que forma parte del parque nacional natural que lleva su mismo nombre, donde la temperatura permanece bajo 0 °C.

### Geología

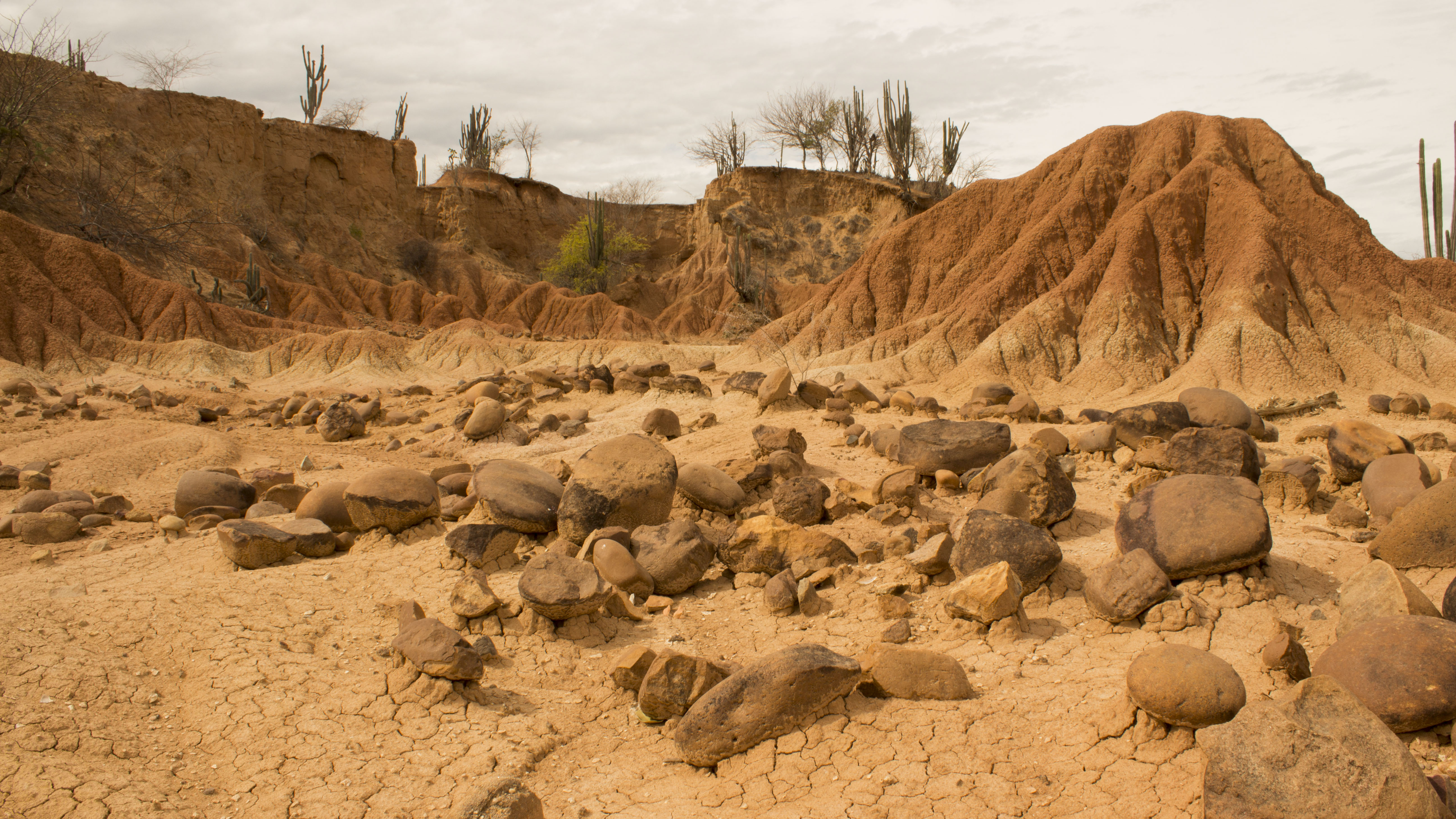
Formaciones geológicas en el Desierto de la Tatacoa.

El relieve del departamento tiene su origen y evolución en la dinámica producto de la tectónica de placas y los procesos erosivos principalmente. La combinación de estos dos procesos han generado dos grandes tipos de relieve que van desde el llano en los valles hasta el montañoso en las cordilleras. Las actuales montañas han sido el producto de la deformación del material que las conforman debido a la tectónica terrestre que ha generado plegamientos, fallamientos y fracturamientos.
Durante el periodo geológico del Paleozoico (600 a 225 millones de años) el occidente de Colombia era un mar cuyo límite llegaba hasta el borde occidental del actual escudo Guyanés localizado al oriente del país. Luego en el Mesozoico (225 a 60 millones de años) derivados de procesos tectónicos de subducción de la placa oceánica se originó un levantamiento de la plataforma marina formando la cordillera central. Ya en el Cretáceo y Terciario, la erosión de la cordillera central y la fuerte actividad volcánica generaron sedimentos los cuales junto con depósitos marinos dejados por las sucesivas regresiones y transgresiones marinas, se acumularon el espacio en donde por acción tectónica se levantó la cordillera oriental.
Estas dos cordilleras fueron modificadas por las sucesivas erupciones volcánicas, por los procesos erosivos y por los glaciares, configurando el relieve actual del territorio huilense, identificando principalmente el Macizo colombiano, las cordilleras oriental y central y sus vertientes internas, y el valle alto del Magdalena. Este valle ha recibido importantes aportes de materiales fluvio volcánicos, formaciones fluviotorrenciales y volcanosedimentarias conformando geoformas tales como abanicos y terrazas.

### Relieve
Está formado principalmente por el gran valle del río Magdalena encerrado entre las cordilleras Central y Oriental que se bifurcan en su territorio y que luego se dirigen paralelamente hacia el norte, dándole características especiales de las cuales podemos destacar las siguientes regiones fisiográficas:
- Macizo Colombiano: Sitio donde la cordillera de los Andes se bifurca conformado las cordilleras Central y Occidental, está conformado por una serie de estructuras tales como los Volcanes de Sotará, Puracé y Coconucos, el páramo de las Papas. Este Macizo es de gran importancia a nivel nacional porque en el nacen los ríos Magdalena, Cauca, Patía, Caquetá por lo cual ha sido llamado la estrella fluvial de Colombia.[20]

- Cordillera Central: Es el eje principal de la orografía colombiana, en ella se encuentran el volcán Nevado del Huila, y los conjuntos volcánicos de los Coconucos. Esta cordillera separa los valles de los ríos Magdalena y Cauca. El volcán nevado del Huila presenta procesos de retroceso de sus casquetes de hielo y se caracteriza por ser un volcán activo que ha presentado procesos eruptivos recientemente. De esta cordillera se desprende la Serranía de Las Minas, la cual desciende hasta el valle del Magdalena. Esta cordillera es de vital importancia ya que presenta una gran oferta hídrica, dando origen al nacimiento de los ríos Mazamorras, quebrada La Yaguilga, Quebrada El Hígado, río La Plata, río Páez, río Yaguará, río Baché, río Aipe y río Patá entre otros, que surten agua para consumo humano, actividades agropecuarias a la población que habita la margen izquierda aguas abajo del río Magdalena.[20]

- Cordillera Oriental: Esta cordillera representa el límite entre el relieve casi plano de la Amazonía y la Orinoquia y de la zona Andina. La barrera natural que esta cordillera forma genera gran influencia sobre fenómenos climáticos tales como la pluviosidad de su piedemonte oriental. Es una cordillera joven, de origen sedimentario, producto de la sedimentación marina y continental del cretáceo y del terciario. Se origina en el Macizo Colombiano, a la altura del municipio de Acevedo se desprende un ramal montañoso que desciende hasta el municipio de Altamira formando el valle del río Suaza. En su recorrido de sur a Norte.[20]

- Valle del río Magdalena: Corresponde a la parte baja, plana y cálida que bordea el río Magdalena en alturas inferiores a los 800 m s. n. m., que se extiende hasta la desembocadura en el mar Caribe. En la zona sur del departamento en donde el relieve montañoso encajona el cauce del río Magdalena se encuentran pequeñas serranías alternadas por planicies de poca extensión y suaves ondulaciones, evidenciándose condiciones más húmedas y suelos fértiles. Más al norte en donde el valle se amplía conformado planicies ligeramente inclinadas formadas por la acumulación de materiales de origen aluvial transportados desde las dos cordilleras por las numerosas corrientes que bajan desde las cordilleras y confluyen en el río Magdalena. Estos depósitos han sido enrodados por estas corrientes dando forma a las actuales formas del relieve (abanicos, terrazas, vegas), en donde los suelos son fértiles y por su topografía han sido aprovechadas en explotaciones agropecuarias especialmente las mecanizadas y adecuadas con sistemas de riego.[20]

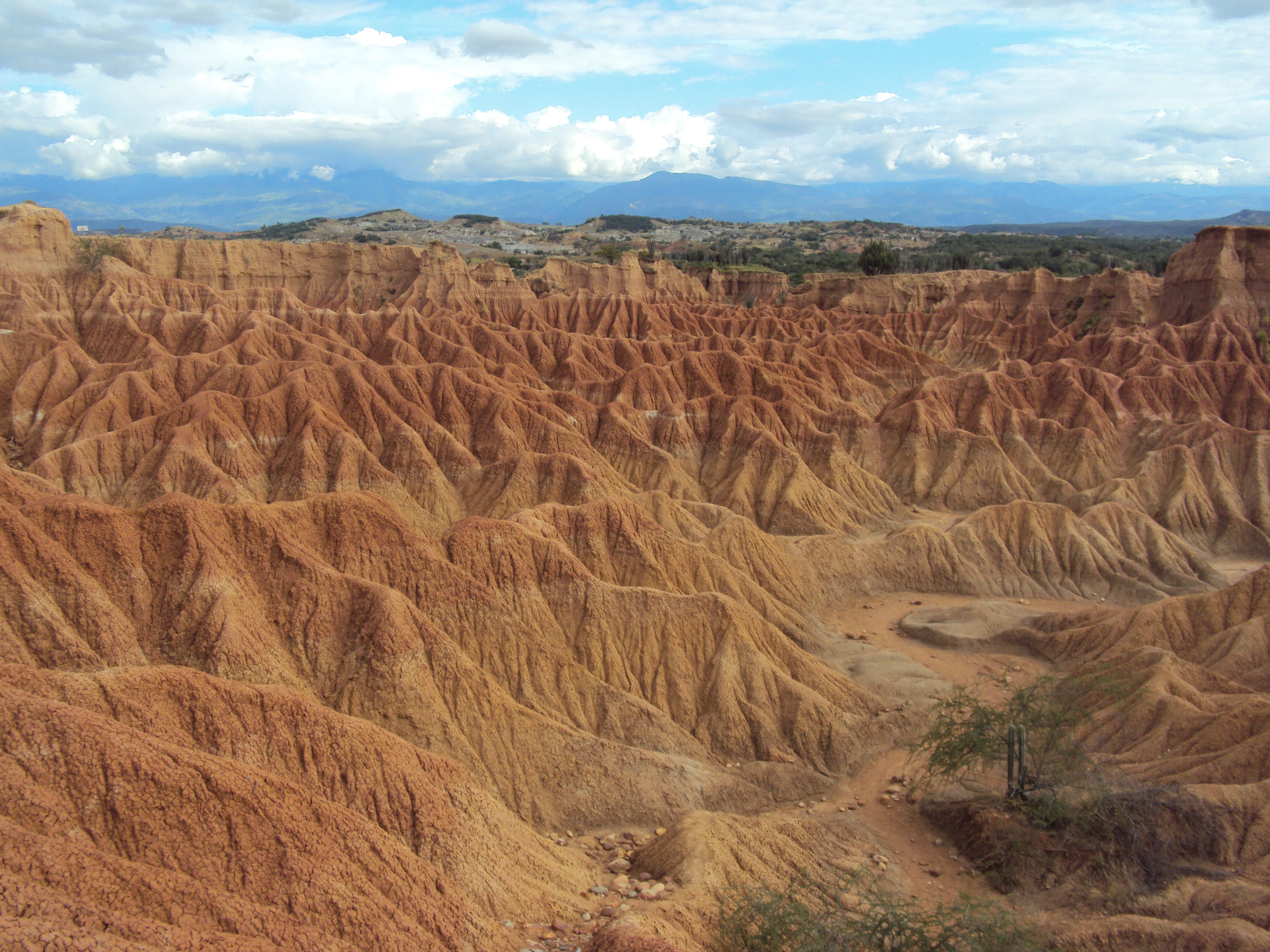
Zona del Cusco en el desierto de la Tatacoa.
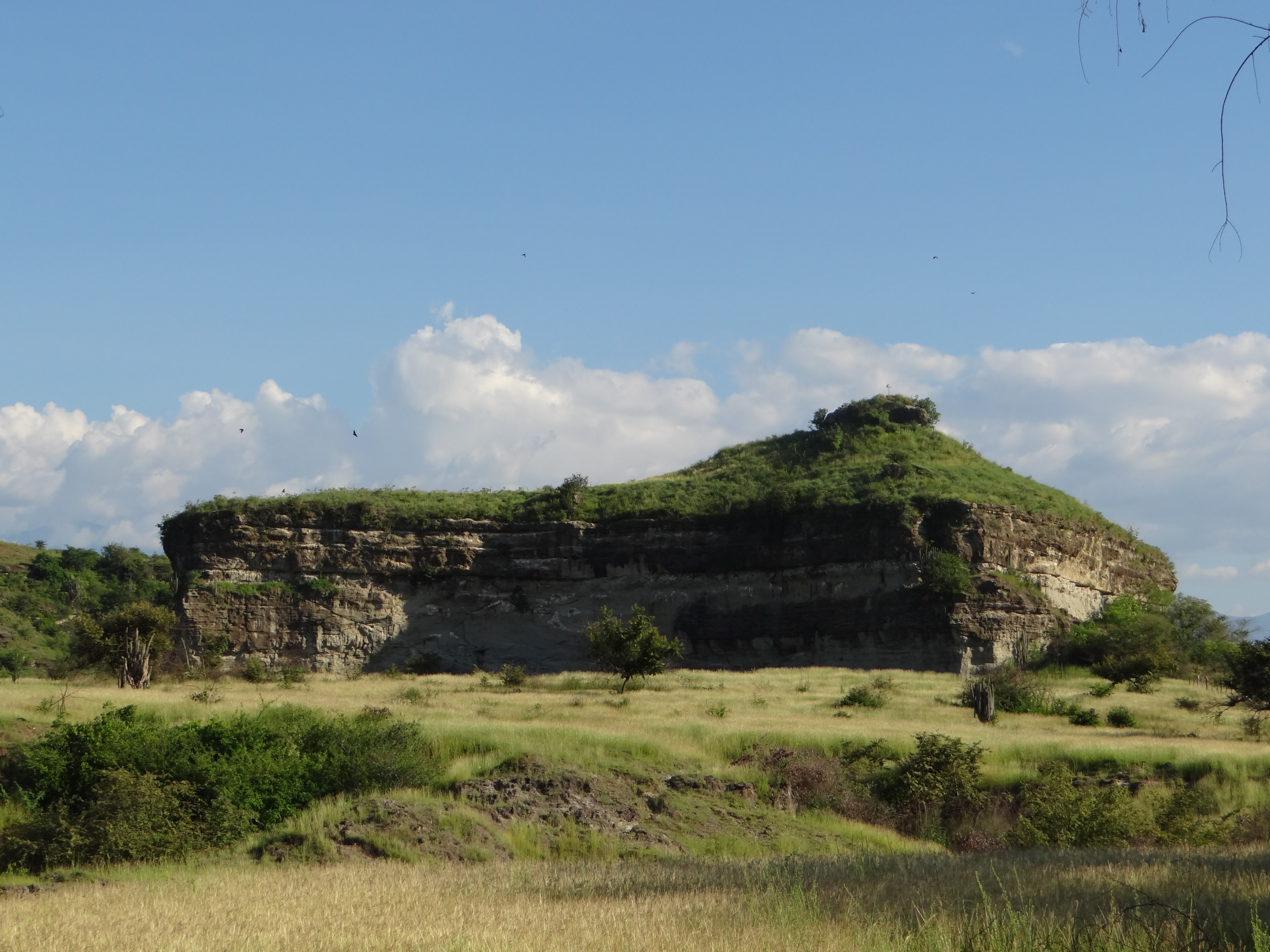
Cerro de Cucará, Tello, norte del Huila.
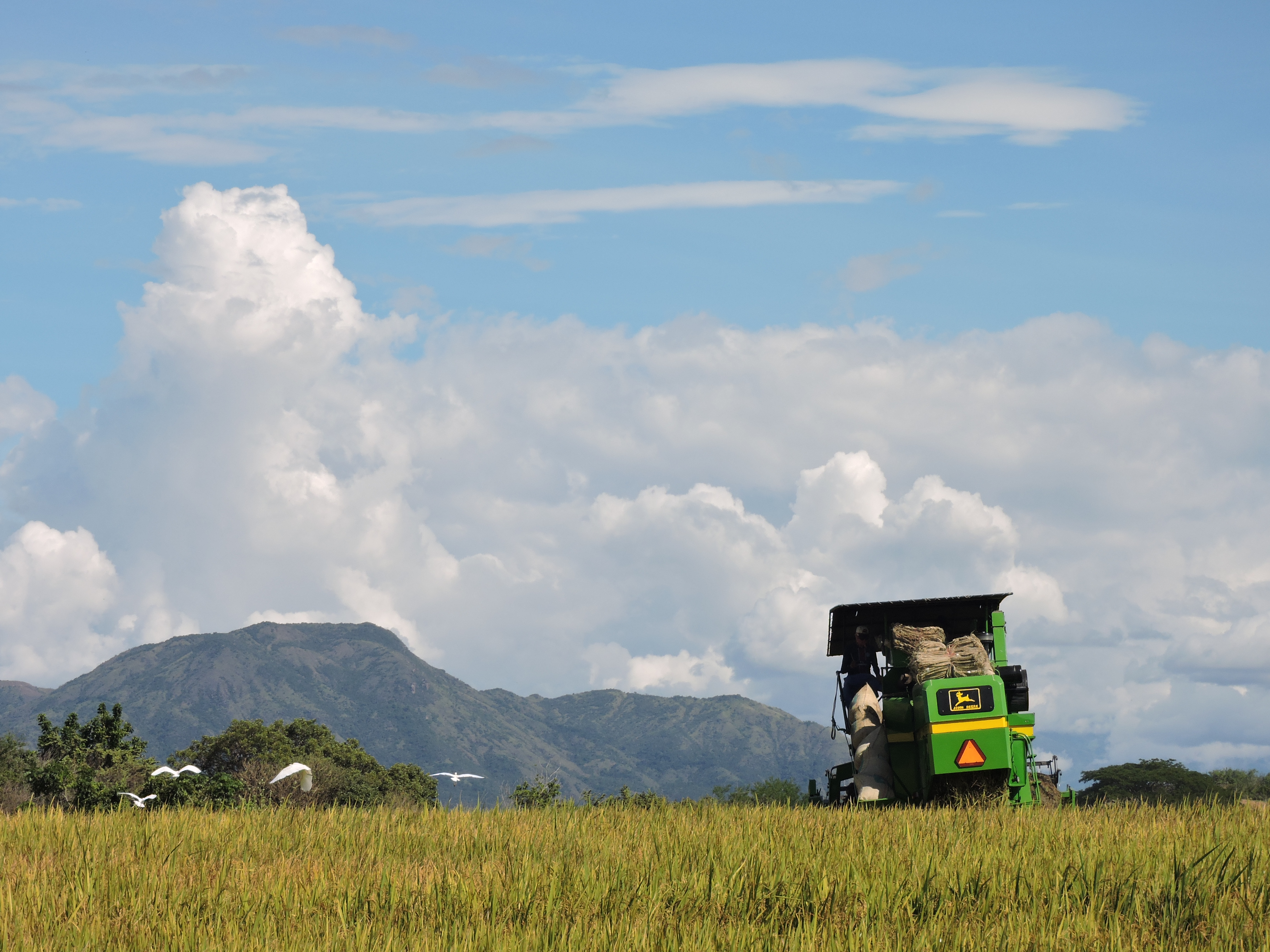
Campos con cultivos de arroz en Campoalegre.
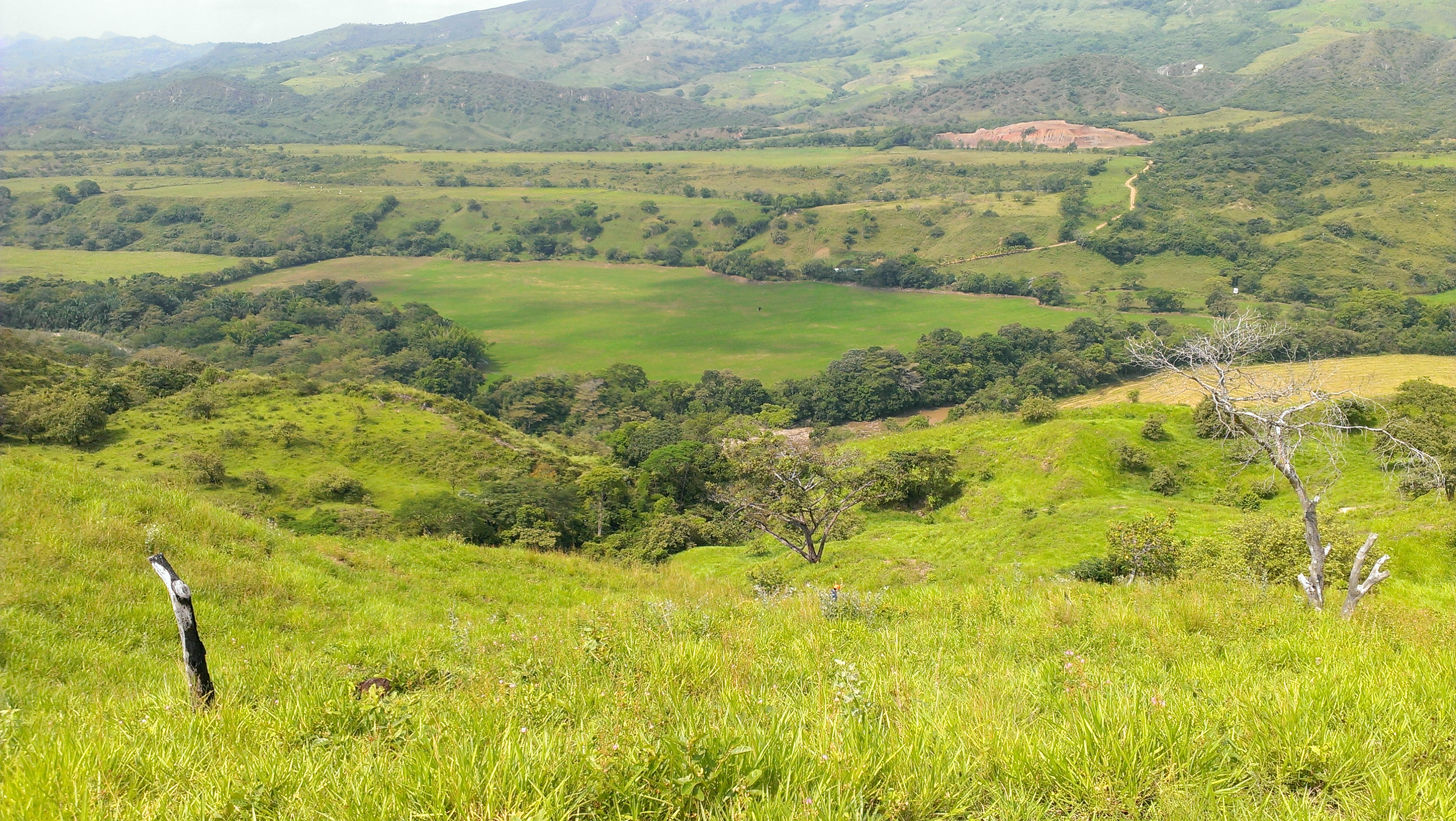
Sabanas y llanuras del centro del Huila
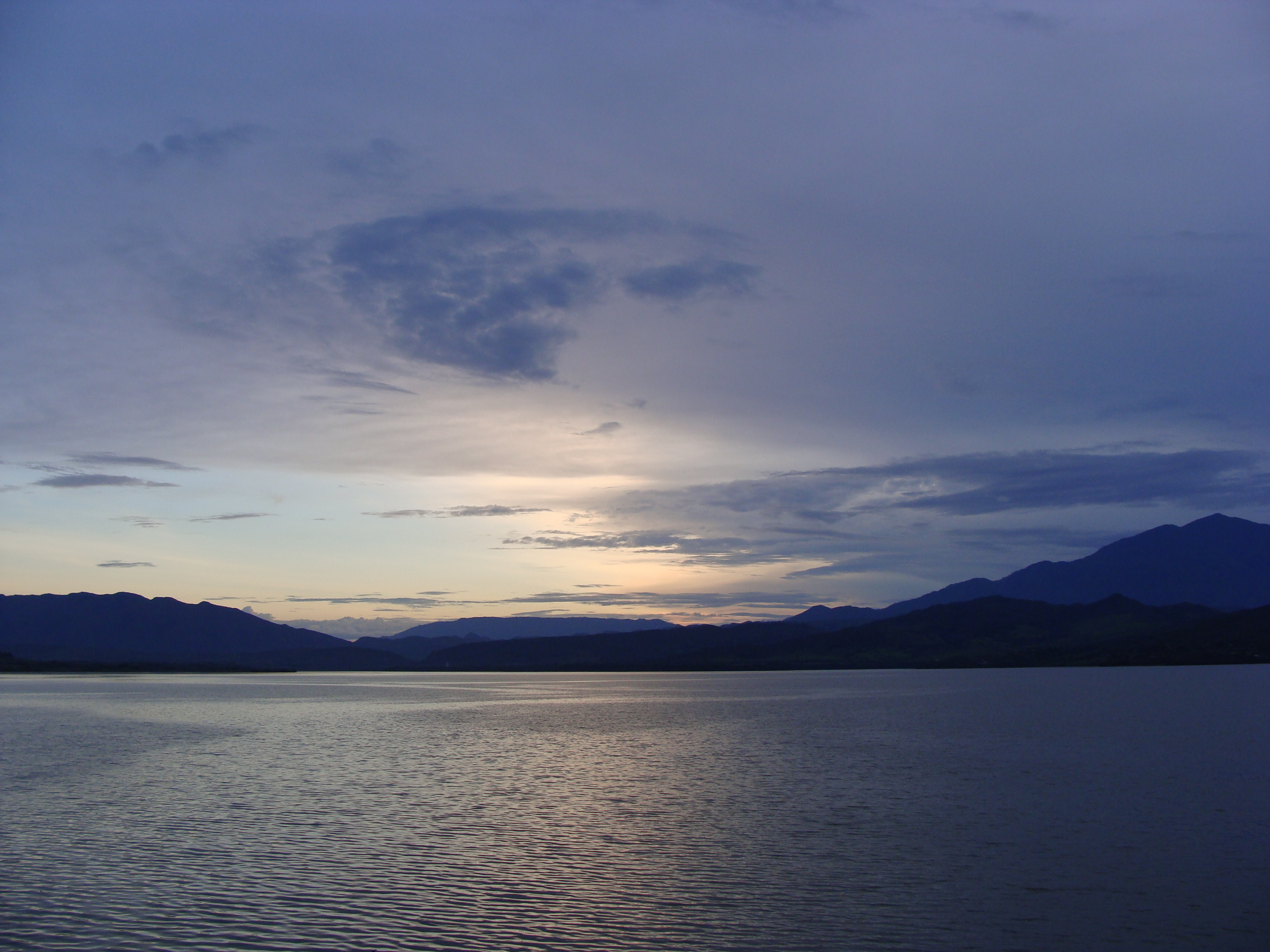
Represa de Betania.
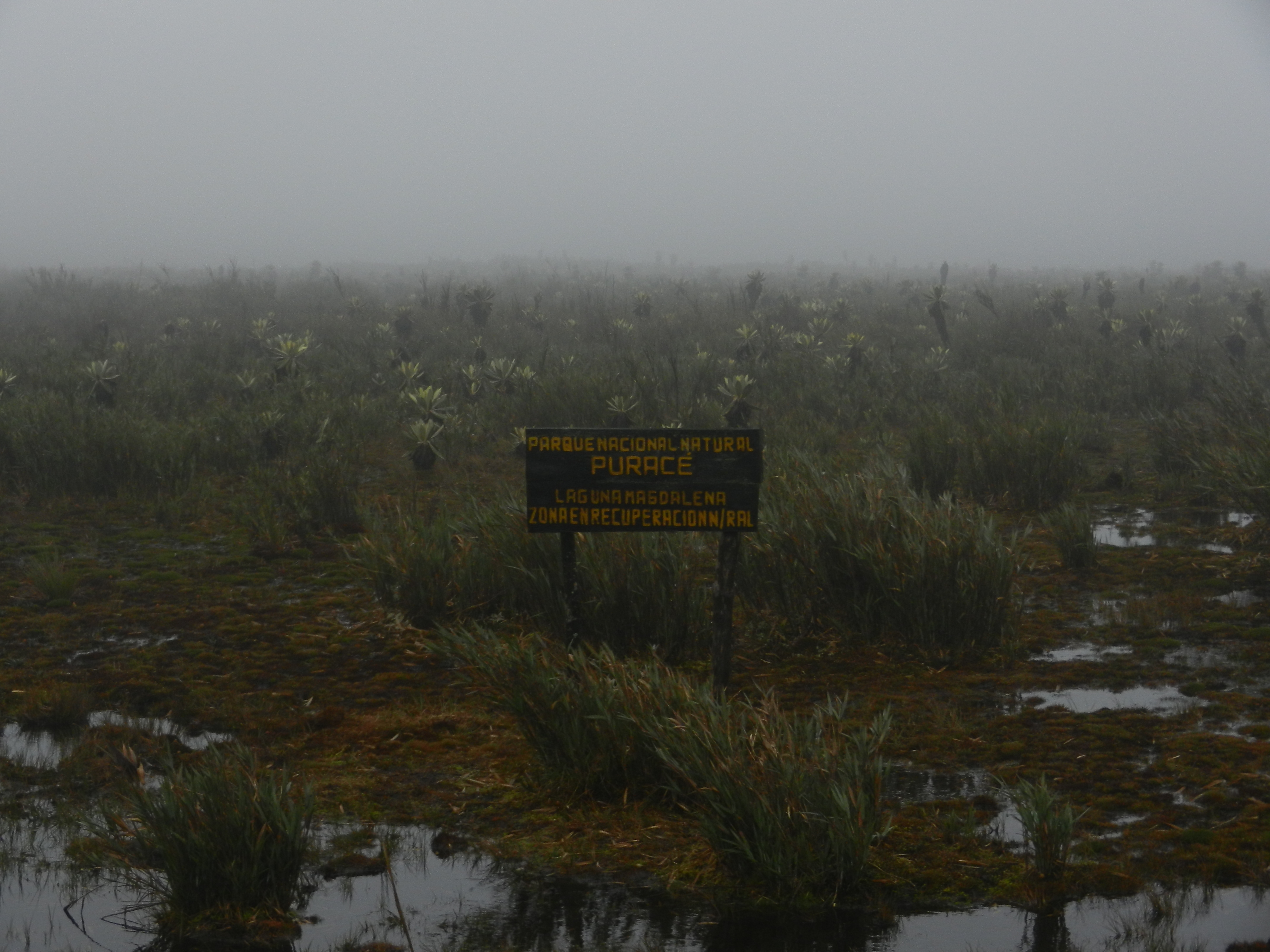
Frailejones en el Páramo de las Papas.
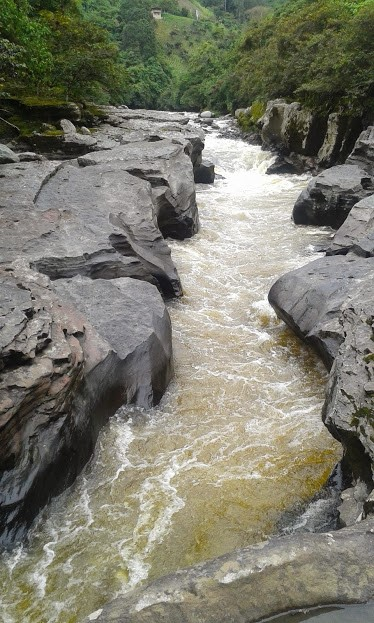
Estrecho del río Magdalena
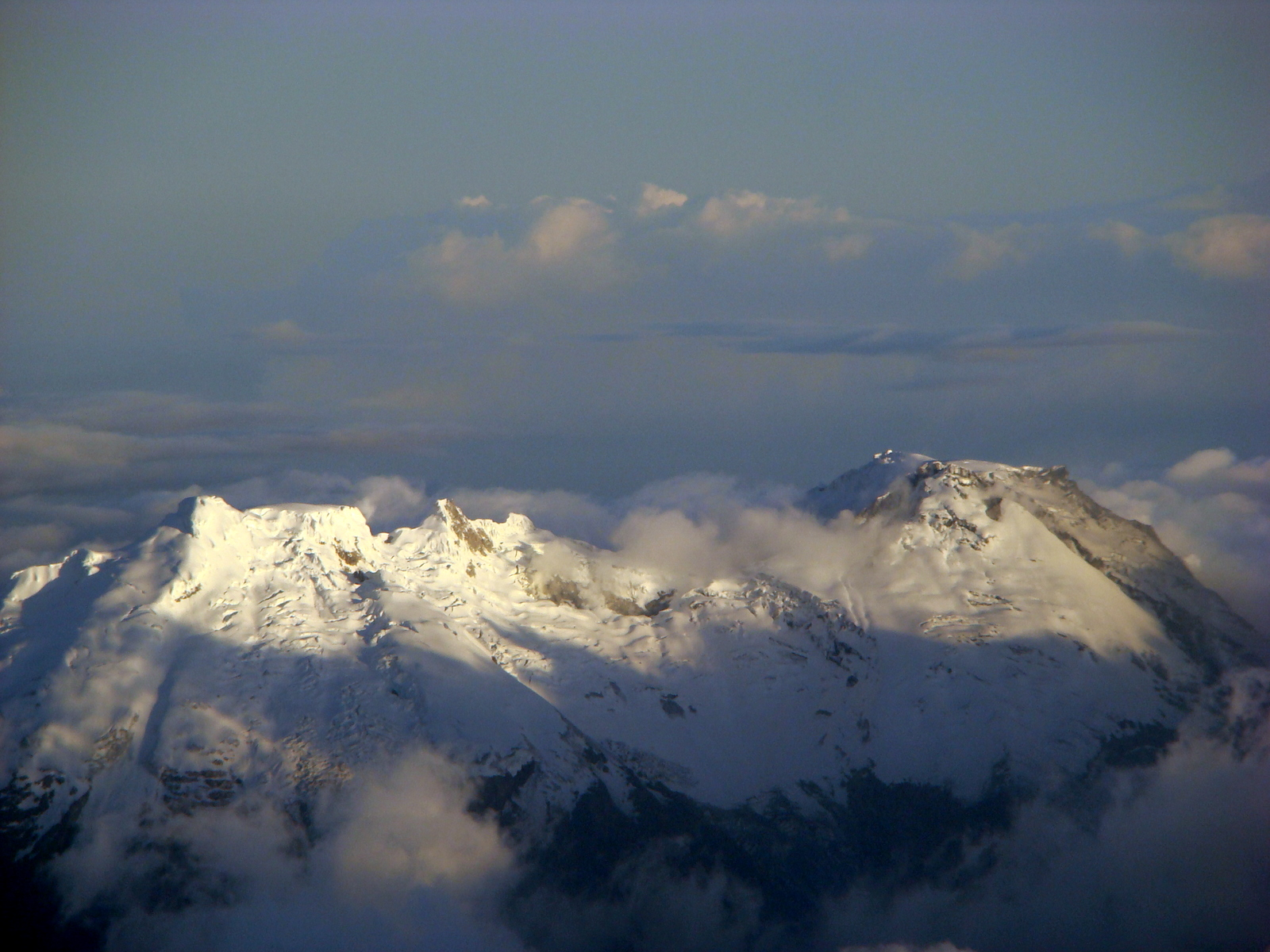
Nieves perpetuas en el nevado del Huila.
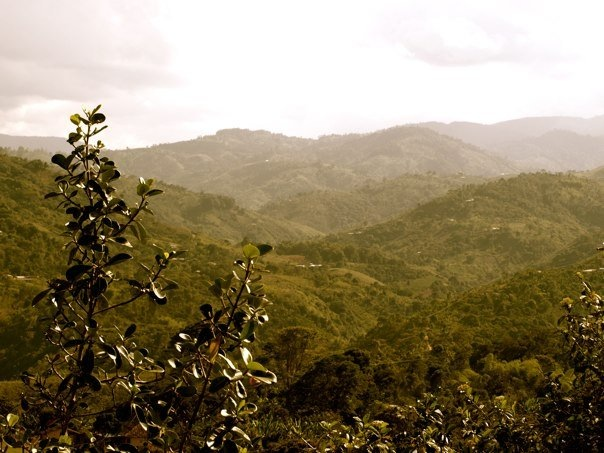
Cordillera en el macizo colombiano al sur del Huila.
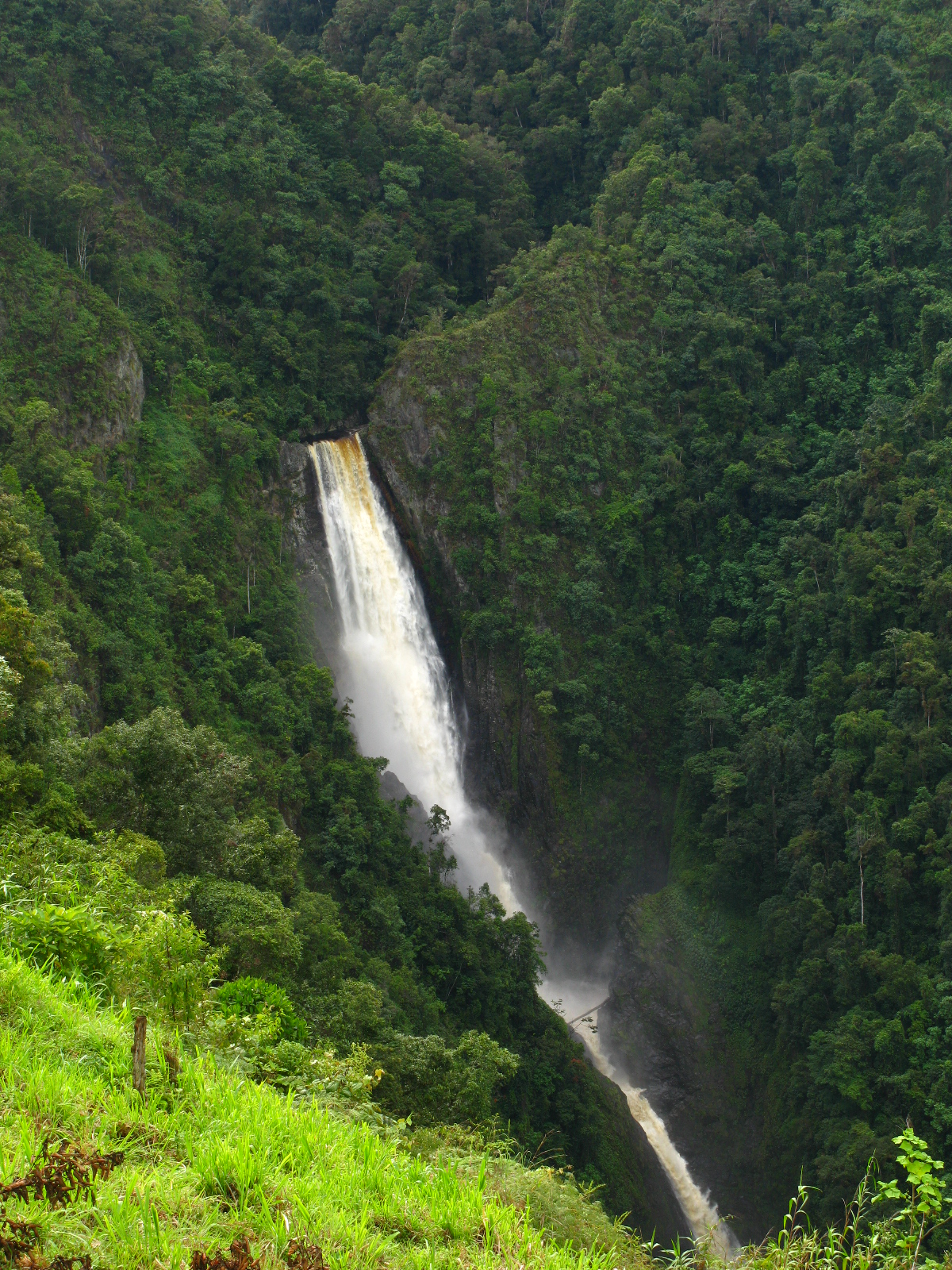
Salto del Bordones.
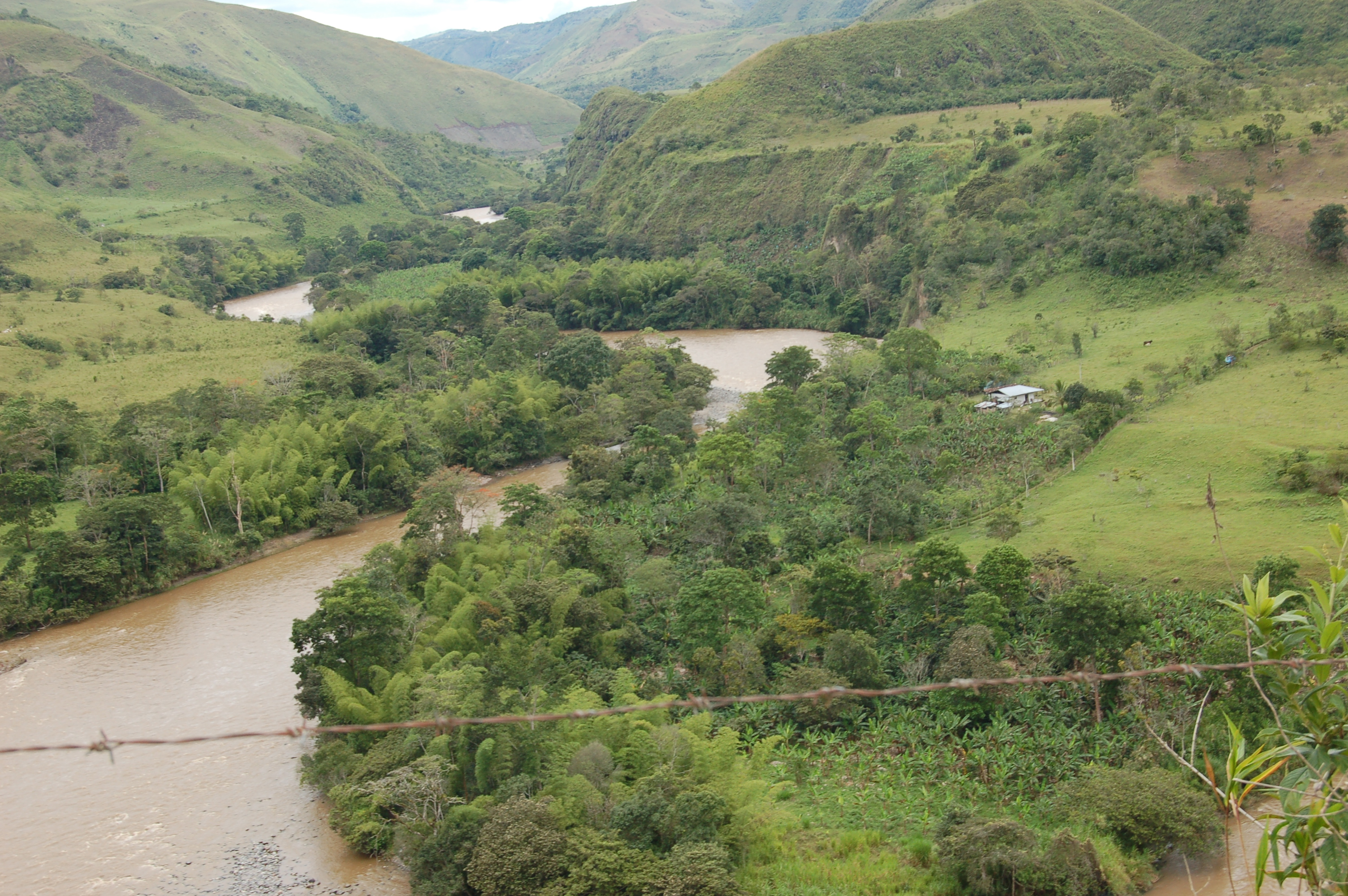
Valle del río Magdalena en el centro del departamento.

### Hidrografía

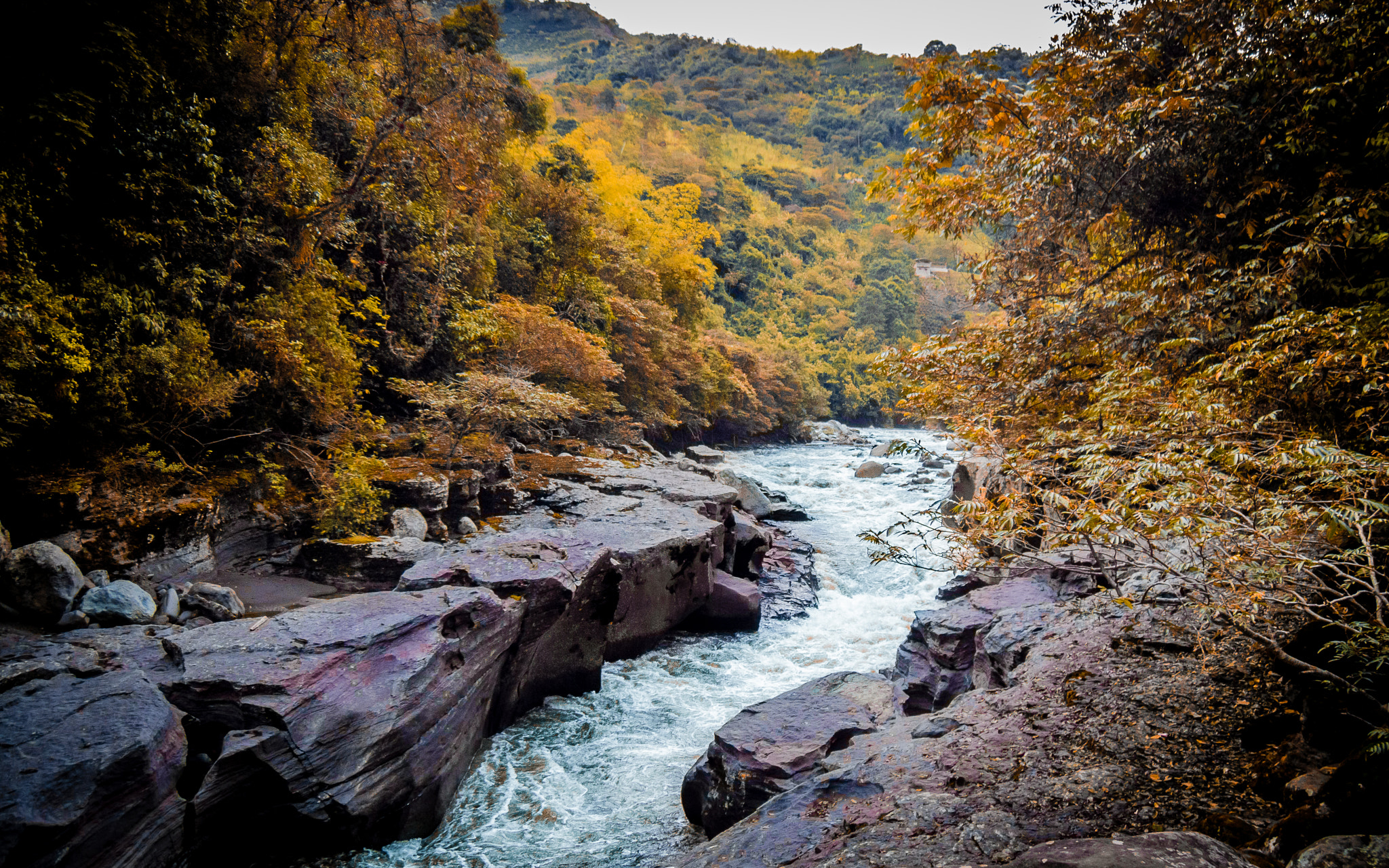
Estrecho del Río Magdalena.

El Huila es prolífico en agua y su eje del sistema hidrográfico corresponde a la cuenca alta del río Magdalena, donde recibe el aporte de varios afluentes que nacen en ambientes muy variados de las cordilleras Central y Oriental, en los cuales se conforman unidades ecosistémicas que van desde las nieves perpetuas, hasta cálidos desiertos. El río Magdalena, nace en el departamento en la laguna de La Magdalena, localizada en el extremo suroccidental de una pequeña planicie del páramo de Las Papas, conocida como el valle de Las Papas o páramo de Las Letras, a 3.685 m s. n. m. y es la corriente de agua más importante del país.
Dentro de las cuencas hidrográficas se destacan:
- Margen derecha del magdalena: Ríos Cabrera, Villavieja, Fortalecillas, Las Ceibas, del Oro, Neiva (Subafluente: Río Blanco), Suaza, Timaná, Guarapas (Subafluente: Río Guachica), Naranjos (Subafluente: Río Sombrerillos).
- Margen izquierda del magdalena: Ríos Patá, Aipe (Subafluente: Río Aipecito), Baché, Yaguará (Subafluentes: Ríos Iquíra y Pedernal), Maito, Páez (Subafluentes: Ríos La Plata y Negro), Guayabo, Bordones (Subafluente: Río Granates), Mazamorras, Jabón, Blanquito, Majuas, Ovejeras.[21]

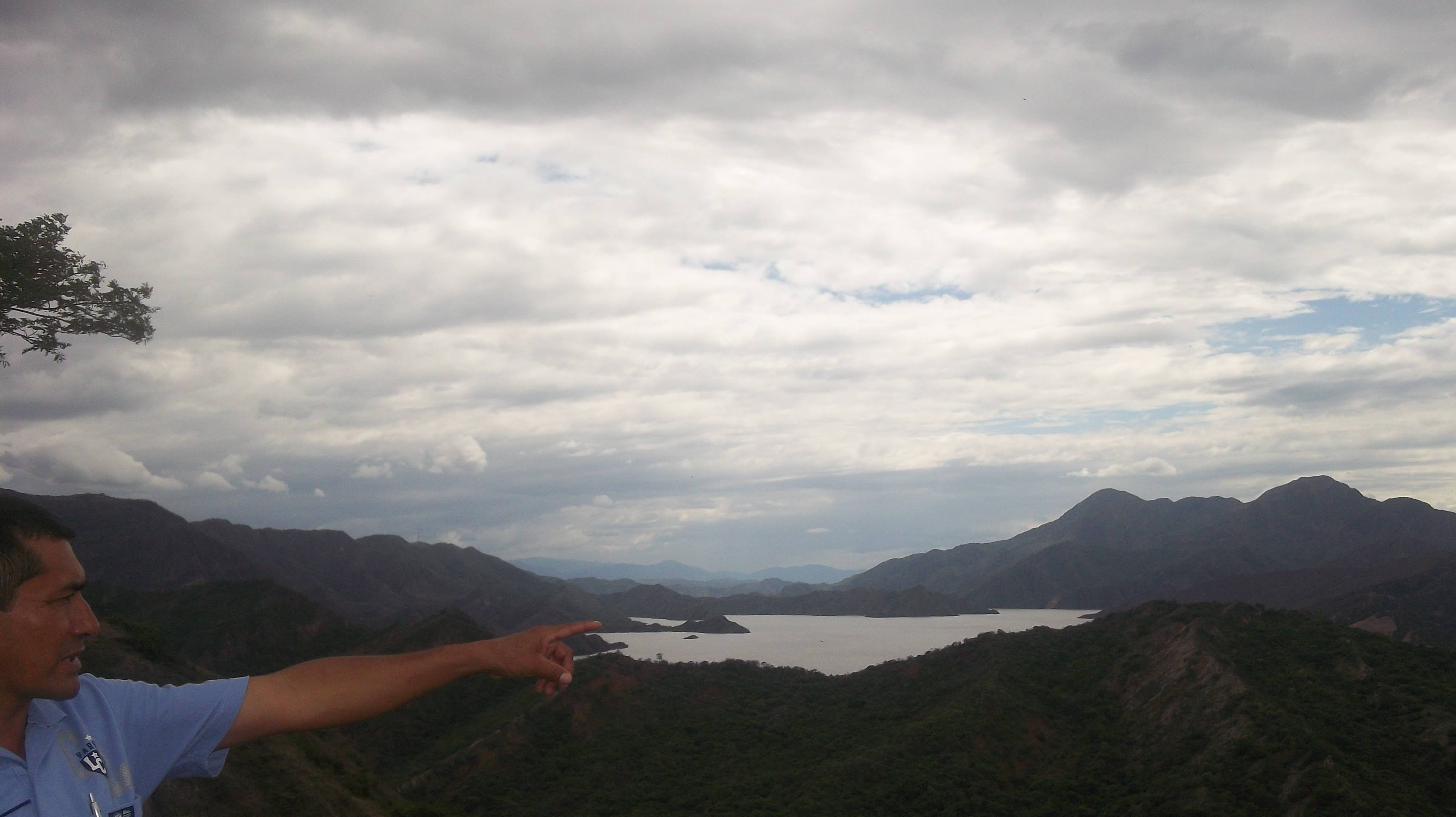
Represa del Quimbo.

De igual forma, el departamento cuenta con dos represas:
- Represa de Betania: Ubicada sobre el río Magdalena, a unos 40 kilómetros de Neiva, construido en la desembocadura del río Yaguará con en el río magdalena. la cual comparte el espejo de agua con los municipios del Hobo, Yaguará y Campoalegre. Esta hidroeléctrica y represa es uno de los lagos artificiales más grandes de Colombia, cubre una superficie de 70 km cuadrados. Su volumen total es de 1.971 millones de m³ con capacidad instalada de 540 megavatios.
- Represa del Quimbo: Ubicada entre las cordilleras central y oriental, a 70 kilómetros al sur de Neiva, en el río Magdalena. Su área de influencia abarca los importantes municipios de Gigante, Garzón, El Agrado, Altamira, Paicol y Tesalia, 12 kilómetros aguas arriba del embalse de Betania, cubre una superficie de 8.586 hectáreas con capacidad instalada de 440 megavatios.

## Ecología, fauna y flora

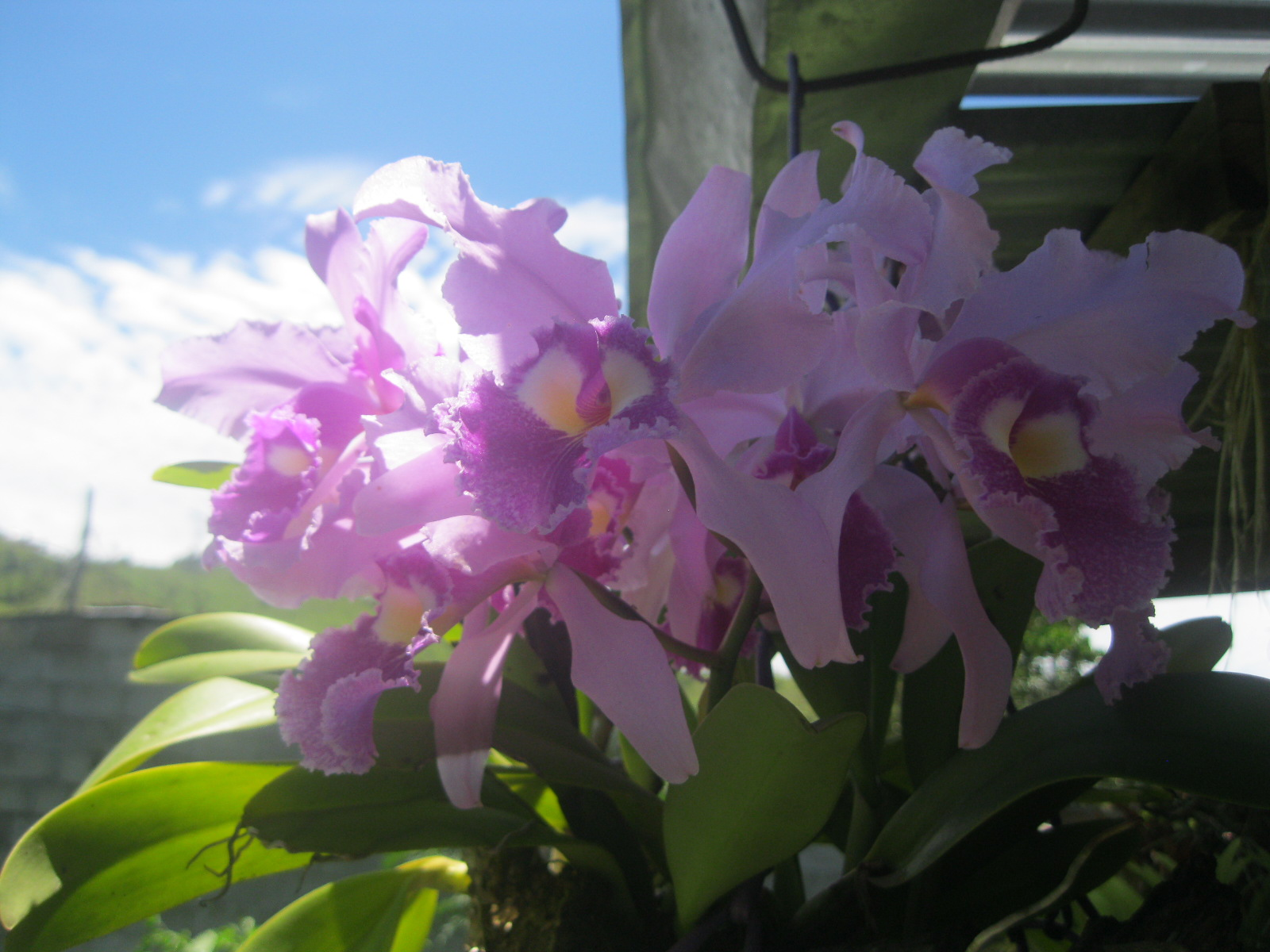
Orquídeas del municipio de Suaza.

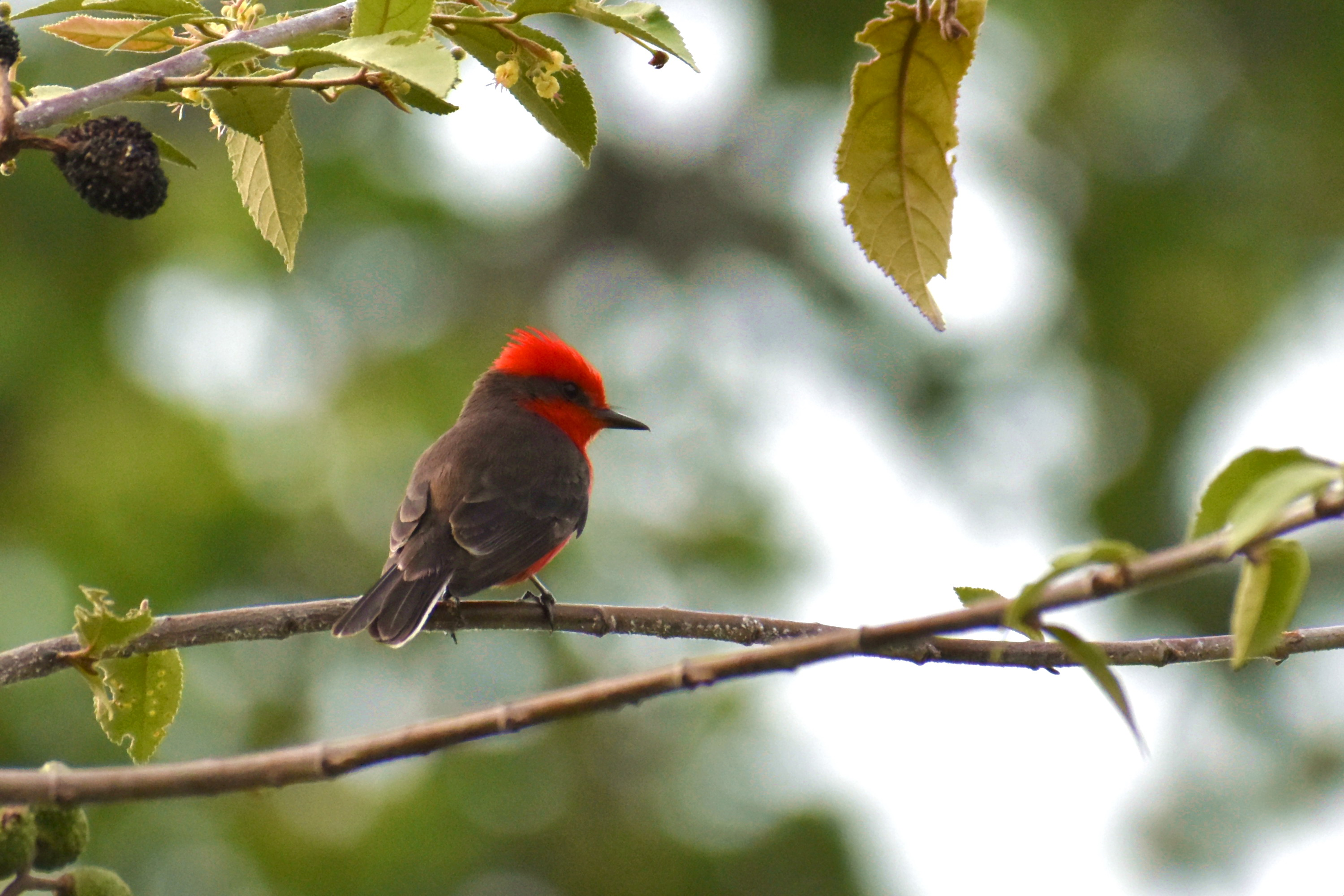
El Huila es uno de los 10 departamentos de Colombia con el mayor número de registro de especies de aves.

El Huila posee valiosos ecosistemas ricos en flora, fauna, recursos hídricos y paisajes: Páramos, bosques andinos, bosque seco tropical y zonas desérticas. Además se localizan en algunos corredores biológicos como el macizo colombiano. Actualmente cuenta con 612 mil hectáreas de áreas protegidas, que lo consolidan como un departamento líder en términos de declaratoria de su territorio, para proteger ecosistemas estratégicos. Todas estas zonas, se encuentran en estricto estado de conservación:
- 5 Parques Naturales Nacionales: PPN Nevado del Huila, PNN Puracé, PNN Cueva de los Guácharos, PNN Serranía de los Churumbelos, PNN Sumapaz, la zona amortiguadora del PNN Cordillera de los Picachos.
- 7 Parques Naturales Regionales: PNR Cerro Banderas- Ojo Blanco, PNR Serranía las Minas, PNR Corredor Biológico Guacharos - Puracé, PNR Cerro Páramo de Miraflores, PNR Siberia- Río Las Ceibas, PNR Páramo Las Oseras, PNR El Dorado.
- 2 Distritos Regionales de Manejo Integrado (La Tatacoa y Peñas Blancas).
- 28 Parques Naturales Municipales.
- 114 Reservas Naturales de la Sociedad Civil.
- 20 mil hectáreas del Huila pertenecen a zonas de páramo.

Es decir, que al menos el 33% del área del departamento se encuentra en estado de conservación y protección. Estas maravillas naturales con la que cuenta el departamento, han sido declaradas por la Corporación Autónoma Regional del Alto Magdalena-CAM como áreas protegidas, zonas de estricta preservación y conservación.
El ecosistema de páramo ocupa un área de 120.000 hectáreas de la superficie departamental, y el de humedal, 4.145 hectáreas. En dichas áreas se destacan la palma de cera, el roble y el pino romerón o colombiano. La cuarta parte del territorio regional corresponde a bosques andinos. Gran parte del centro y sur del departamento existe proliferación de variedades de orquídeas, en especial la especie Cattleya Trianae . Por otro lado, los ecosistemas están habitados por gran cantidad de animales, algunos de ellos objeto de conservación como el oso andino, venado, danta de páramo, loro orejiamarillo, tigrillo, pumas y el perro de monte; además se encuentran liebres, serpientes, caimanes del Magdalena, loros, guacamayas, gavilanes y cernícalos, entre otras especies.

## Organización político-administrativa

### División política
El departamento del Huila está dividido en 4 subregiones: Subnorte, Subcentro, Subsur y Suboccidente. Está conformado política y administrativamente por 37 municipios y 206 centros poblados. Los municipios están agrupados en 7 círculos notariales, con 24 notarías, 4 círculos registrales correspondientes cada uno de ellos con una oficina principal distribuidas así: Neiva, Garzón, La Plata y Pitalito; y un distrito judicial, el de Neiva con 4 cabeceras de circuito judicial en Neiva, Garzón, La Plata y Pitalito. El departamento conforma la circunscripción electoral del Huila.

### Ramas del poder público

#### Rama ejecutiva
El Huila está regido por un sistema democrático basado en los procesos de descentralización administrativa generados a partir de la proclamación de la Constitución Política de Colombia de 1991. El departamento está encabezado por un gobernador, jefe de gobierno y encargado de la administración autónoma de los recursos otorgados por el Estado. Tienen autonomía en el manejo a los asuntos relacionados con su jurisdicción y funcionan como entes de coordinación entre la nación y los municipios. Actualmente Rodrigo Villalba Mosquera fue designado en este cargo por el periodo 2024-2027.
| Secretarías y Departamentos administrativos     | Entidades Descentralizadas                                | Oficinas Asesoras                                |
| ----------------------------------------------- | --------------------------------------------------------- | ------------------------------------------------ |
| Despacho del Gobernador                         | Aguas del Huila S.A                                       | Control Interno de Gestión                       |
| Secretaría General                              | Fondo de Vivienda de Interés Social del Huila FONVIHUILA  | Control Interno Disciplinario                    |
| Secretaría de Hacienda                          | Instituto Financiero del Huila INFIHUILA                  | Productividad y Competitividad                   |
| Secretaría de Gobierno y Desarrollo Comunitario | Lotería del Huila                                         | Mujer, Infancia, Adolescencia y asuntos sociales |
| Secretaría de Educación                         | Terminal de Transportes de Neiva S.A                      |                                                  |
| Secretaría de Agricultura y Minería             | Inderhuila                                                |                                                  |
| Secretaría de Cultura y Turismo                 | Instituto de Transportes y Tránsito del Huila             |                                                  |
| Secretaría de Salud                             | Empresa Forestal del Huila                                |                                                  |
| Secretaría de Vías e Infraestructura            | E.S.E. Hospital Departamental Hernando Moncaleano Perdomo |                                                  |
| Departamento Administrativo de Planeación       |                                                           |                                                  |
| Departamento de Contratación                    |                                                           |                                                  |
| Departamento Administrativo Jurídico            |                                                           |                                                  |

#### Rama legislativa

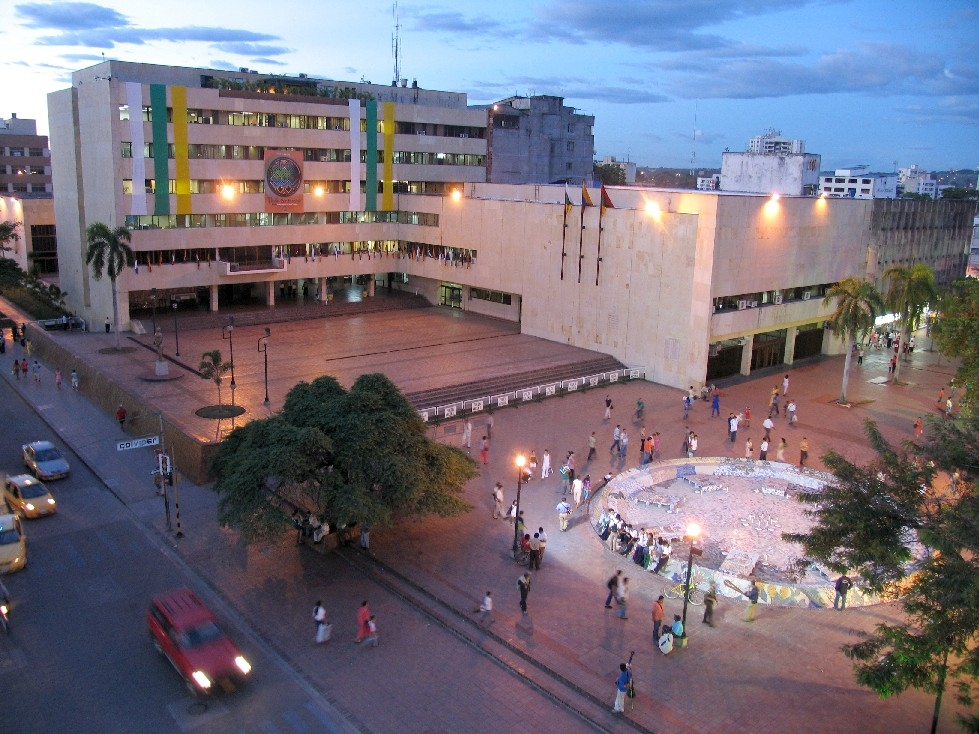
Edificio de la Gobernación del Huila y Asamblea Departamental.

La Asamblea Departamental del Huila es la corporación de elección popular que ejerce el control político sobre los actos de los gobernadores, secretarios de despacho, gerentes y directores de institutos descentralizados. Está integrada por 12 diputados elegidos para 4 años, y sus sesiones se realizan durante tres períodos bimensuales cada año. Este ente emite ordenanzas de obligatorio cumplimiento en su jurisdicción territorial.

#### Rama judicial
Está representado el Distrito Judicial Administrativo del Huila con sede en la ciudad de Neiva, con comprensión territorial judicial sobre el Departamento del Huila y conformado por cuatro (4) Circuitos Judiciales Administrativos así:
- El Circuito Judicial Administrativo de Garzón con sede en el municipio de Garzón y con comprensión territorial sobre los municipios de Agrado, Altamira, Gigante, Guadalupe, Pital, Suaza, y Tarqui.

- El Circuito Judicial Administrativo de La Plata con sede en el municipio de La Plata y con comprensión territorial sobre los municipios de La Argentina, Nátaga, Paicol y Tesalia.

- El Circuito Judicial Administrativo de Neiva con sede en el municipio de Neiva y con comprensión territorial sobre los municipios de Aipe, Algeciras, Baraya, Campoalegre, Colombia, Hobo, Íquira, Palermo, Rivera, Santa María, Tello, Teruel, Villavieja, y Yaguará.

- Circuito Judicial Administrativo de Pitalito tiene sede en el municipio de Pitalito con comprensión territorial sobre los municipios de Acevedo, Elías, Isnos, Oporapa, Palestina, Saladoblanco, San Agustín y Timaná.

## Demografía y etnografía
El Huila, es un departamento multirracial que tiene una población de 1.122.622 habitantes de los cuales, 679.667 (60,54%) personas habitan en cabeceras municipales y 442.955 (39,46%) en el resto del territorio huilense. Esto corresponde al 2,5 % del total de la población colombiana. La mayoría de población está asentada en el valle del Magdalena, con epicentros en Neiva y Garzón por las posibilidades que brinda la economía agrícola de tipo comercial, la explotación petrolera, la mejor dotación de servicios y los ejes viales conectados al eje central que bordea el Magdalena. El resto de poblaciones se ubica sobre el cinturón cafetero, sobresaliendo Pitalito y La Plata, la Subregión Norte presenta una disminución en su población rural, atribuible principalmente a las alteraciones de las actividades agropecuarias y petroleras sobre el paisaje. La densidad promedio de población en el Departamento es de 59,88 habitantes/km², con las densidades más altas en Neiva (223.72), Pitalito (200.1) y Garzón (162.45), y con las más bajas en los municipios de Colombia y Villavieja (7.83 y 10.91 respectivamente).
| Evolución de la población del departamento del Huila (1912-2025)          |
|                                                                           |
| Población según censo. Población según proyección.Fuente: Statoids. DANE. |

### Etnografía
Según el DANE, la composición racial del Huila corresponde a: 98,43% se reconoce como Mestizos y blancos y 1,57 % como población étnica:
- Indígena: 12.194 Habitantes (1,11%).
- Mulata, Negra, Afro-colombiano: 5.027 Habitantes (0,46%).
- Población raizal: 43 Habitantes (0,001%).
- Población rom: 35 Habitantes (0,001%).
- Población palenquero: 29 Habitantes (0,001%).

Los municipios más poblados del departamento para el año 2025 son en su orden: Neiva, Pitalito, y Garzón.

### Población indígena

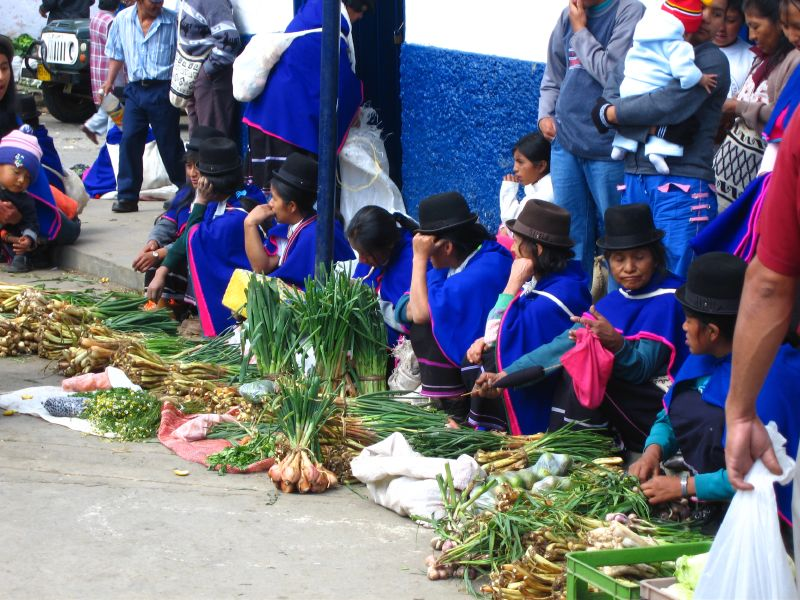
Indígenas guambianos.

En el Departamento del Huila existen actualmente dos asociaciones indígenas legalmente constituidas y reconocidas por el Ministerio del Interior y de Justicia, estas son la Asociación de Cabildos Indigenas del Huila–ACIHU y el Consejo Regional Indígena del Huila - CRIHU. La población de origen étnico en resguardos indígenas corresponde a una población de 7.523 habitantes (0.6%) y un total de 17 resguardos indígenas en el territorio se localizan en distintas etnias:
- La Tama Páez, Guambiano Páez, Pijao, Yanacona y los Nasa Páez; población que habita en dieciocho resguardos albergando una población aproximada de 6.763 indígenas. En la actualidad se encuentran referenciados formalmente con sus cabildos y territorialidad los: Paniquita, La Gabriela, La Tatacoa, Baché y La Gaitana.
- El pueblo Nasa (Páez): Localizado en la región de La Plata, La Argentina, Íquira y el departamento del Cauca, se considera el primer pueblo indígena de Colombia en cuanto a tamaño de su población (4.704 habitantes).
- El pueblo Guambiano: Localizado en La Plata y La Argentina, es el segundo en cuanto a población (1045 habitantes).
- El pueblo Yanacona: La mayoría de su población vive al sureste del departamento (Pitalito y San Agustín), su población estimada es de 618 personas.
- El pueblo Toma Paez: Ubicados en Neiva (Caguán) y Rivera (Ulloa), su población estimada es de 311 habitantes.
- El pueblo Pijao: Localizado en Villavieja, con una población estimada de 85 habitantes.[15][32]

### Inmigración
El más reciente censo general de la nación, realizado por el Departamento Administrativo Nacional de Estadística de Colombia (DANE), presenta los siguientes resultados acerca del país de nacimiento de los habitantes del departamento del Huila:
| N.º        | País           | Población |
| ---------- | -------------- | --------- |
| 1          | Venezuela      | 4 863     |
| 2          | Ecuador        | 311       |
| 3          | España         | 117       |
| 4          | Estados Unidos | 89        |
| 5          | México         | 81        |
| 6          | Perú           | 49        |
| 7          | China          | 35        |
| 8          | Argentina      | 34        |
| 9          | Brasil         | 31        |
| 10         | Italia         | 26        |
| No informa | No informa     | 72        |
| Otros      | Otros          | 277       |
| Total      | Total          | 5 985     |

## Economía

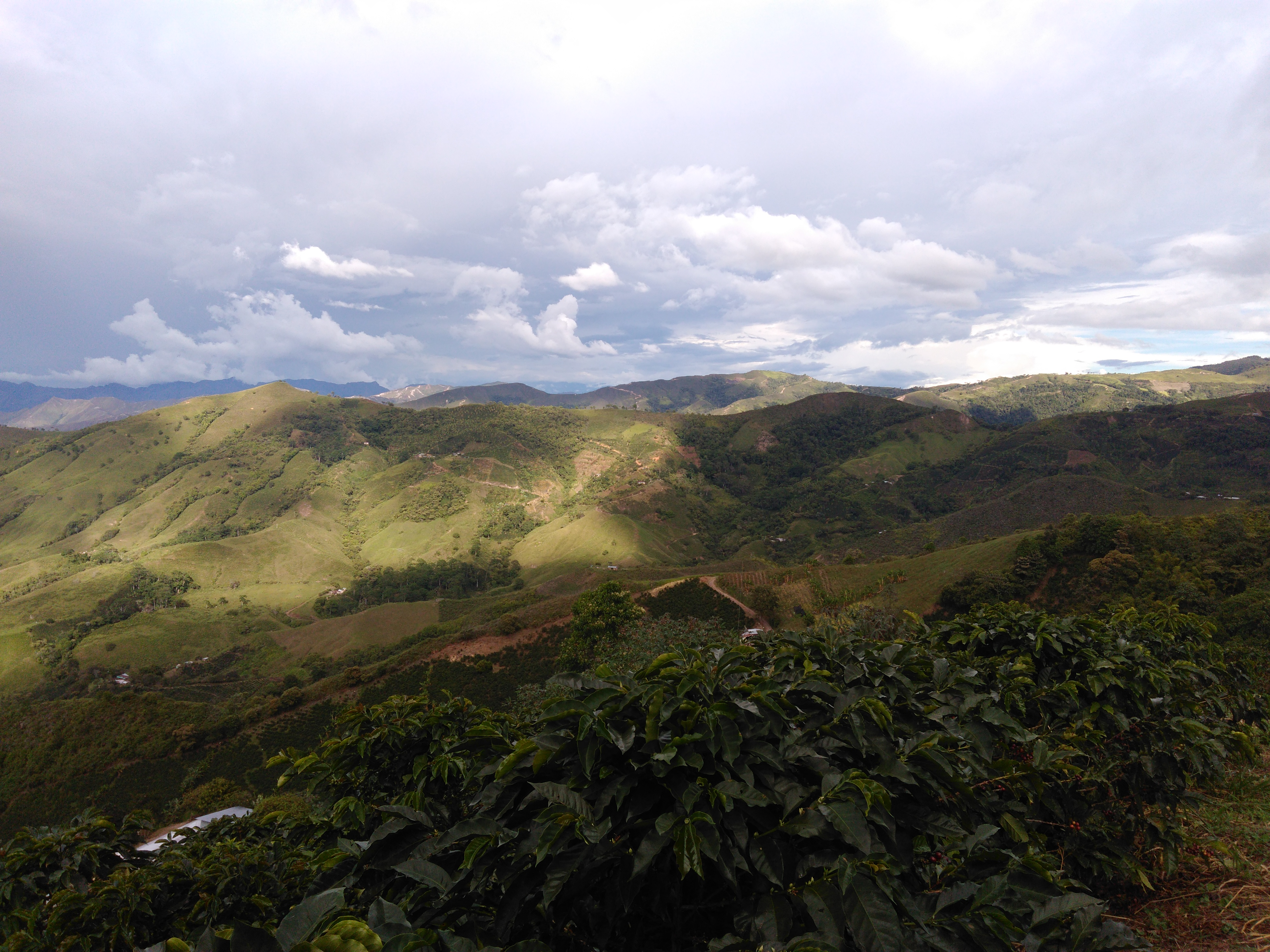
Cultivo de Café en el municipio de Aipe.

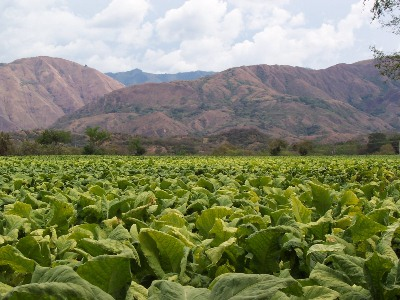
Cultivos del Tabaco en el centro del Huila.

El Huila se soporta principalmente en el sector agropecuario, comercio-productos y servicios, explotación petrolera y el sector de transporte, turismo y comunicaciones, que en promedio representa el 74 % del total del producto interno departamental.

### Sector primario

#### Agricultura
La agricultura se ha desarrollado y tecnificado en los últimos años. Sus principales cultivos permanentes son café, plátano, caña de azúcar (panelera), yuca, granadilla, maracuyá, lulo, aguacate y frutales en general. Cultivos transitorios por cosechas: el arroz de riego, maíz tecnificado, maíz tradicional, tabaco, frijol, tomate, melón, ahuyama y hortalizas varias.

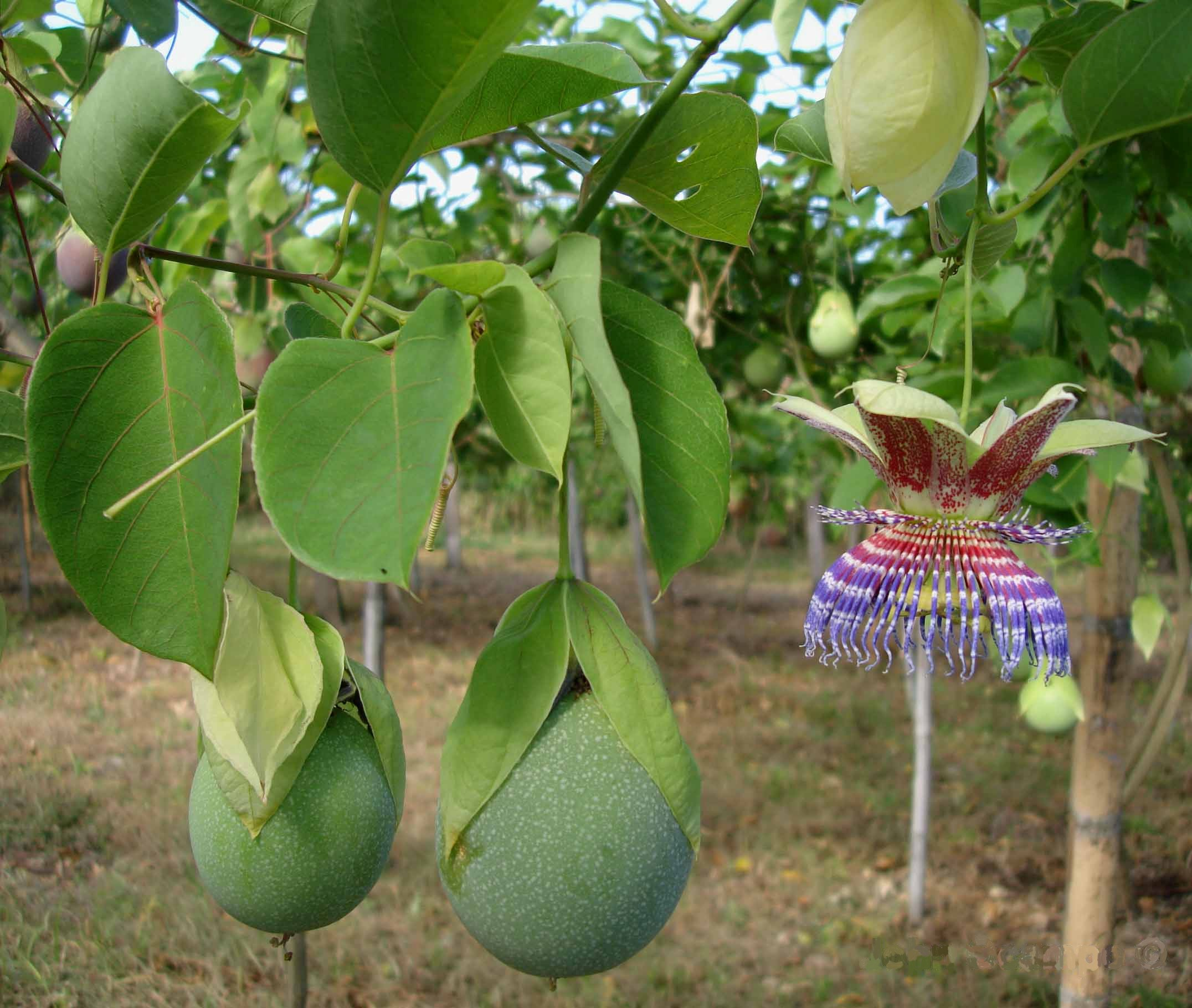
Los cultivos de Passiflora (Granadilla, Cholupa y Gulupa) han desarrollado un fuerte producto de exportación para el departamento.

En el área cafetera, el Huila es la primera zona del país con el mayor volumen de producción del grano (16% del área cultivada), superando a los departamentos del eje cafetero (Antioquia, Caldas, Quindío y Risaralda).. El café es producido en 35 de los 37 municipios del Huila. Solo Yaguará y Villavieja no son productores de café. El Comité Cafetero del Huila contó que la renovación de los cultivos con variedades resistentes a la roya, de la mano con la especialización de los cultivadores en la producción de un grano de carácter especial, ha llevado al departamento a convertirse en el primer productor de café especial del país en la última década. Actualmente, el departamento posee 146.760 hectáreas de cultivo que se destaca por tener una gran variedad de cafés especiales que están diferenciados de acuerdo con su origen, forma de cultivo y beneficios. La oferta está representada en cafés especiales orgánicos, solubles, liofilizados, tostados y molidos, además en extractos y esencias de café.

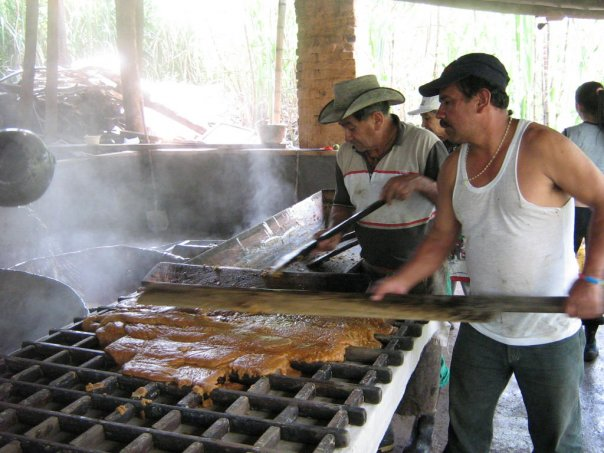
Producción de panela.

Otro renglón importante en la economía regional son principalmente en la zona norte; el cultivo del arroz que ocupa cerca de 17.955 hectáreas (9,6 %) de la producción nacional. Por su parte, el fríjol y el maíz tradicional (norte y sur) al cual se destinan más de 45 294 hectáreas. En áreas sembradas en maíz comienza a ganar espacio el tecnificado, sin embargo los rendimientos por hectárea se encuentran por debajo del promedio nacional (3,37 Ton/ha.), aun así todos los municipios cultivadores de maíz presentaron márgenes de rentabilidad aceptable. Por otro lado, el fríjol tecnificado muestra rendimientos altos en los 19 municipios, por encima del promedio nacional (1,44 Ton/ha), de los cuales se destacan Santa María (2 Ton/ha), La Plata (1,8 Ton/ha), Baraya (1,5 Ton/ha) y Pitalito (1,5 Ton/ha). Finalmente vale la pena mencionar las plantaciones de cacao (norte y centro) que ocupan más de 9686 hectáreas, las cuales están siendo sustituidas por cultivos más rentables como el arroz debido al deterioro en los precios y a los márgenes de rentabilidad que no alcanzan el punto de equilibrio (0,4 Ton/ha).
Los cultivos de frutas muestran un crecimiento notable, cabe destacar que el departamento es el primer productor nacional de granadilla, lulo, maracuyá y badea; el segundo productor de pitahaya y uva; además se destacan también cultivos de mora, tomate de árbol, melón, cholupa y otros cítricos.
La caña panelera es un cultivo que se expande especialmente en la zona sur de San Agustín e Isnos, que siembran el 66 % del total de la superficie cultivada. La agroindustria de la panela es importante en el departamento del Huila, además del área ocupada, por la mano de obra y por el capital que utiliza.

#### Ganadería
Este subsector es muy importante para el departamento, ya que diferentes sistemas de producción, participan significativamente con el 6 % dentro del PIB departamental. La actividad ganadera se muestra como la más importante y relevante, pues participa directamente en la reactivación del sector. Huila es exportador de machos de cría y levante de bovinos, con producción de leche por el orden de los 84.553.966 litros/ año que abastece el mercado de la siguiente manera: el 11% para auto consumo y finca, el 37% mercado urbano y regional, y 52% para la industria. Los bovinos machos mayores de 2 años a 2016 ascendían a 36.251 cabezas frente a 74.979 terneros menores de dos años. En menor escala la producción de leche y carne. Respecto a la explotación porcina, se sigue incrementando el número de cabezas con 90 711, con predominio de la explotación tradicional, pero con algunos avances tecnológicos para la explotación tecnificada. La población de animales de labor como el caballar, mular, asnal se estimó en 81 106 cabezas, en donde el 72 % representa la especie caballar.

#### Pesca

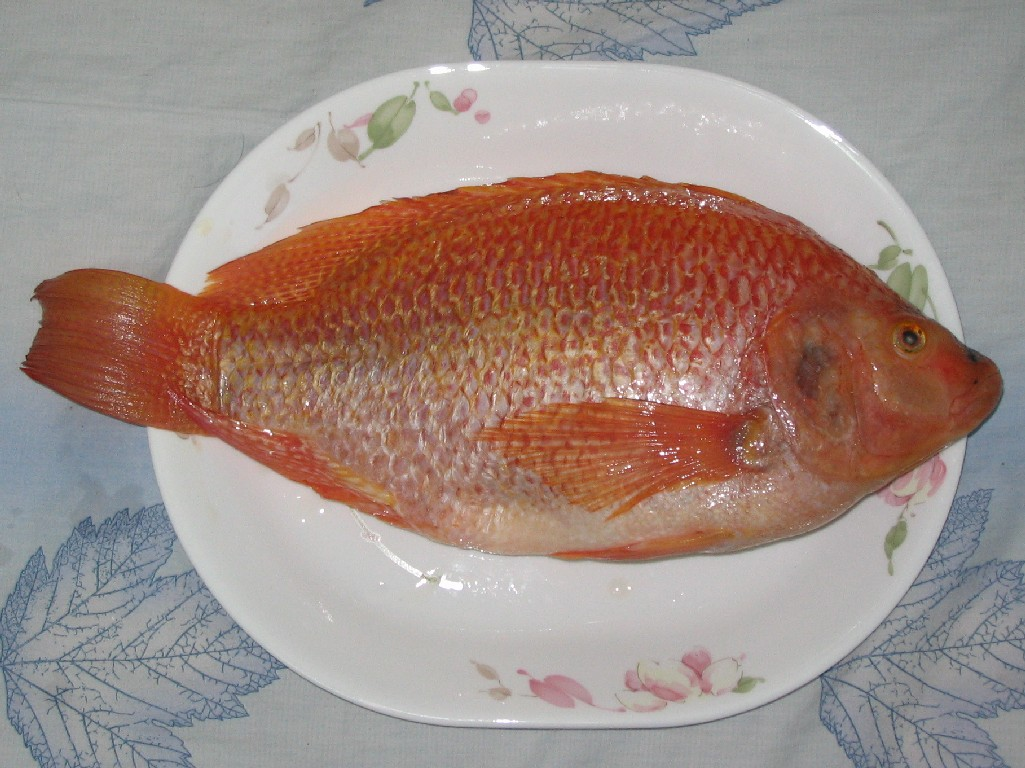
Huila es el primer productor de tilapia a nivel nacional.

La piscicultura, es una de las actividades que se ha posicionado en el mercado nacional en los últimos años; es así como actualmente se considera al departamento del Huila como el primer productor a nivel nacional, específicamente la producción de tilapia que representó el 89% de la producción piscícola con 41.265,4 toneladas. Esta actividad se encuentra diseminada por todo el Huila, siendo relevante en el centro del departamento por su crecimiento en forma sostenida y la potencialidad que ofrece la represa de Betania para el desarrollo de esta actividad. La piscicultura utiliza 8602 estanques, ocupa un espejo de agua de 2.262.037 m², en especies como mojarra roja, carpa, cachama, trucha y mojarra plateada. La producción en el Departamento está alrededor de las 8300 Toneladas/año, de los cuales el 50 % aproximadamente depende de la explotación realizada en jaulas, donde existe una intensiva producción con alta densidad de siembra, localizada principalmente en el Embalse de Betania.

#### Minería
El Huila cuenta con 228 títulos mineros, lo que corresponde al 2,5% del territorio del Departamento. Del total de estos títulos, el 92,98% están en etapa de explotación. Esta actividad se ha diversificado en la extracción de metales preciosos en un 69.2%; en materiales de construcción en un 22.8%; roca fosfórica en un 5,2%; minerales no metálicos en un 2,4% calizas en un 0,83%. Mientras que las arcillas aportan el 0,24% y la extracción de rocas ornamentales el 0,16%. El 63,16% de la industria extractiva es de pequeña y mediana minería, principalmente productor de rocas ornamentales con 58,8%; roca fosfórica con 38,44% y materiales de construcción con 6,61% del total de la producción nacional. La producción minera del departamento proviene principalmente de los municipios de Tesalia, Palermo, Neiva e Íquira, en oro y plata; de los municipios de Agrado, Gigante, Palermo y Tesalia, en Materiales de construcción; en arcillas y ladrillos de Pitalito, y en roca fosfórica de los municipios de Aipe y Tesalia. .

### Sector secundario

#### Industria
Aunque la base del desarrollo del Huila es agrícola, un segmento de la población desarrolla actividades industriales o agroindustriales que se concentran en Neiva, Pitalito, Garzón y La Plata. La industria está diversificada en la elaboración de productos de café, elaboración de productos de molinería y almidón, elaboración de otros productos alimenticios y bebidas, fabricación de sustancias químicas básicas y de productos minerales no metálicos; además de otras industrias manufactureras n.c.p. La apuesta minera estaba asociada a la industrialización que se esperaba para producir insumos agroquímicos (recursos como la roca fosfórica), así como también el aprovechamiento de las arcillas de yacimientos para fabricación de artesanías y el desarrollo de insumos para la construcción.
En la Subregión norte cobra importancia la industria de hidrocarburos (Neiva, Aipe, Yaguará, Baraya, Palermo, Villavieja y Tello), la agroindustria arrocera y cafetera (Neiva y Campoalegre). El departamento tiene un área de 1.193.000 hectáreas con posibilidades de hallar petróleo, lo cual corresponde al 61% del territorio en roca sedimentaria, de las cuales se han explotado hasta el año de 1997 la quinta parte. Sin embargo, la producción de petróleo y gas del departamento del Huila es marginal con respecto a la producción global.
Los campos de petróleo se encuentran en el norte del departamento y para la distribución de gas está conectado por el gasoducto Vasconia–Neiva en donde las reservas representan el 1,2 % del total nacional. Neiva es junto a Barrancabermeja las primeras ciudades de Colombia a finales de la década de 1970 en usar el gas natural para el consumo domiciliario y vehicular. Desde hace muchos años el gas natural domiciliario está masificado en todos los municipios del Departamento.

#### Construcción

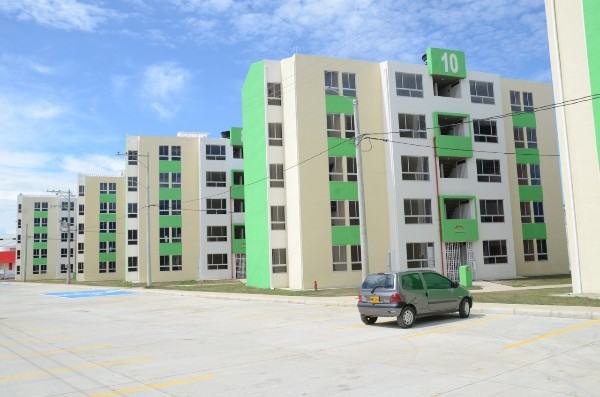
Viviendas de interés social construidas en el departamento.

La actividad constructora ha sido una de las más dinámicas de los últimos años, tanto a nivel nacional como para el departamento del Huila, como lo muestra la evolución del indicador de área aprobada. Éste creció a una tasa promedio anual de 7,6 por ciento en el departamento entre 2007 y 2014, porcentaje superior al crecimiento promedio nacional (3,9 por ciento). Su crecimiento interanual muestra, sin embargo, marcadas oscilaciones, como se muestra en el gráfico 11. Neiva concentró más del 70 por ciento de las licencias aprobadas en el departamento, con un incremento anual promedio de 10,9 por ciento entre 2007 y 2014. Le sigue en importancia Pitalito con una participación de 24,1 por ciento.% del área aprobada en el departamento y un crecimiento anual de 12,5%, y, por último, Garzón con el 5,4% de participación y una tasa promedio anual de -13,8% que explica la caída de igual manera a nivel departamental en el mismo año. En promedio el 75% del área aprobada en dicho periodo fue para construcción de vivienda.

### Sector terciario

#### Comercio

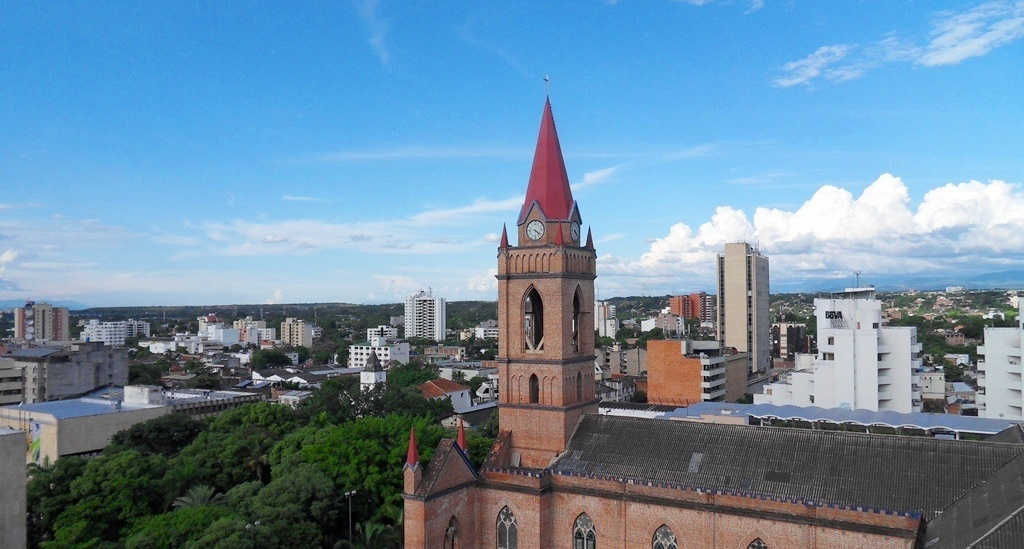
Neiva, la capital es uno de los ejes comerciales más importantes del sur colombiano.

Los centros de gran actividad comercial, hoteles y restaurantes, transporte y telecomunicaciones, financiero, inmobiliario y alquiler de vivienda, servicios empresariales y servicios comunales, sociales son Neiva, Pitalito, Garzón, San Agustín y en menor escala La Plata, Gigante, Campoalegre, Rivera y Villavieja. El 54,1% de la actividad económica pertenece al comercio; el 30,2% a servicios y el 6,3% a otra actividad.

### Exportaciones e importaciones
Entre 2013 y 2024, las exportaciones del departamento del Huila representaron, en promedio, el 1,38% del total de las exportaciones nacionales. A noviembre de 2023, la participación de Huila en el comercio exterior fue inferior en comparación con el mismo periodo del año anterior, registrando exportaciones cercanas a los USD 865,4 millones. Los principales productos exportados fueron el café y sus derivados, que concentraron el 87,5% del total, seguido por filetes y demás carnes de pescado (6,33%), bombas para líquidos (1,8%), petróleo crudo (1,2%), cacao en grano (0,6%), pescado congelado (0,4%), hullas (0,3%), otros productos de origen animal (0,2%) y oro (0,1%). Estos productos tuvieron como destino principal países como Estados Unidos (35,5%), Corea del Sur (8,8%), Bélgica (6,4%), Canadá (6,3%), Japón (6,2%), Alemania (4,7%), Australia (3,3%), China (3,0%), España (2,6%) y Reino Unido (2,2%). El sector agropecuario fue el motor principal de las exportaciones huilenses, aportando el 95,6% del total. Además, las exportaciones del departamento experimentaron un crecimiento del 35,2% entre 2021 y 2022.
Por otro lado, las importaciones del departamento de Huila representaron, en promedio, el 0,05% del total de las importaciones nacionales durante el periodo 2013-2022. A noviembre de 2023, la participación de Huila mostró un incremento en comparación con el mismo periodo del año anterior. En 2022, las importaciones del departamento registraron un crecimiento del 63,9% frente a 2021, alcanzando aproximadamente USD 28,7 millones. El mayor porcentaje de las importaciones durante este periodo se concentró en bombas para líquidos (18,3%), árboles de transmisión (10,3%), hilos y cables coaxiales (9,9%), café (7,7%), partes identificables para maquinaria (6,5%), motores y generadores eléctricos (5,0%), instrumentos y aparatos de medida (4,5%), maíz (2,8%), transformadores eléctricos (2,2%) y residuos de aceite de soja (2,1%). Estos productos fueron importados principalmente desde Estados Unidos (47,5%), China (25,6%), Reino Unido (6,3%), Ecuador (5,5%), Taiwán (2,9%), Perú (2,9%), Brasil (2,7%), México (1,0%), Argentina (0,8%) y Alemania (0,8%).

## Infraestructura de transporte

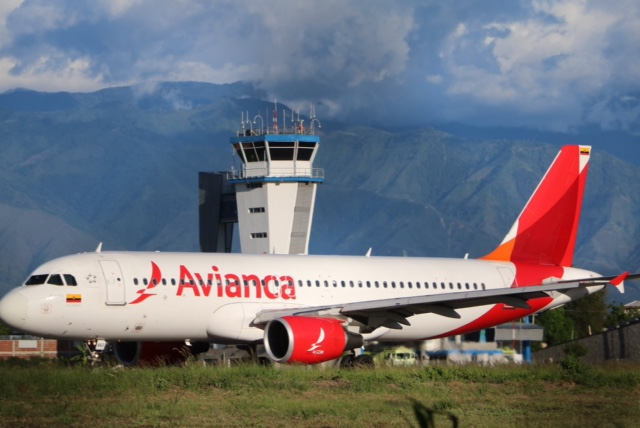
Aeropuerto Benito Salas, Neiva.

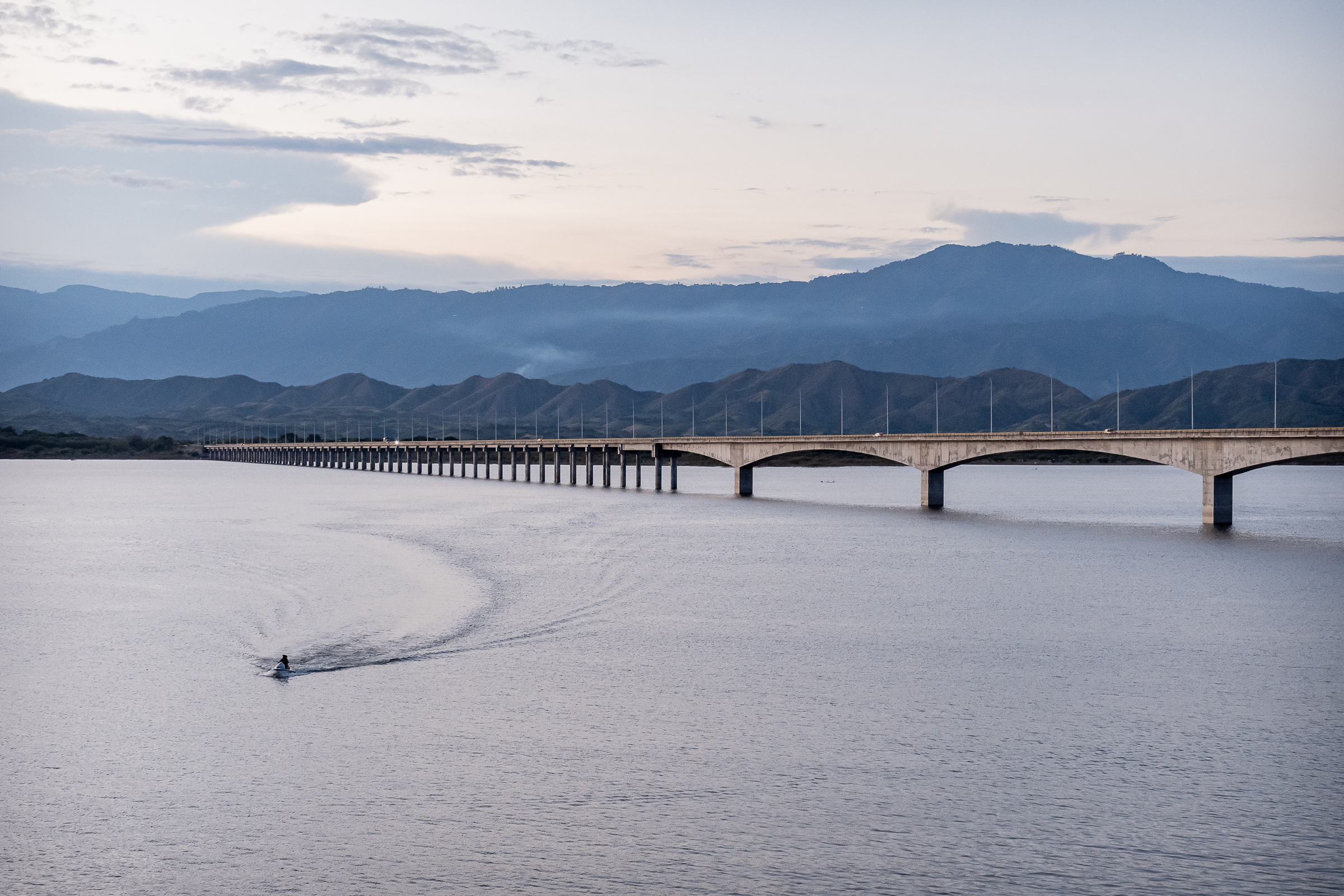
Viaducto Balseadero que conecta los municipios de Garzón y El Agrado.

### Transporte aéreo
El principal centro para el transporte comercial y de carga por vía aérea en la ciudad de Neiva es el Aeropuerto Benito Salas, situado al norte de la ciudad. En la actualidad, diversas aerolíneas como Avianca, Clic Air y LATAM Colombia operan desde este aeropuerto, ofreciendo vuelos comerciales regulares a destinos como Bogotá, Medellín y otras ubicaciones regionales. Adicionalmente, existe el Aeropuerto Contador, ubicado en el municipio de Pitalito, que facilita vuelos comerciales hacia Bogotá y Cali mediante la aerolínea Satena. Asimismo, a través de la aerolínea Clic Air, se proporcionan servicios aéreos a Cali y Medellín desde este mismo aeropuerto.

### Transporte fluvial

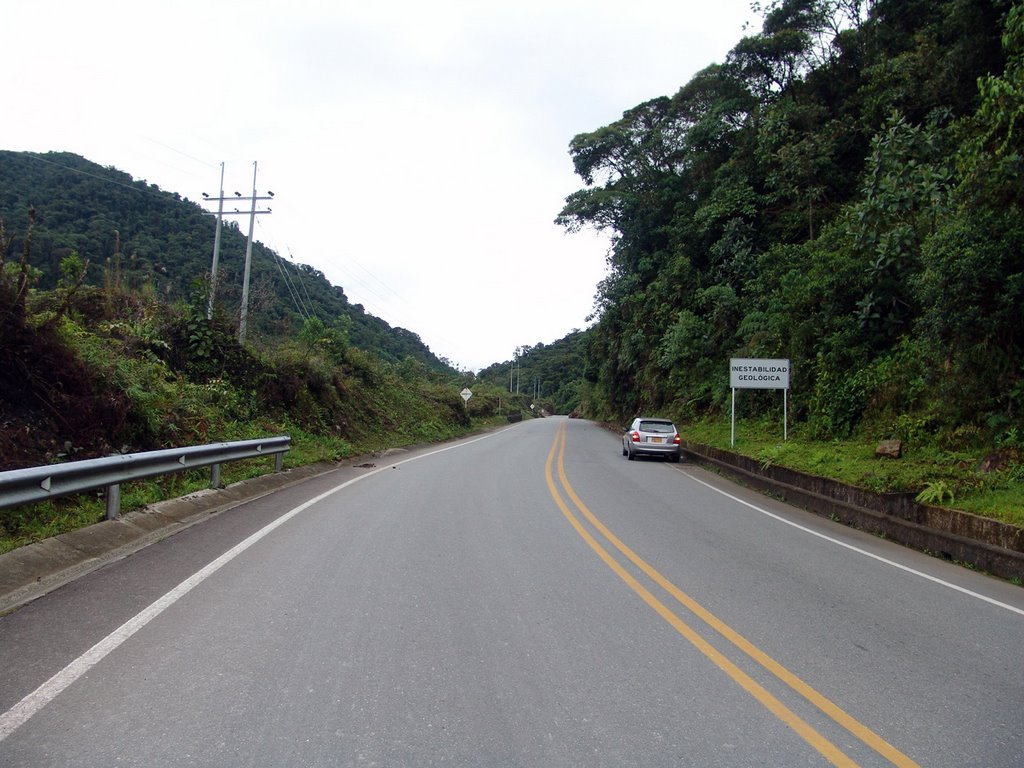
Ruta 45, Tramo Pitalito (Huila) – Mocoa (Putumayo).

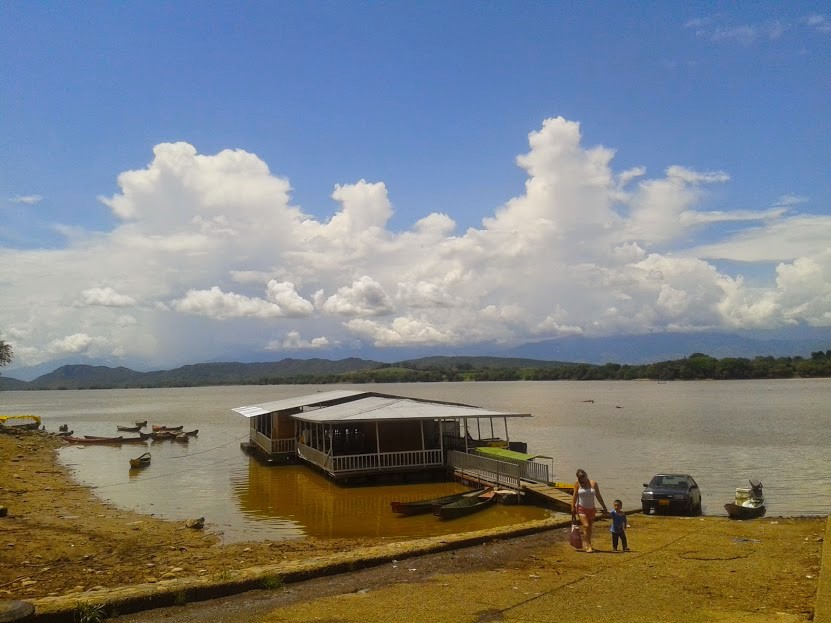
Malecón de Yaguará.

Existen actualmente cinco puertos locales: Neiva, Fortalecillas, Villavieja, Aipe y Yaguará, que en la actualidad prestan servicio turístico y no tienen comunicación con otros puertos del país. El río Magdalena permite la navegación en pequeñas embarcaciones; Neiva y Aipe son los principales puertos fluviales del Departamento.

### Transporte por carretera
La red vial del departamento está conformada por 8.245,33 km, distribuidos de la siguiente manera:
- Red vial primaria: A cargo de la Nación con 857,63 km, de los cuales 560,41 km (65,34 %) se encuentran pavimentados con excelentes especificaciones y 297,22 km (34,66%) en afirmado. Forman parte de este sistema la vía Troncal del Magdalena que recorre el Huila de norte a sur, lo vincula con el Putumayo y se encuentra en construcción la conexión con Ecuador. Esta Troncal estructura la red vial departamental.[15][45]
- Red vial secundaria: En el inventario de la red secundaria que posee actualmente el Departamento, se tiene un total de 2066,7 kilómetros de los cuales 194,9 kilómetros están a cargo de la Nación, por intermedio del INVÍAS como red secundaria, de igual manera de esta red el INVÍAS ha retomado 397,5 kilómetros como red Terciaria, por lo que en estas condiciones la longitud real a cargo del Departamento serán 1480,3 kilómetros. Del total de la red secundaria en el inventario se encuentran pavimentadas 526 km de los cuales 70,3 km están a cargo del INVÍAS, quedando a cargo del Departamento 455,7 km.[15][45]

- Red vial terciaria: La red vial terciaria a cargo de los municipios es de 3589,0 km y la red vial terciaria a cargo del INVÍAS (incluye la red que está dentro de la red secundaria), 1732,0 km Para un total de 5321,0 km.[15][45] Algunas de estas vías tienen placa huella.

| Ruta     | Código                                         | Tramo                                  | Denominación                        |
| -------- | ---------------------------------------------- | -------------------------------------- | ----------------------------------- |
|          | 4503                                           | Mocoa- Pitalito                        | Troncal del Magdalena               |
| 4504     | Pitalito- Garzón                               |                                        | Troncal del Magdalena               |
| 4505     | Garzón- Neiva                                  |                                        | Troncal del Magdalena               |
| 4506     | Neiva- Natagaima                               |                                        | Troncal del Magdalena               |
| 45HLB    | Variante de Garzón                             |                                        | Troncal del Magdalena               |
| 45HLC    | Variante de Pitalito                           |                                        | Troncal del Magdalena               |
| 45HL01   | Hobo- Yaguará (Inspección de Letrán)           | Alternas a la Troncal del Magdalena    |                                     |
| 45HL02   | Variante Ruta 45 - Tarquí                      | Alternas a la Troncal del Magdalena    |                                     |
| 45HL05   | Los Cauchos- Rivera                            | Alternas a la Troncal del Magdalena    |                                     |
| 45HL06   | Juncal- El Pozo                                | Alternas a la Troncal del Magdalena    |                                     |
| 45HL07   | Pitalito- Acevedo- El Yeso                     | Alternas a la Troncal del Magdalena    |                                     |
| 45HL15   | Aguas Negras- Gigante                          | Alternas a la Troncal del Magdalena    |                                     |
| 45HL17   | Neiva- Caguán- Ulloa- Rivera                   | Alternas a la Troncal del Magdalena    |                                     |
| 45HL18   | Vía Praga- Santa Rita- Planadas                | Alternas a la Troncal del Magdalena    |                                     |
| 45-05A   | Garzón- Zuluaga- Gigante                       | Alternas a la Troncal del Magdalena    |                                     |
|          | 45A-01                                         | Neiva- Tello- Baraya- Colombia         | Troncal Central (Ramal)             |
| 45A-02   | Colombia- La Uribe Meta                        |                                        | Troncal Central (Ramal)             |
| 45AHL01  | Cucará - Polonia - Villavieja                  |                                        | Troncal Central (Ramal)             |
| 45AHL02  | Villavieja - Desierto de la Tatacoa - Baraya   |                                        | Troncal Central (Ramal)             |
| 45AHL04  | Baraya - Polonia (Villavieja)                  |                                        | Troncal Central (Ramal)             |
|          | 2002                                           | Popayán - San José de Isnos - Pitalito | Troncal del Cauca-Huila             |
| 2003     | Altamira- Guadalupe- Gabinete                  | Acceso a Florencia                     |                                     |
| 2003A    | Orrapihuasi- Suaza- Depresión El Vergel        | Acceso a Florencia                     |                                     |
| 20HL01   | Sombrerillos- San Agustín- Parque Arqueológico | Circuito Turístico del Sur             |                                     |
| 20HL02   | Isnos- El Palmar- San Agustín                  | Circuito Turístico del Sur             |                                     |
| 20HL03   | Isnos- Bordenes- Guacacallo                    | Circuito Turístico del Sur             |                                     |
| 20HL02_1 | Sub-ramal Alto de los Idolos                   | Circuito Turístico del Sur             |                                     |
|          | 2401                                           | Patico- Candelaria                     | Transversal Huila- Cauca            |
| 2402     | Candelaria - Paicol- La Plata- Laberinto       |                                        | Transversal Huila- Cauca            |
| 2403     | Cruce Algeciras - Guacamayas                   | Ramal                                  |                                     |
| 24HL01   | Puerto Nolasco - Nátaga                        | Circuitos Ecoturísticos Huila - Cauca  |                                     |
| 24HL02   | Acceso a Itaibe (Cruce Ruta 24 - Itaibe)       | Circuitos Ecoturísticos Huila - Cauca  |                                     |
|          | 3001                                           | Neiva - Balsillas                      | Transversal Neiva - San Vicente     |
| 3002     | Balsillas - Mina Blanca                        |                                        | Transversal Neiva - San Vicente     |
| 30HL01   | Variante Platanillal - Vegalarga               |                                        | Transversal Neiva - San Vicente     |
|          | 3701                                           | Garzón- Agrado- Pital- La Plata        | Transversal Huila- Cauca            |
| 37HL01   | Pital- La Argentina                            |                                        | Transversal Huila- Cauca            |
|          | 4301                                           | Teruel- Iquira- Pacarni- Tesalia       | Alternas a la Troncal del Magdalena |
| 4302     | Variante 43 Gaitania (Tolima)- Palermo         |                                        | Alternas a la Troncal del Magdalena |
| 43HL02   | Neiva Triángulo- Casa Blanca- El Juncal        |                                        | Alternas a la Troncal del Magdalena |
| 43HL02_1 | Casa Blanca- Palermo                           |                                        | Alternas a la Troncal del Magdalena |
| 43HL02_2 | El Juncal- Betania- Yaguará                    |                                        | Alternas a la Troncal del Magdalena |
| 43HL03   | Palermo- Santa María                           |                                        | Alternas a la Troncal del Magdalena |

## Servicios públicos

### Saneamiento básico
El servicio de acueducto y alcantarillado en el departamento está a cargo de distintos prestadores, en cuanto a su naturaleza jurídica. Es así, que en el área urbana de los municipios, existen 22 empresas que están organizadas como sociedades por acciones, 8 son empresas industriales y comerciales del estado, 4 municipios son prestadores directos, 2 organizaciones autorizadas y 2 operadores Especializados, uno de los cuales es Aguas del Huila, quien es la empresa del estado encargada de brindar apoyo en el fortalecimiento del sector de agua potable y saneamiento básico. En el Departamento del Huila, 22 municipios cuentan con planta de Tratamiento de Aguas Residuales, no obstante, algunas de ellas requieren optimización y para el caso de San Agustín, solo trata el 30%. Se resalta además, que los 4 municipios más grandes del departamento (Neiva, Pitalito, Garzón y La Plata) no cuenta con tratamiento.
| Cobertura del Servicio de Saneamiento Básico | Cobertura del Servicio de Saneamiento Básico | Cobertura del Servicio de Saneamiento Básico | Cobertura del Servicio de Saneamiento Básico |
| Servicio                                     | Acueducto                                    | Alcantarillado                               | Aseo                                         |
| -------------------------------------------- | -------------------------------------------- | -------------------------------------------- | -------------------------------------------- |
| Urbano                                       | 98,67%                                       | 95,17%                                       | 95,14%                                       |
| Rural                                        | 66,5% (18.5% Potable)                        | 16.7%                                        | 25.1%                                        |

### Energía y gas natural
El servicio de distribución y comercialización de energía eléctrica en el Departamento de Huila es prestado desde 1947 por la empresa ElectroHuila S.A. ESP. El servicio cuenta con una cobertura de 95,6%.
El servicio de gas natural domiciliario a través de red local de gasoductos es prestado por la empresa Alcanos de Colombia S.A. ESP. El servicio cuenta con una cobertura 66.5%

## Educación
En el departamento del Huila se ofrece la educación pública y privada enfocada en la educación formal —preescolar, básica primaria, básica secundaria y media— concentrándose principalmente en el área urbana; así mismo se brinda educación por ciclos para aquellas personas que por tiempo o condiciones económicas no han podido acceder a sistema formal. De igual forma se ofrece la educación superior a través de varias universidades públicas y otras universidades de orden nacional que tienen sus sedes en distintos municipios con educación presencial, virtual y/o a distancia.

### Educación básica y media
El Huila cuenta con una cobertura educativa en los niveles de básica primaria, secundaria y media del 94.87%, con un total de 424 instituciones donde 218 de carácter público (83 zona urbana y 135 en zona rural) y 206 del sector privado (202 zona urbana y 4 en zona rural).
| Estudiantes Matriculados | Estudiantes Matriculados | Estudiantes Matriculados | Estudiantes Matriculados | Estudiantes Matriculados | Estudiantes Matriculados | Estudiantes Matriculados | Estudiantes Matriculados | Estudiantes Matriculados | Estudiantes Matriculados            | Estudiantes Matriculados | Estudiantes Matriculados | Estudiantes Matriculados            |
| ------------------------ | ------------------------ | ------------------------ | ------------------------ | ------------------------ | ------------------------ | ------------------------ | ------------------------ | ------------------------ | ----------------------------------- | ------------------------ | ------------------------ | ----------------------------------- |
|                          |                          | Transición               | Básica Primaria          | Basica Secundaria        | Media                    | Adultos                  |                          |                          | Preescolar, Básica, Media y Adultos |                          |                          | Preescolar, Básica, Media y Adultos |
| Territorial Huila        | Oficial                  | 9.596                    | 58.479                   | 43.903                   | 13.885                   | 6.844                    | Territorial Neiva        | Oficial                  | 57.279                              | Territorial Pitalito     | Oficial                  | 29.351                              |
| Territorial Huila        | Privada                  | 1.163                    | 3.272                    | 1.601                    | 545                      | 1.290                    | Territorial Neiva        | Privada                  | 20.749                              | Territorial Pitalito     | Privada                  | 3.854                               |

### Educación superior

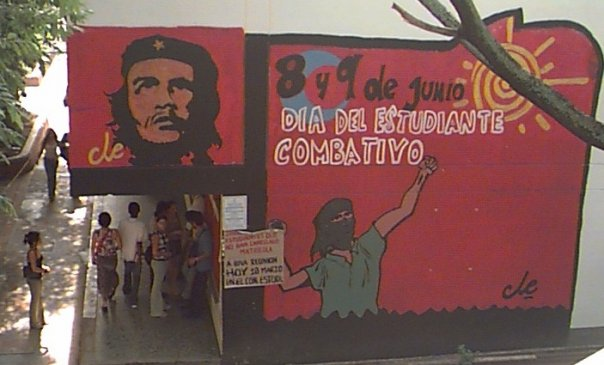
Mural en la Universidad Surcolombiana Sede Principal Neiva.

El departamento ofrece servicios educativos a nivel universitario en los niveles de pregrado y de posgrado (especializaciones, maestrías y doctorados), así como realizar extensión (labores de apoyo a la comunidad) e investigación en ciencia y tecnología. La Universidad Surcolombiana, uno de los centros de educación más grandes del departamento de carácter oficial, con sede principal en Neiva y a nivel regional en Pitalito, Garzón y La Plata. Es la única universidad de la región acreditada de alta calidad por el Ministerio de Educación Nacional.
La oferta educativa proviene de 19 Instituciones de Educación Superior, que cuentan con 144 programas con registro calificado y más de 25 programas de alta calidad. Entre las más destacadas se encuentran: De carácter oficial: Universidad del Tolima (UT), Centro Regional de Educación a Distancia, Escuela Superior de Administración Pública ESAP (Terr. Huila, Caquetá, Putumayo), Universidad Nacional Abierta y a Distancia (UNAD) Regional Huila. De carácter privado: Corporación Universitaria del Huila (CORHUILA), Fundación Universitaria Navarra (UNINAVARRA), Fundación Escuela Tecnológica Jesús Oviedo Pérez FET Neiva, entre otras.
- Formación para el trabajo y desarrollo humano: Existen 68 instituciones educativas que ofrecen carreras técnicas y tecnológicas. Entre ellas la más importante: el Servicio Nacional de Aprendizaje (SENA) Regional Huila y Escuela Nacional de la Calidad del Café. Actualmente existe una oferta de 288 programas de formación, de las cuales 25 son de alta calidad académica.

## Salud
El Huila cuenta con una red de instituciones prestadoras de servicios en salud adscritas a la Secretaría de Salud Departamental; dichas instituciones se agrupan en tres niveles de acuerdo a la atención que prestan: el primer nivel cuenta con hospitales que ofrecen atención básica, medicina general, exámenes de laboratorio, urgencias, hospitalización y odontología; el segundo nivel cuenta con hospitales, los cuales aparte de los servicios del primero ofrecen además atención en especialidades básicas, optometría y psicología; el tercer nivel congrega a los cuales prestan adicionalmente servicios de subespecialidades tales como cardiología, neurología, genética, dermatología, etc.
El departamento cuenta con 365 instituciones Prestadoras de Salud (IPS), de acuerdo con su naturaleza jurídica: 83 son de carácter público y 282 de carácter privado. Frente a la oferta de servicios de salud: 83 sedes IPS públicas, 273 sedes IPS privadas, 311 sedes IPS ambulatorias que tienen habilitadas 5 camas o menos, 1694 camas instaladas (1.52 por cada 1000 habitantes), 239 camas de cuidado intensivo UCI, 58 salas quirúrgicas instaladas y medios de transporte (179 ambulancias entre básicas y medicalizadas).
La prestación y cobertura de aseguramiento de los distintos servicios de salud llega al 98%, distribuido de la siguiente manera: 334.215 usuarios pertenecientes al régimen contributivo y 784.749 usuarios al régimen subsidiado.
El Hospital Universitario de Neiva Hernando Moncaleano Perdomo (H.U.N.) es el centro hospitalario público más grande del Huila, situado en la ciudad de Neiva (Colombia), es una entidad pública de categoría especial, descentralizada que presta servicios de salud hasta la alta complejidad. También está el E.S.E. Hospital Departamental San Antonio de Pitalito, institución de tercer nivel, convirtiéndolo en el segundo mejor hospital del departamento, referente de calidad a nivel nacional.

## Medios de comunicación
En el departamento, hacen presencia una gran cantidad de medios de comunicación. De igual manera, existen medios regionales y locales en los municipios que registran e informar a la comunidad sobre las noticias de Huila.

### Prensa escrita
- Diarios de circulación nacional: El Tiempo, El Espectador, Portafolio, Revista Semana entre otros.
- Diarios Regionales: Diario del Huila, La Nación, OpaNoticias, Diario ExtraHuila, Olé mi diario.

### Emisoras de radio
Huila cuenta con varias emisoras en AM y FM, la mayoría afiliadas a cadenas nacionales, aunque cuentan con programación local.

### Televisión
El departamento cuenta con transmisión de televisión estándar digital por medio de la norma DVB-T2. Actualmente, 30 de los 37 municipios del Huila cuentan con este servicio de señal abierta de televisión terrestre, para los canales nacionales: Caracol (Caracol HD, Caracol HD2, La Kalle HD, Caracol Móvil) RCN (RCN HD, RCN HD2, RCN Móvil) Señal Colombia HD, Canal Institucional HD, Canal 1 HD, Canal Trece HD y Canal Trece+. Además existen dos canales regionales de empresas de suscripción por cable: Canal 2 Alfasurfnet y Ntv (La Nación TV) que emiten contenidos que son principalmente de tipo noticioso, magazines y de variedades.

## Cultura
Las culturas indígenas Paéz- Pijaos asentadas en el Huila a la llegada de los españoles, la cultura europea (de España y de otros lugares de Europa), y las culturas de la región andina son la base de la cultura opita, la cual también comparte rasgos fundamentales con otras culturas hispanoamericanas en manifestaciones como la religión, la música, los bailes, las fiestas, las tradiciones, el dialecto, entre otras.

### Dialecto Opita
Este dialecto es influenciado directamente del contacto entre españoles en el siglo XVI cuando comienza la conquista del territorio tolimense al fundarse ciudades intermedias entre Santa Fe y los indígenas de la zona. Su característica principal que lo hace diferente de otros dialectos colombianos es su entonación y acento que hace concatenar las palabras al hablar confiriéndole un tono cantarín y lento. Actualmente, es generalmente más usado en la población de los pueblos, la gente campesina y los indígenas de la región. Existen gran cantidad de expresiones para manifestar emociones, acciones y objetos propios de la región.

### Gastronomía

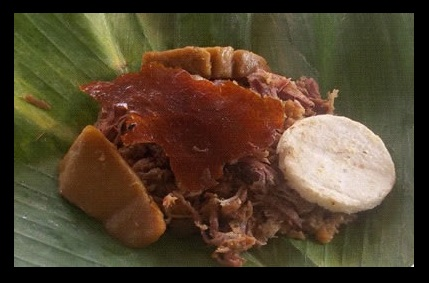
Tradicional plato de lechona huilense (Basada en receta original incluyendo arroz) con insulso y arepa.

Por su variada producción agrícola y la confluencia de culturas, la gastronomía del Huila es abundante y diversa. Las recetas, que se han transmitido de una generación a otra y que forman parte de la identidad cultural del departamento, atraen a los turistas en busca de sabores propios de la cocina tradicional huilense. Entre las preparaciones más representativas se pueden destacar:
| Platos Típicos | Acompañamientos | Bebidas                                                                    |
| --- | --- | -------------------------------------------------------------------------- |
| Asado Huilense, Tamal Huilense, Lechona Huilense, Pepitoria de Chivo, Fiambre Pitaleño, Estofado de Chivo, Trucha Ahumada, Tilapia Frita. | Arepas Orejeperro, Arepas de Choclo, Quesillo yaguareño, Bizcocho de Achira, Bizcochuelo, Dulce de Cactús, Dulce de Nochebuena, Alfandoques, Mazamorra de Maíz | Mistela, Guarrús, Zurumba, Masato de Arroz, Aloja, Chicha, Gaseosa Cóndor. |

### Literatura

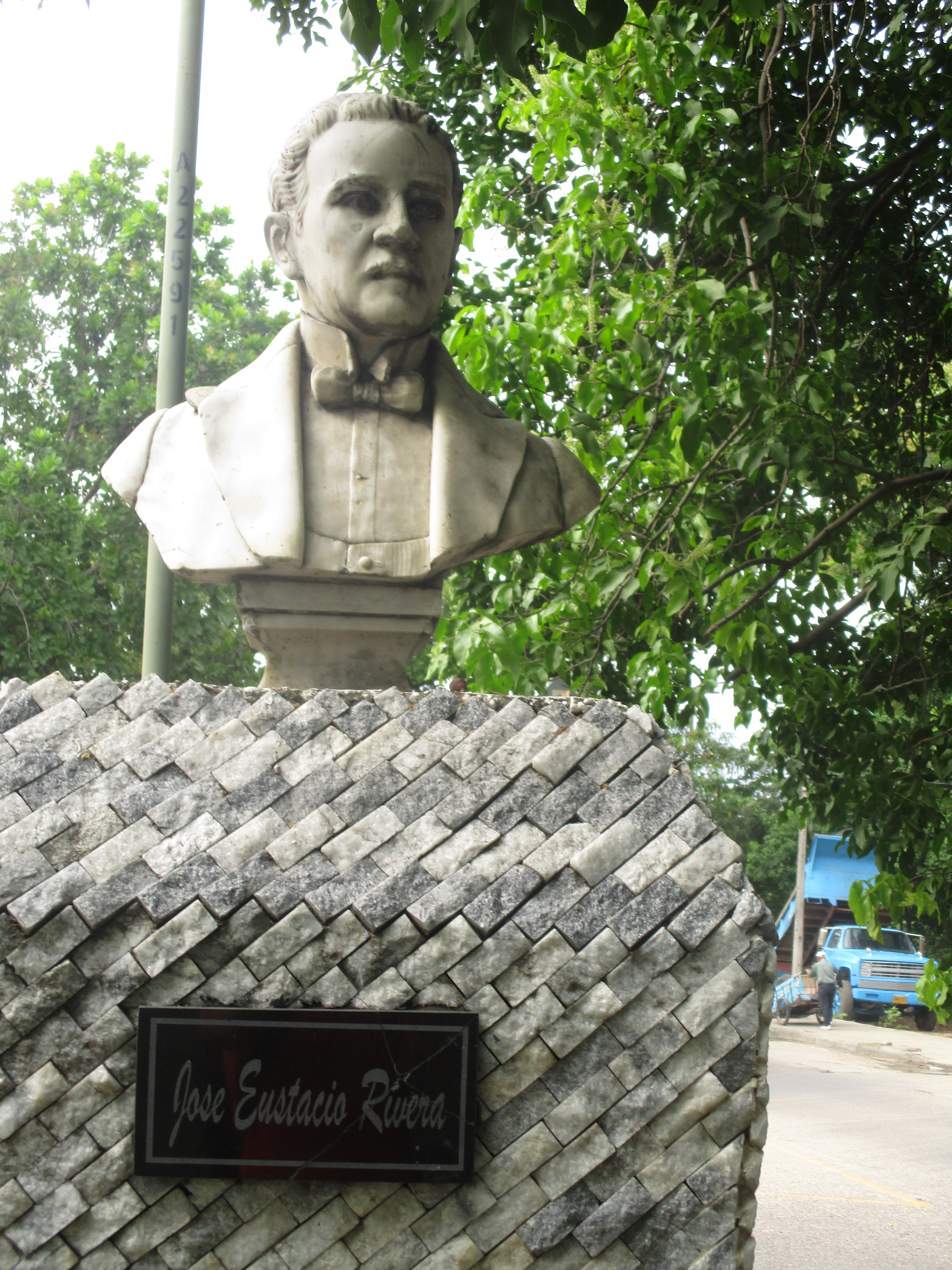
Busto de José Eustasio Rivera en Neiva.

Entre los escritores huilenses más destacados, se encuentra José Eustasio Rivera, destacado por su obra poética pero sobre todo por su novela La vorágine, considerada como un clásico de la literatura hispanoamericana. Fue prolífico en la poesía, conociéndose de él cerca de 170 poemas y sonetos de talante modernista. Al terminar sus estudios universitarios, ya había publicado decenas de composiciones, por lo cual no es de extrañar que su primer libro en grande fuera una colección de 56 sonetos, Tierra de Promisión, publicado por vez primera en 1921. Existen numerosas publicaciones elaboradas por escritores destacados como:
- Waldina Dávila de Ponce de León. Neivana, reconocida como la primera mujer novelista del Huila. Sus obras Poesías - El trabajo, publicada en 1884 y reproducida en su Serie de novelas (1892), junto con Luz de la noche y La muleta.
- Joaquín García Borrero. Historiador y novelista Giganteño. Entre sus obras: Neiva en el siglo XVII, El Huila y sus aspectos y Algos.
- Humberto Tafur Charry. Cuentista novelista Neivano, Sus obras: El séptimo hombre, La paz de los carteles y La última noticia.
- Gustavo Andrade Rivera. Fue un dramaturgo, escritor, poeta y cineasta. Fundador de Los Papelípolas.
- Benhur Sánchez Suárez. Laboyano ensayista, novelista, cuentista y poeta. Cuentos: Seis hombres una mujer y el reloj, Alguien llama a la ventana.
- Isaías Peña Gutiérrez, escritor y crítico literario Saladeño. Fundador del taller de escritores de la Universidad Central de Bogotá. Autor de numerosos libros como La puerta y la historia y Escribir para respirar.
- Guillermo González Otálora, escritor y catedrático plateño. Ha publicado varios libros. Entre ellos, Usted está loco, La casa y Mitos del Huila.
- Carlos Alberto Célis Victoria, El amor no existe y Creería en ella si supiera bailar, y de las colecciones de poemas Música a ritmo del corazón y Sueños de Espejos.

### Música
La música huilense proviene de las culturas precolombinas y de las costumbres españolas. Los ritmos más tradicionales y populares son los rajaleñas y bambucos, siendo el más escuchado el tema fiestero "El Sanjuanero Huilense" por ser el que bailan las candidatas en los concursos realizados en el Festival del Bambuco en San Juan y San Pedro. La rajaleña es el ritmo más autóctono y marca la diferencia en los eventos culturales del Huila con respecto a otras regiones. Pertenece al género de las trovas en cuanto a la coplas pintorescas donde se narra de forma espontánea y amena los acontecimientos sociales de singular importancia y trascendencia para la colectividad. Al grupo musical que acompaña a los rajaleñeros se le denomina "Cucamba" y está conformado por requinto, tiple, guitarra, puerca, chucho, carángano, esterilla, ciempiés, carrasca y tambora.

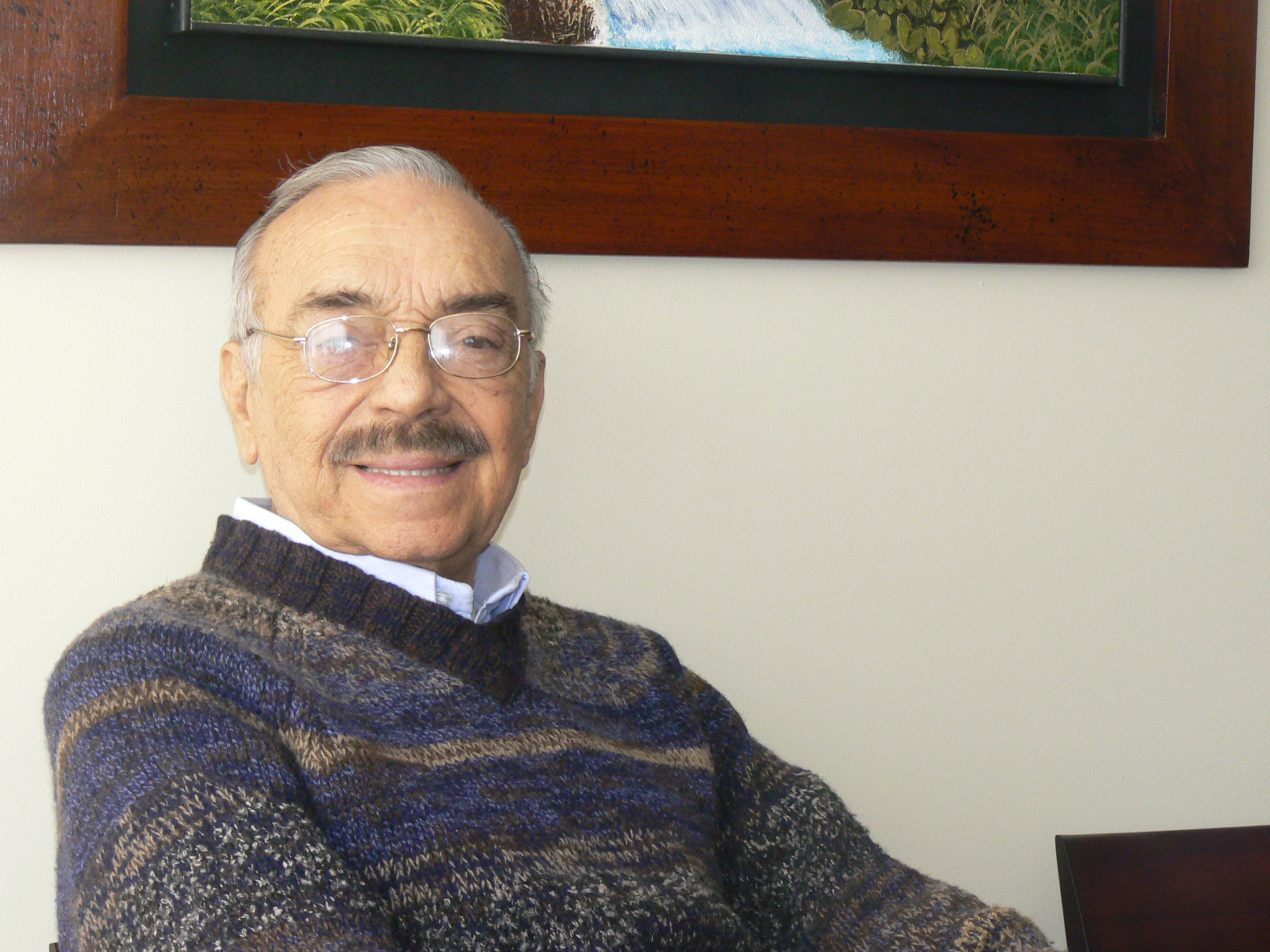
Jorge Villamil, hizo más de 200 composiciones, famosas y reconocidas a nivel mundial.

Existen gran cantidad de compositores y artistas huilenses de distintos géneros musicales, pero se destacan a nivel nacional y con mayor éxito comercial, artistas de ritmos nacionales folclóricos en especial bambucos, pasillos:
- Jorge Villamil Cordovez. Compositor de las Américas.[64]
- Anselmo Duran Plazas. Compositor del Sanjuanero Huilense.
- Abel Valderrama Yusti. Música Sinfónica.
- José Ignacio "Papi" Tovar. Compositor Folclorista.
- José Miller Trujillo ‘Wiponga’.Compositor Folclorista.
- José Ignacio Olave Cabrera, violinista, compositor y arreglista.
- Luis Alberto Osorio. Músico y compositor del "Alma del Huila".
- Luciano Díaz. Compositor Folclorista.
- Luis Carlos "Pipa" Prada. Compositor de "Mitología Huilense".
- Marcelino Quiroga Gutiérrez,  Ilustre multi-instrumentalista.
- Milciades Chato Durán. Música Sinfónica.
- Ramiro Chávarro Vargas. Compositor de música opita.
- Dueto Silva y Villalba. (Rodrigo y Álvaro)
- Los Tolimenses (Lizardo "Felipe" Díaz Muñoz y Jorge Ezequiel "Emeterio" Ramírez.)

### Artes visuales y escénicas
El departamento del Huila es reconocido por su rica tradición artística, que ha dado lugar a una destacada generación de artistas visuales. Entre los pintores más sobresalientes se encuentran Mario Ayerbe González, Milton Morales Grillo, Ricardo Borrero Álvarez, Jairo Plazas, Pedro Cabrera e Ignacio Monje, quienes han logrado posicionarse como referentes en el ámbito del arte visual en Colombia. Además, el Huila ha sido cuna de notables escultores como Yamid Cuenca Cardozo, Jaime Cardozo Rojas (conocido como “Jacaro”) y Roberto Londoño Uribe, quienes han llevado su obra a importantes exposiciones tanto nacionales como internacionales.
El talento del Huila no se limita solo a las artes visuales, también ha destacado en el campo de las artes escénicas, especialmente en la actuación y la televisión. Artistas como Raquel Ércole Ramírez, Hernando Casanova Escobar, María Vanedi, Martha Silva, Pedro Enrique Rendón Rodríguez, Carmen Cecilia Rivera Navia ("Chichilia"), Margarita María Muñoz Parra y Claudia Bahamón han sido figuras clave en la televisión colombiana y han dejado una huella significativa en el entretenimiento del país.

## Turismo
El departamento creó la marca ‘Huila, un paraíso por descubrir’. Esta nueva identidad, ha sido catalogada como el enlace y puerta de entrada del departamento hacia el mundo, con la presentación de una oferta turística, dirigida a un mercado global y altamente competitivo. Está caracterizada por un logo que refleja a la huilensidad a través de ráfagas de luz que nunca se apagan, que identifican a la alegría, el amor y la felicidad que tiene el pueblo opita por los verdes y extensos terrenos, ricos en biodiversidad de flora y fauna, cielos azules, así como el nevado, ríos cálidos y la imponencia de nuestro desierto. En ese sentido, la imagen representa la hermosa ‘Passiflora Incarnata’, la flor que luego de demostrar su belleza, permite luego saciar la sed con el incomparable sabor de la cholupa, fruta tropical propia de la región y que cuenta con la denominación de origen, por ser única en el mundo.

### Sitios turísticos
El Huila cuenta con gran variedad de atractivos turísticos. 

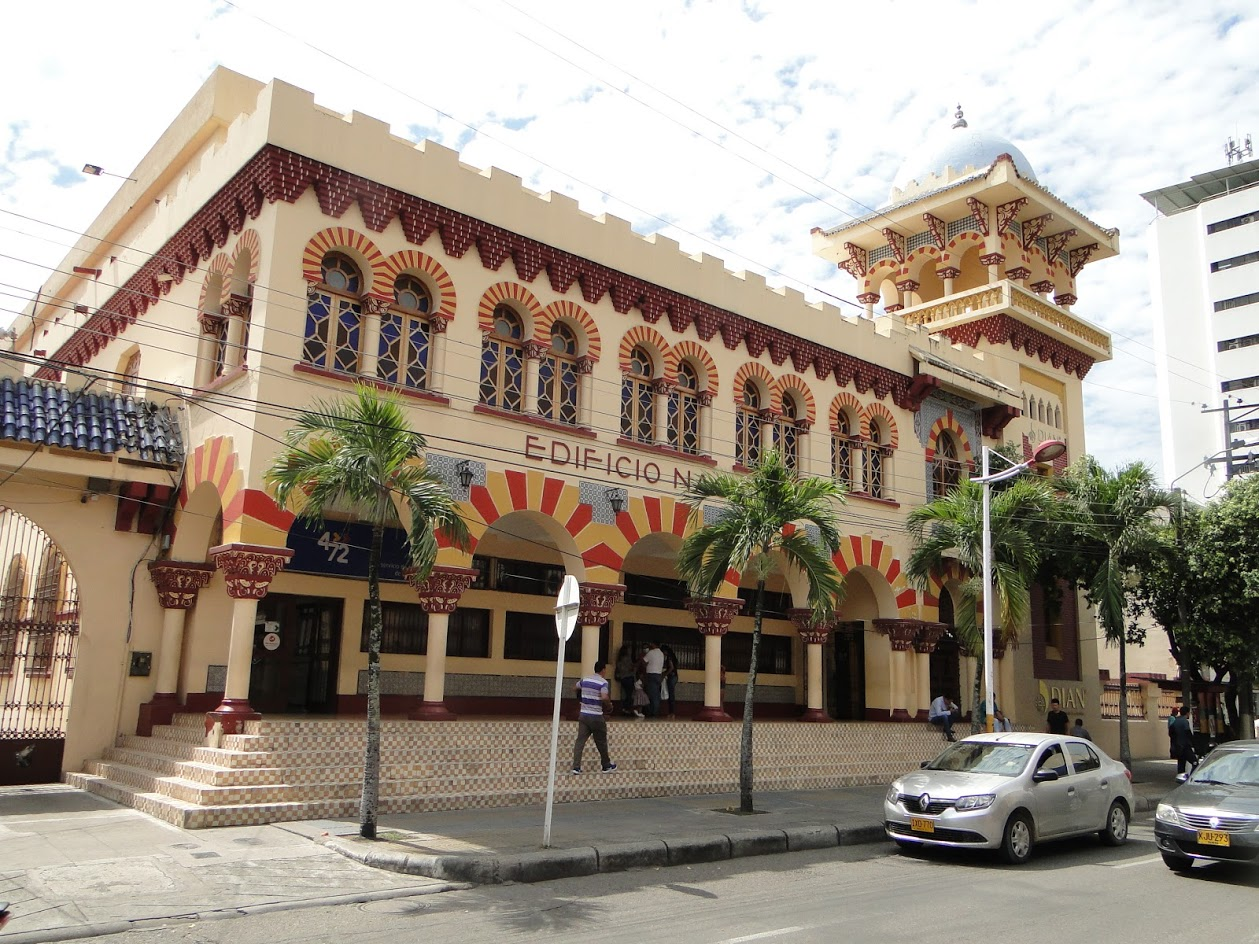
Edificio Nacional - Neiva
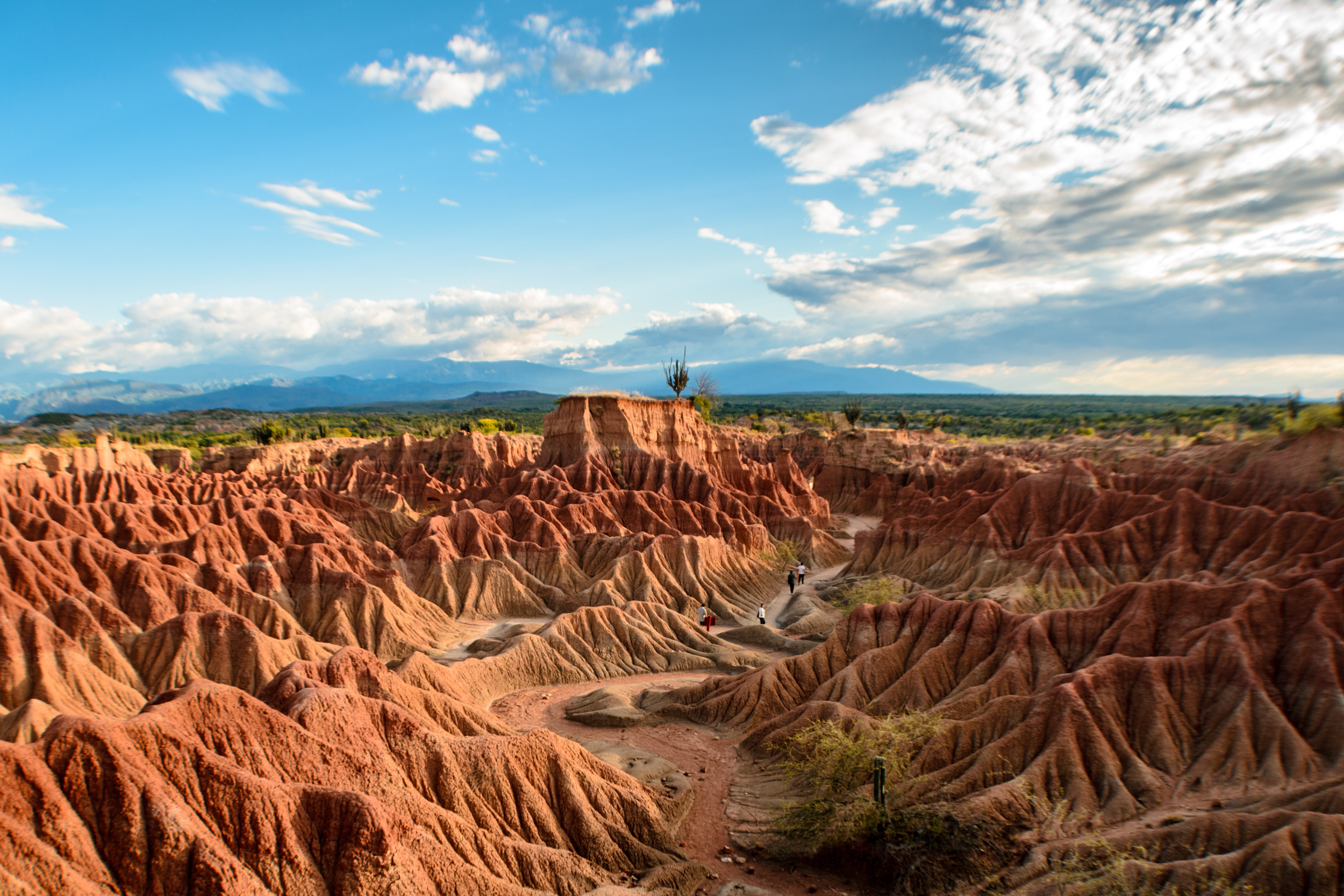
Desierto de la Tatacoa - Villavieja
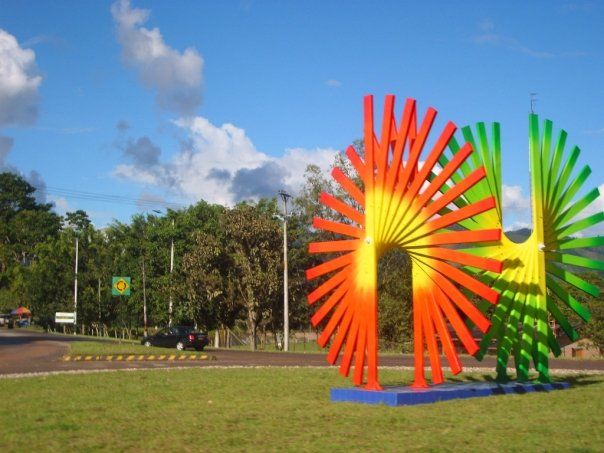
Agroturismo Pitalito - Huila
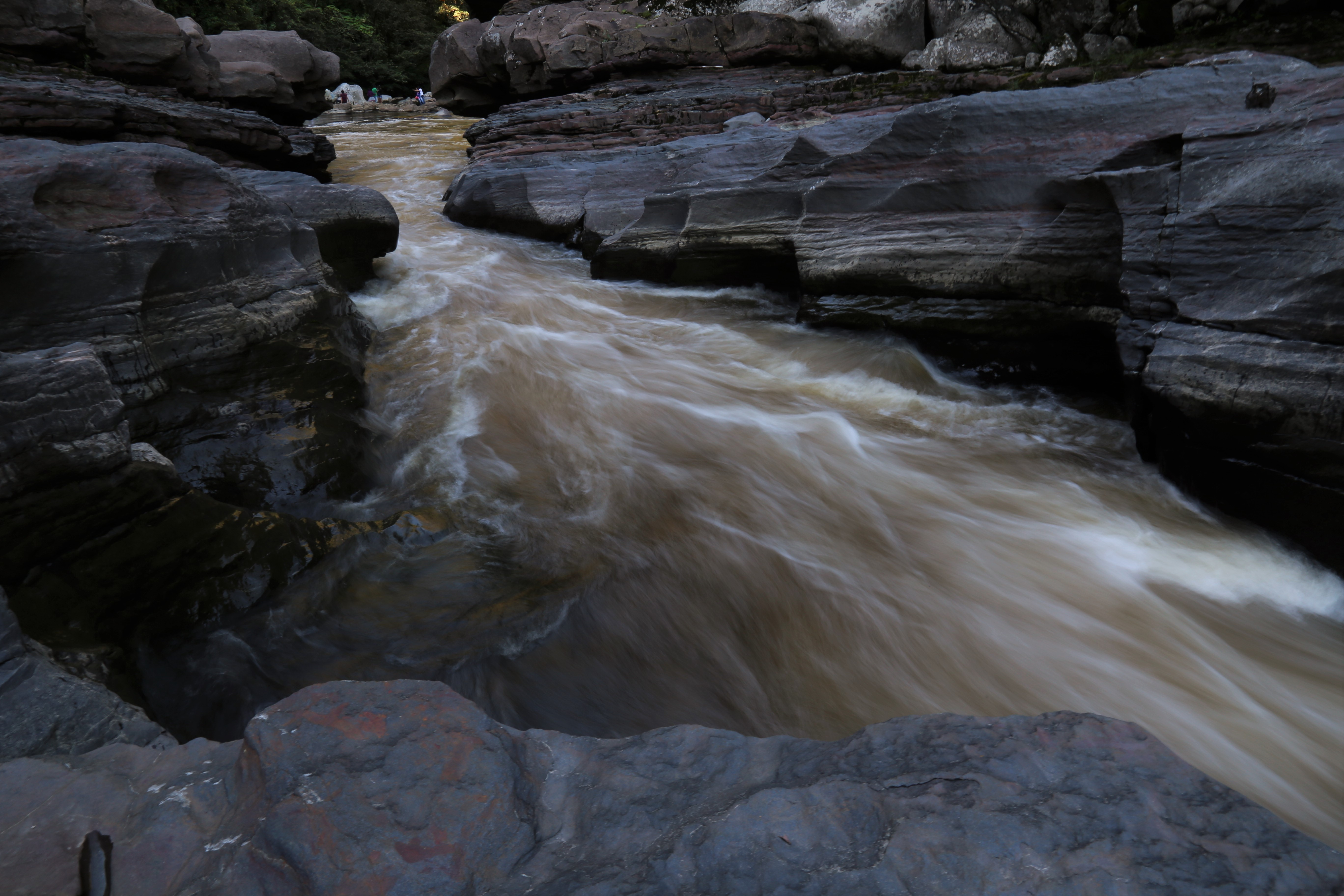
Estrecho del Río Magdalena
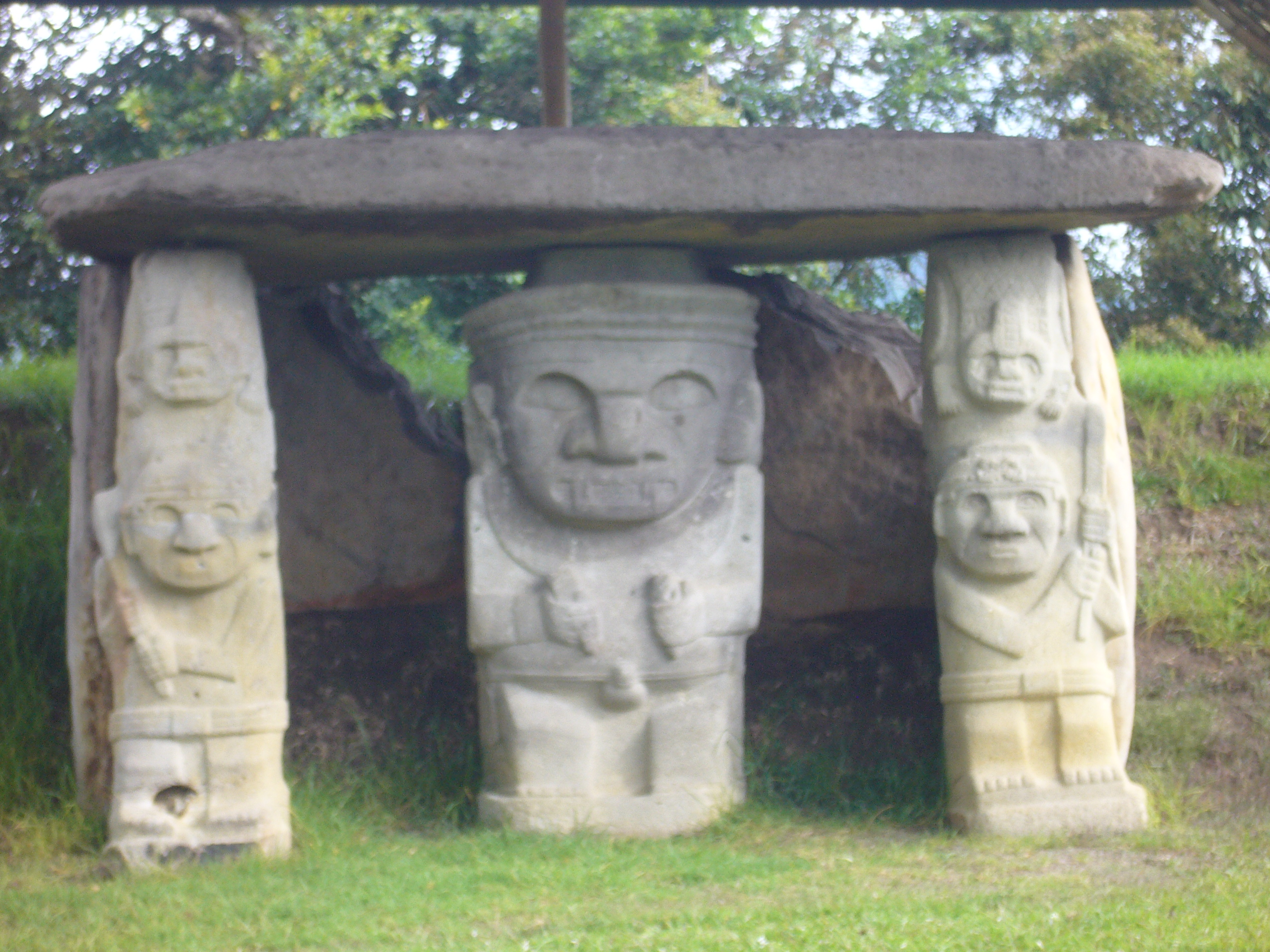
Parque Arqueológico de San Agustín
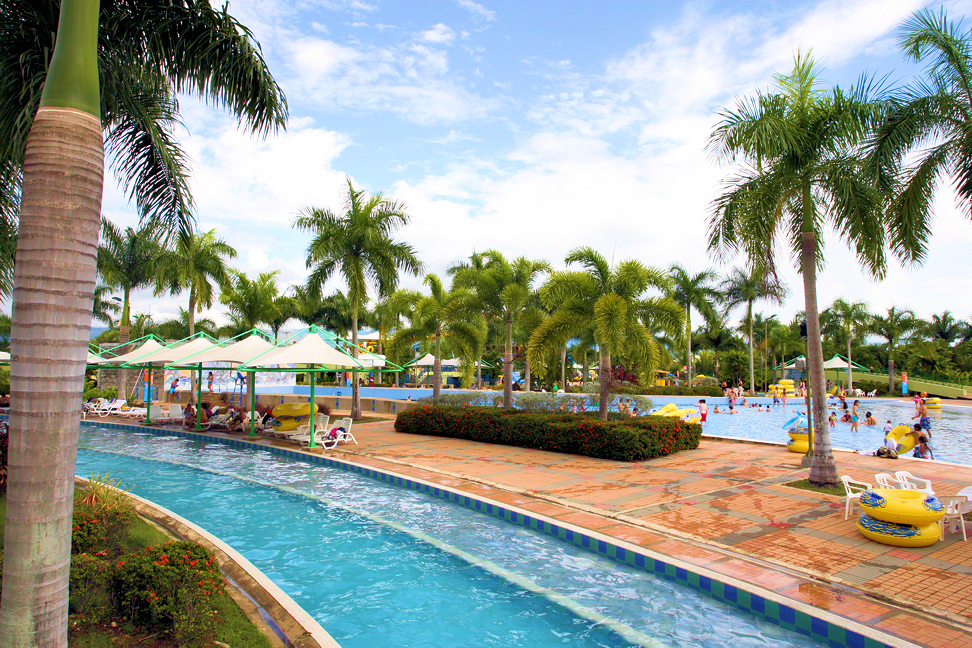
Parque Playa Juncal - Palermo
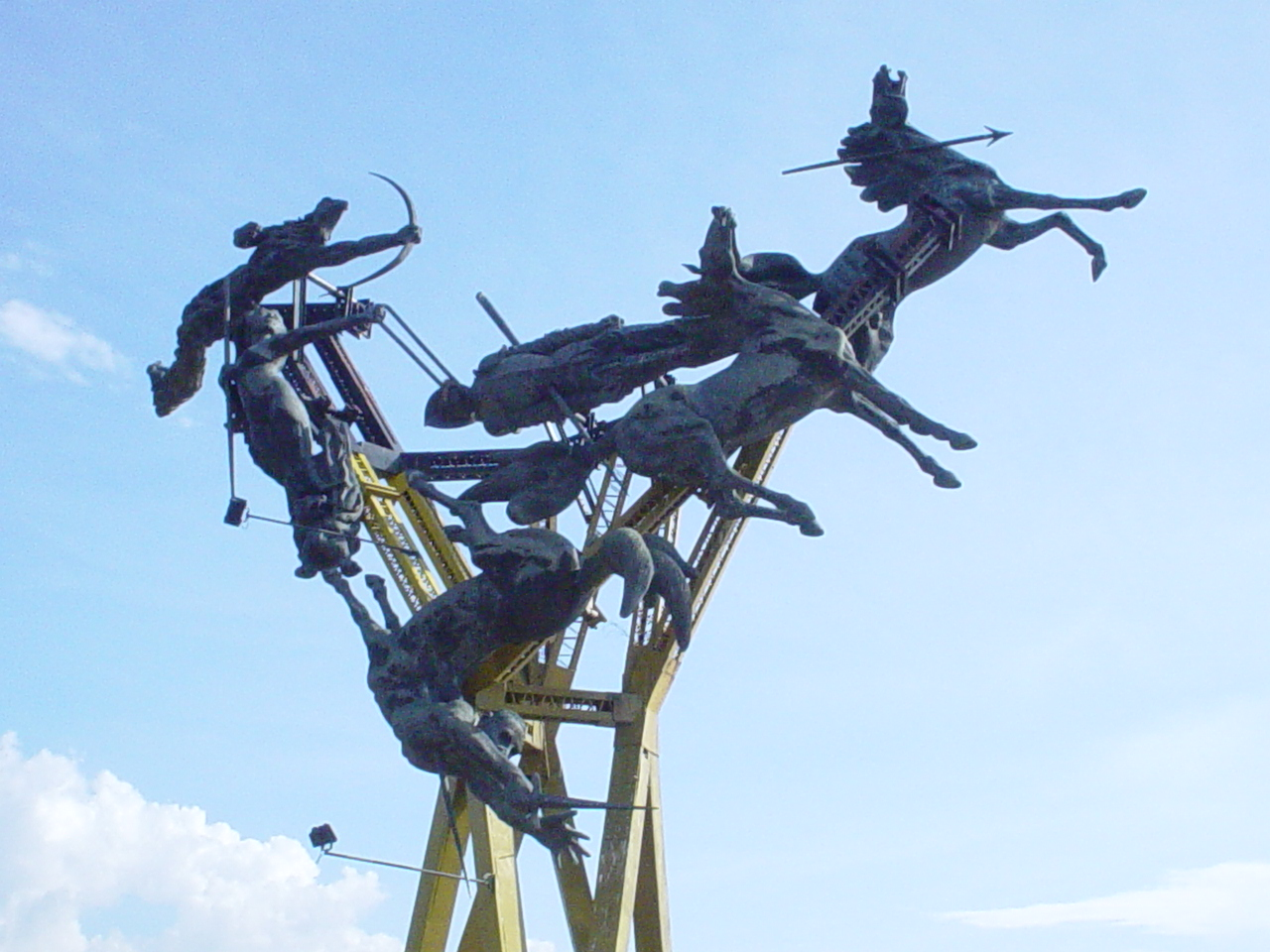
Monumento a la Cacica Gaitana
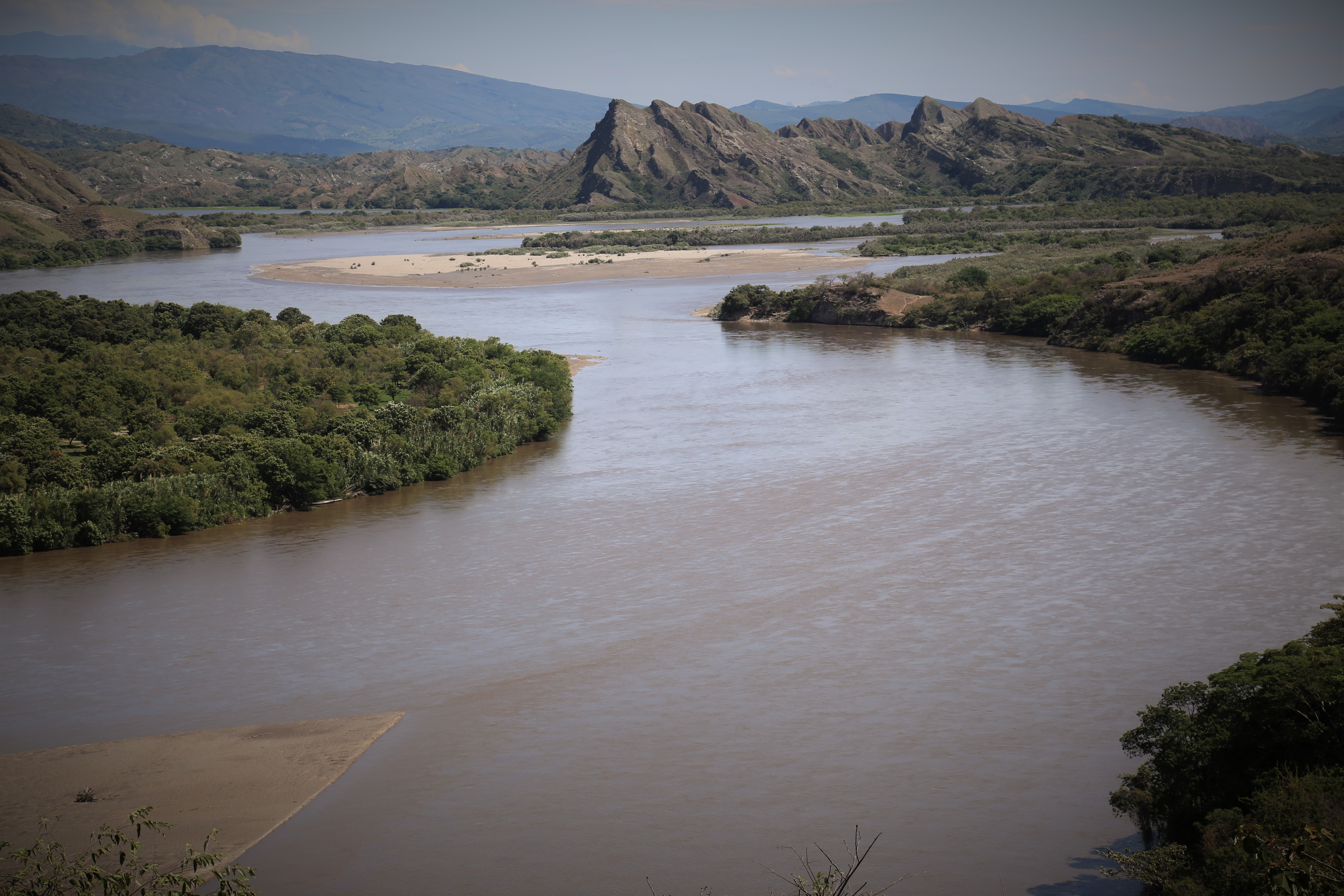
Represa de Betania - Yaguará
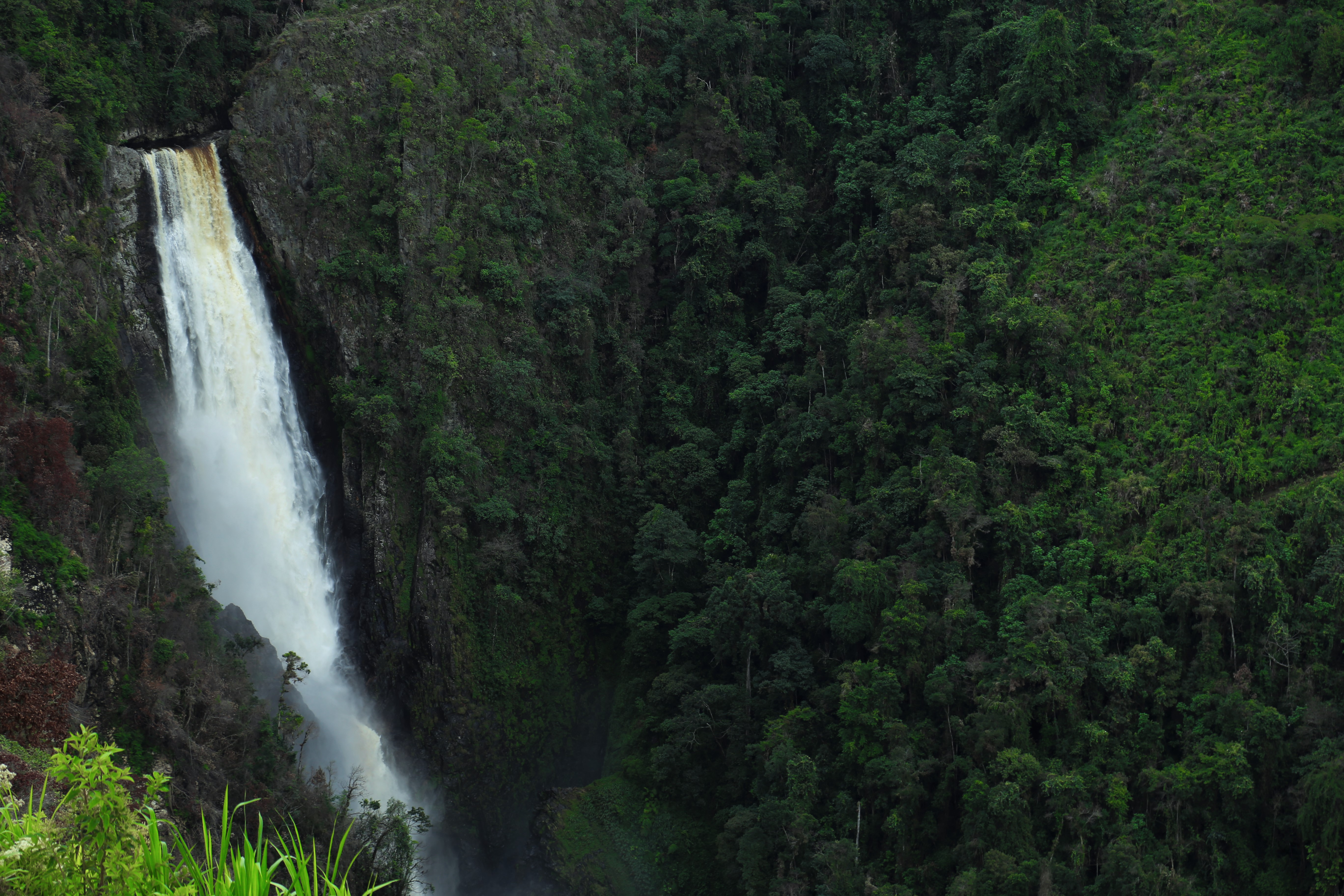
Salto de Bordones Isnos
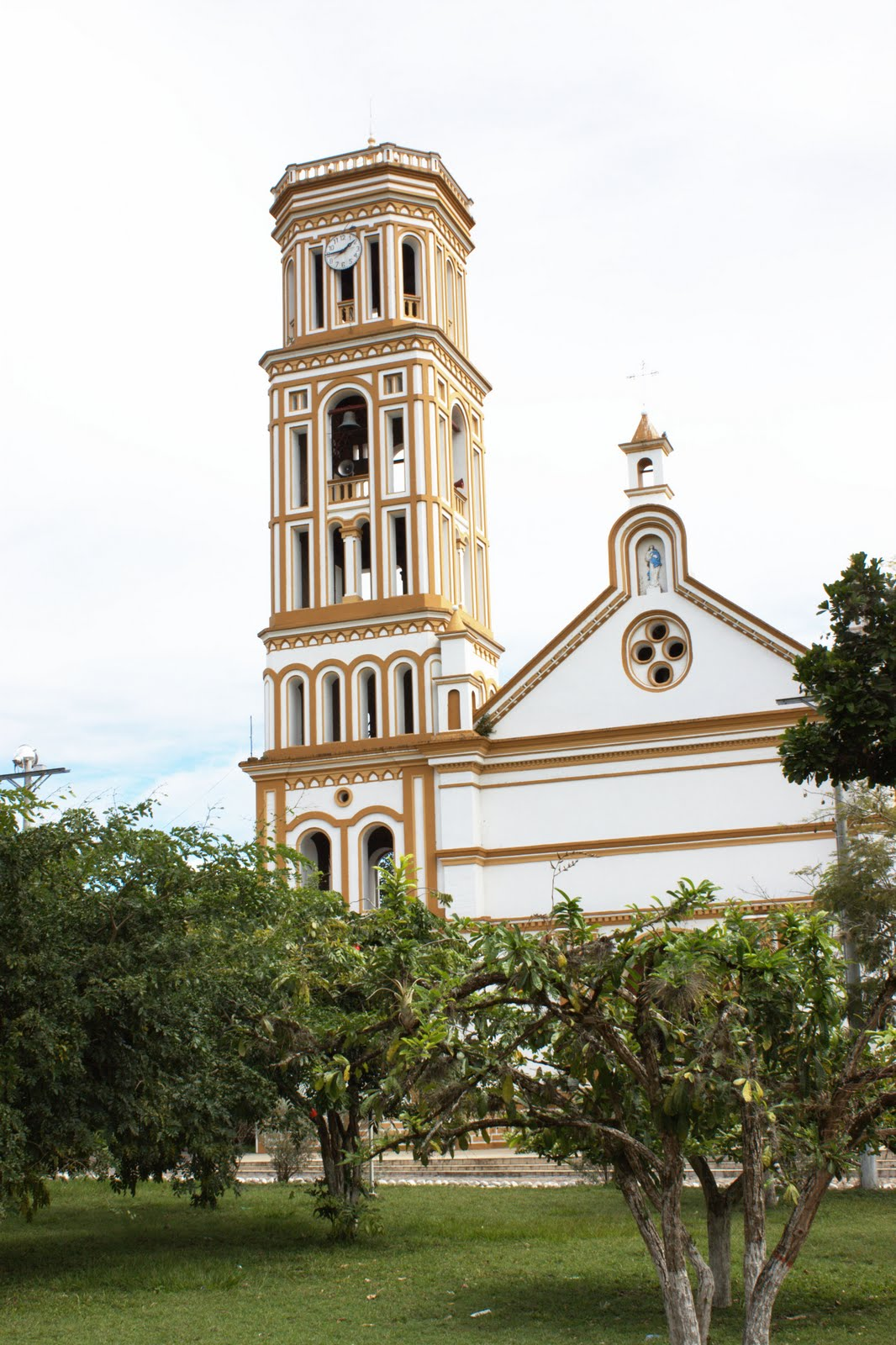
Centro Poblado La Jagua Garzón
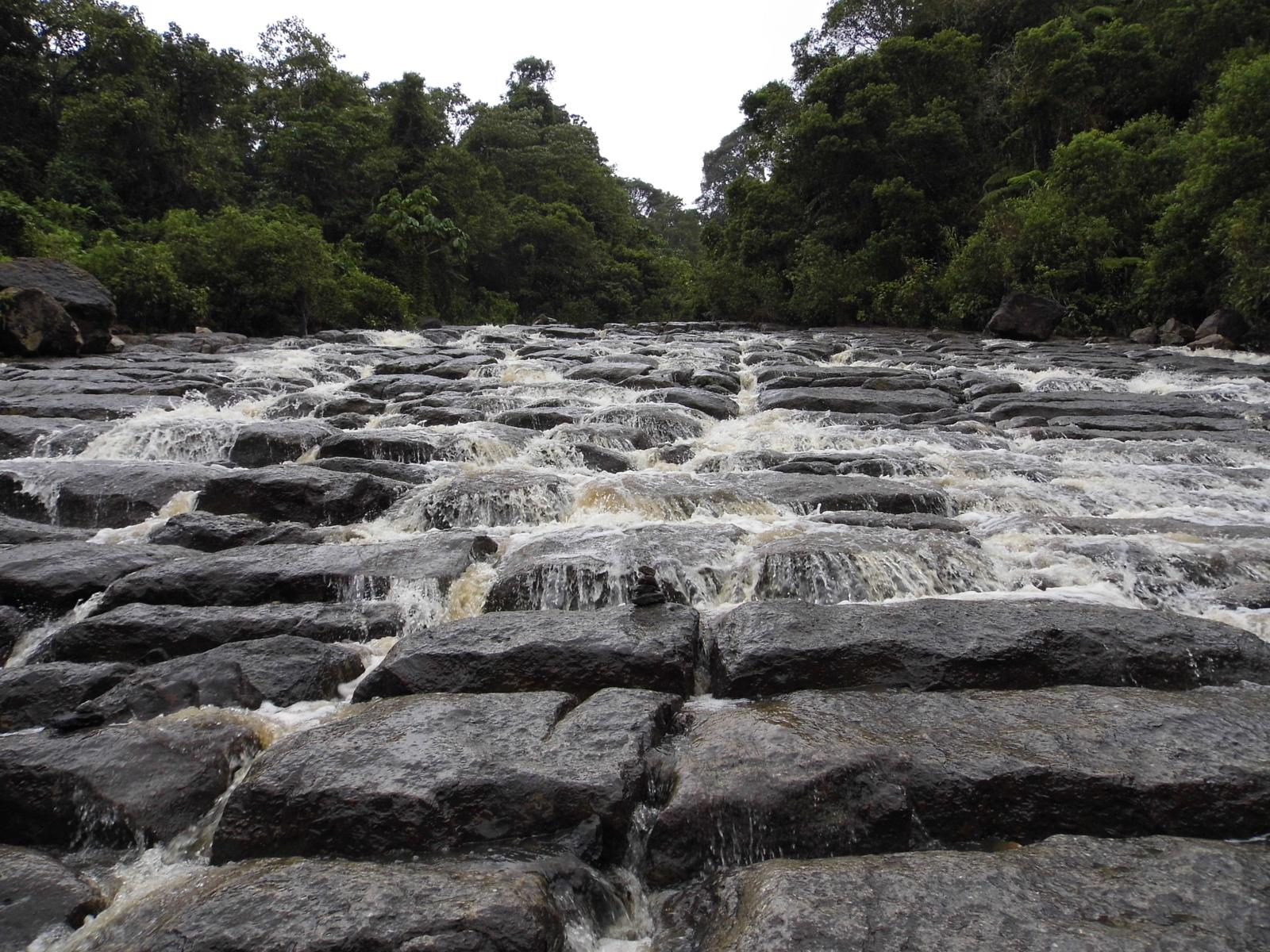
Parque Nacional Cueva de los Guacháros Acevedo
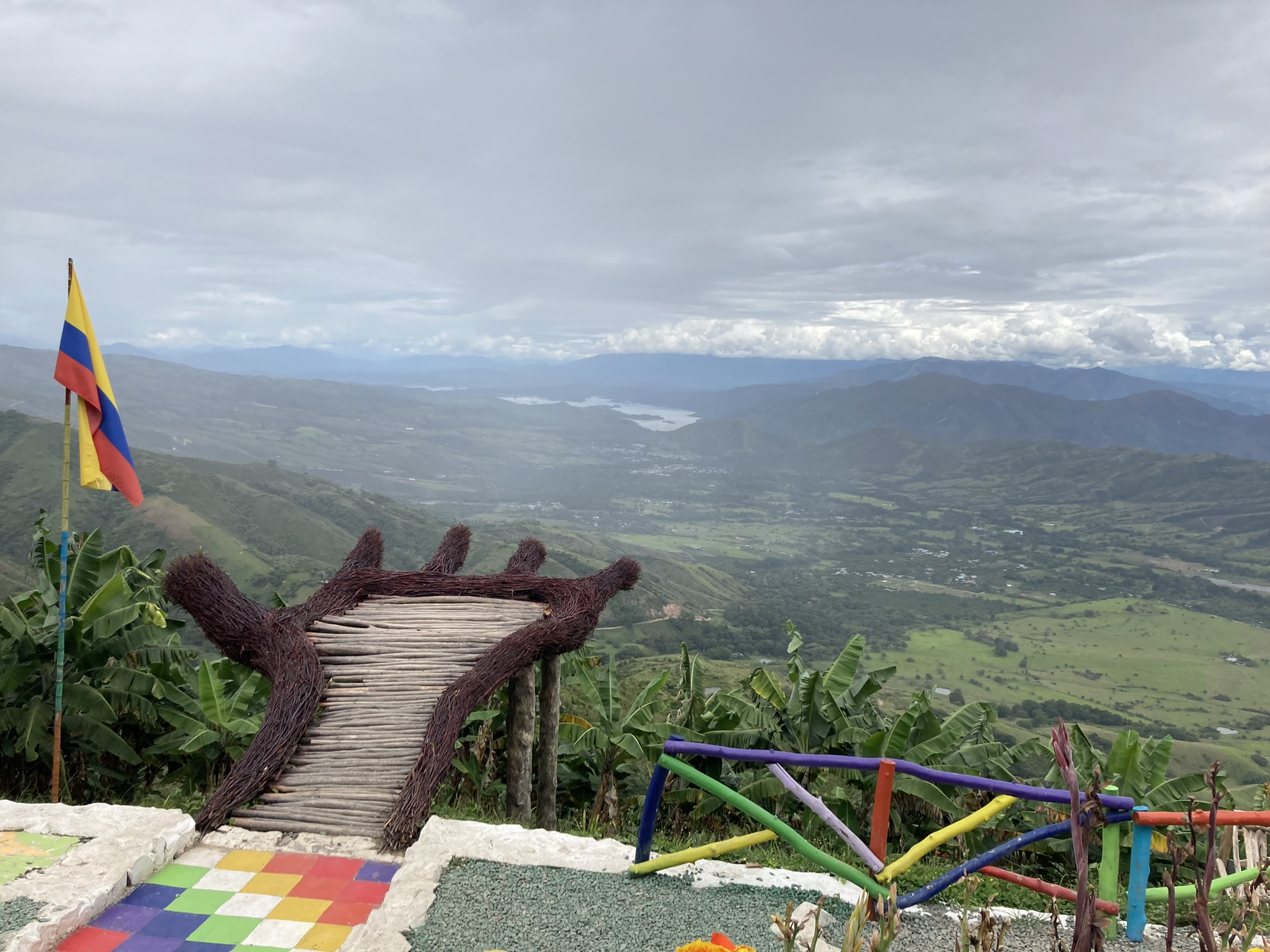
Mirador La Mano de Gigante

### Ferias, fiestas y eventos

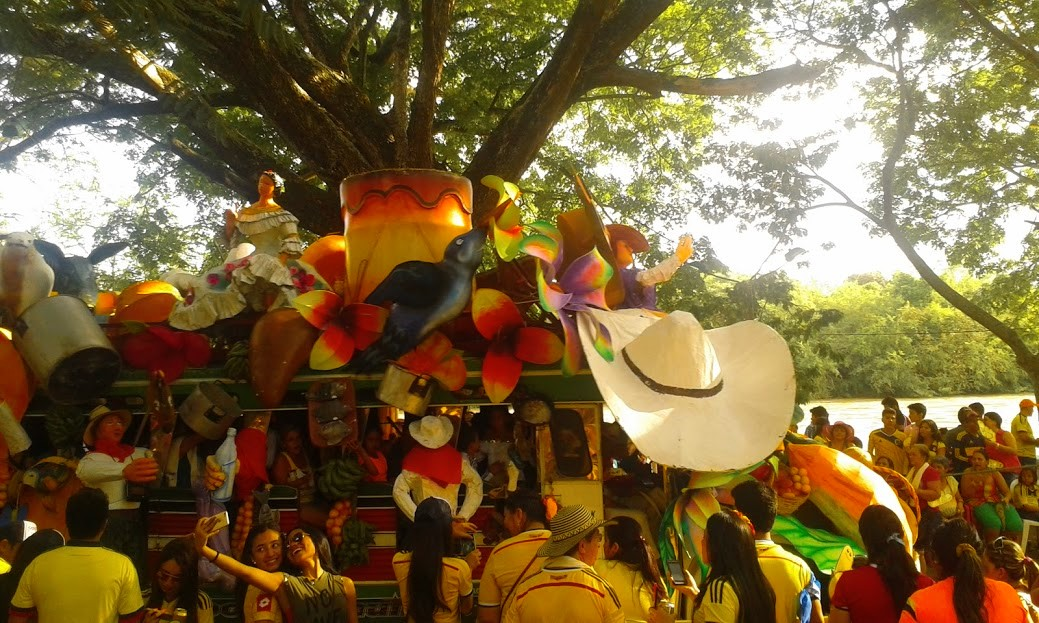
Desfile de Chivas - Evento tradicional del Reinado Nacional del Bambuco.

La principal festividad del departamento es el tradicional San Pedro, Fiestas del Bambuco, proveniente desde la época de la colonia como una manera de conmemorar el día de San Juan, San Pedro y San Pablo. Estas fiestas que se llevan a cabo a finales de junio son una tradición en todos los municipios del Huila que realizan su festival Municipal. En Neiva, se realiza el Festival del Bambuco en San Juan y San Pedro, con una duración de 13 días aproximadamente; que constituye una gran muestra cultural llena de música, bailes y comparsas, sino también recuerdan las viejas tradiciones de esta región de Colombia. Este Festival es declarado como Patrimonio Cultural de la Nación mediante Ley 1026 del 2 de junio de 2006 del Congreso de la República.
Cada año, los municipios del Huila son anfitriones de distintas ferias, fiestas, eventos y convenciones de negocios y/o académicos.

#### Neiva
- Festival de Cine de Neiva CINEXCUSA.
- Bienal Nacional e Internacional de Novela José Eustasio Rivera.
- Encuentro Internacional de Zanqueros “Cultura con Altura”.
- Feria Multisectorial EXPOHUILA. (Apuesta productiva, Agenda académica, artística y cultural),
- Fiestas Patronales del San Roque del Caguán.
- Fiestas del Bizcocho de Fortalecillas.

#### Pitalito
- Feria Nacional Artesanal y Equina Grado A.
- Festival Folclórico Laboyano y Reinado Surcolombiano de Integración.
- Festival Nacional de Música Andina "Faiver Olave Diaz"
- Festival Nacional de Oso Andino y Danta de Montaña (Pitalito y San Agustín).

#### Otros municipios
| Región Subnorte | RegiónSubcentro |
| --- | --- |
| Rivera: Festival Infantil Nacional de Sanjuanero Huilense. Yaguará: Reinado Departamental del Turismo y Fiestas Populares. Campoalegre: Festival Folclórico y Reinado Departamental del Arroz. Aipe: Exposición Equina, Feria Comercial Ganadera yTaurina Tello: Festival Equino, Agroindrustrial, Cultural y Deportivo Telluno. Baraya: Festival del Retorno Barayuno, Fiestas Patronales de la Virgen del Carmen. Villavieja: Encuentro Astronómico Nacional, Star Party - Fiesta de las Estrellas. Palermo: Feria Agropecuaria, Artesanal y Empresarial Palermuna. Teruel: Feria del Café Benicio Díaz y Día del Campesino. | Garzón: Festival Reinado Departamental y Popular de la Alegría y el Folclor, EXPOFERIA Garzón Alma del Huila, Festival de Brujas de La Jagua. Gigante: Festival Folclórico y Reinado Departamental del Cacao y el Café. Agrado: Fiestas Patronales de la Virgen de las Mercedes. Altamira: Fiestas tradicionales de San Roque y Festival de Orquestas. Guadalupe: Feria de Café Especial y Agroempresarial. ExpoFeria. Pital: Fiesta Popular de San Isidro Labrador. Suaza: ExpoSuaza. |
| Región Suboccidente | Región Subsur |
| La Plata: Festival Folclórico y Sampedrino del Sur Occidente Huilense y Oriente Caucano. Fiestas Patronales de San Sebastián. Nátaga: Fiesta de la Virgen de las Mercedes. Paicol: Feria Comercial, Agroindustrial y Ganadera Grado B ExpoPaicol. Tesalia: Fiesta Brava y Ganadera, Fiesta Patronal de la Virgen del Rosario. | San Agustín: Encuentro Nacional de la Cultura, Semana Cultural Integrada. Acevedo: Ferias y Fiestas del Retorno. Isnos: Fiesta del campesino Isnense, Carnaval de Negros y Blancos de Isnos. Palestina: Feria cultural y agroecológica del campesino Palestinense. Timaná: Reinado de la Gaitana, Patronales de San Calixto. |

## Deporte

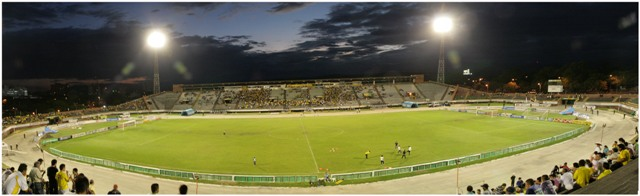
Estadio Guillermo Plazas Alcid en Neiva.

El Instituto Departamental del Deporte, la Educación Física, la Recreación y Aprovechamiento del Tiempo Libre del Huila INDERHUILA es la entidad encargada de establecer políticas, planes y programas en materia de deporte, educación física, recreación y aprovechamiento del tiempo libre. Así mismo de administrar la infraestructura deportiva del departamento concentrada principalmente en Neiva y Pitalito. Actualmente existen 25 ligas deportivas legalmente constituidas que componen las diferentes disciplinas que hoy se practican en forma competitiva en el Departamento y que varias de ellas contemplan múltiples modalidades como son el fútbol, ciclismo, atletismo entre otros.
Entre las ligas más destacadas del departamento se encuentran: Lucha olímpica, Patinaje de velocidad, actividades subacuáticas, el levantamiento de pesas, el ajedrez, el canotaje, el microfútbol, el taekwondo, el bicicrós entre otros. Los deportistas y equipos profesionales más destacados son:
- Luis Augusto Sánchez. Maestro de ajedrez. Medallista Bolivariano 1938.
- Diego Omar Perdomo Cuenca. Medallista Centroamericano y del Caribe. Nadador Olímpico Atlanta 1996.
- Orlando Marín. Medallista de Plata Bolivariano Panamá 1973 y Campeón Nacional 1974 en Halterofilia.
- William Delgado. Campeón Bolivariano Maracaibo 1989, Lucha estilo, libre 52 kg. Medallista Centroamericano de Bronce México 1990, Lucha estilo libre 48 kg.
- Carlos Abella. Portero Selección Colombia Sub-20 2005.
- Leónidas Juan Pablo Romero. Medallista Juegos Mundiales 2013 en modalidad natación con aletas 4x100m relevo masculino.
- Hernán Guzmán Ipuz. Campeón Sudamericano Santiago de Chile 2014. Medalla de Oro Lucha estilo libre 65 kg.
- Carlos Andrés Vargas Hernández. Deportista Paralímpico. Juegos Deportivos Paranacionales 2015.
- Manuel Esteban Soto Ruiz. Campeón Bolivariano Santa Marta 2017. Medalla de Oro Marcha 20 km.
- Andrea Carolina Olaya Gutiérrez. Medallista Panamericana Lima 2019. Medalla de Bronce Lucha estilo libre 76 kg .
- Harold Tejada Canacue. Ciclista de Ruta Astana Pro Team. Campeón Nacional de Ciclismo en Ruta Sub-23 2019. Ganador Etapa 7 Tour de L'Avenir 2019.
- Julián Stiven Horta Acevedo. Campeón Sudamericano Asunción 2022. Medalla de Oro Lucha Greco hasta 67 kg.
- Daniela Alejandra Muñoz Díaz. Medallista Sudamericana Asunción 2022. Medalla Bronce Taekwondo - De 49 kg a -57 kg.

| Equipo                  | Liga                                       | Deporte     | Sede                                | Fundado | Palmarés                                | Palmarés                                                         |
| Equipo                  | Liga                                       | Deporte     | Sede                                | Fundado | Nacional                                | Internacional                                                    |
| ----------------------- | ------------------------------------------ | ----------- | ----------------------------------- | ------- | --------------------------------------- | ---------------------------------------------------------------- |
| Atlético Huila          | Categoría Primera A del FPC                | Fútbol      | Estadio Guillermo Plazas Alcid      | 1990    | Subcampeón (2007-I, 2009-II)            |                                                                  |
| Atlético Huila          | Categoría Primera B del FPC                | Fútbol      | Estadio Guillermo Plazas Alcid      | 1990    | Campeón (1992, 1997, 2020)              |                                                                  |
| Atlético Huila Femenino | Liga Profesional Femenina                  | Fútbol      | Estadio Guillermo Plazas Alcid      | 2016    | Campeón (2018) Subcampeón (2017)        | Copa Libertadores Femenina 2018                                  |
| Utrahuilca Huila futsal | Liga Colombiana de Fútbol Sala             | Fútbol sala | Coliseo Álvaro Sánchez Silva        | 2011    | Campeón (2012-II)                       |                                                                  |
| Bambuqueros de Neiva    | Liga Profesional de Baloncesto de Colombia | Baloncesto  | Coliseo Álvaro Sánchez Silva        | 1993    | Campeón (2013-I) Tercer Lugar (2013-II) |                                                                  |
| Faraones Futsal Club    | Copa Profesional de Microfútbol            | Fútbol sala | Coliseo Cubierto Municipal Pitalito | 2015    | Subcampeón (2021)                       | Copa Sudamericana de Clubes de Fútbol de Salón 2022 (subcampeón) |
| Lifutsalon Huila        | Copa Profesional de Microfútbol            | Microfutbol | Coliseo Álvaro Sánchez Silva        | 2019    | 0                                       |                                                                  |
| Real Opita FSC          | Torneo Profesional de Microfutbol          | Microfutbol | Coliseo Álvaro Sánchez Silva        | 2009    | 0                                       |                                                                  |
| Real Opita FSC Femenino | Torneo Profesional Femenino de Microfutbol | Microfutbol | Coliseo Álvaro Sánchez Silva        | 2016    | 0                                       |                                                                  |